# Curazao
Curazao (en neerlandés, Curaçao; en papiamento, Kòrsou), oficialmente País de Curazao (en neerlandés: Land Curaçao), es un país constituyente del Reino de los Países Bajos con superficie aproximada de 444 km², ubicado en el mar Caribe, en la región septentrional de América del Sur.
Se localiza dentro del grupo de islas de Sotavento —junto con sus islas vecinas de Aruba y Bonaire—, en las Antillas Menores, en el sur del mar Caribe a unos 50 km de la costa noroccidental de Venezuela. Hasta 2010 formó parte de las Antillas Neerlandesas. Su capital y localidad más poblada es Willemstad, ubicada en el sur de la isla.
Aun siendo Estado constituyente del Reino de los Países Bajos, no forma parte de la Unión Europea a semejanza de otros territorios de soberanía europea. A pesar de ello, todos los ciudadanos de Curazao poseen pasaporte neerlandés y, por ende, gozan de los mismos derechos que los ciudadanos de la Unión Europea.

## Etimología
Cuando Alonso de Ojeda estuvo en la isla en 1499, la llamó Isla de los Gigantes en honor a las personas altas que vivían allí.
Existen varias versiones sobre el origen del nombre Curazao. Una de ellas afirma que cuando los portugueses llegaron a la isla, vieron que los marineros españoles que padecían escorbuto se curaron tras desembarcar, seguramente gracias a la gran cantidad de frutas que consumieron. Por ello, bautizaron la isla como Ilha da Curação (en portugués, «Isla de la Curación»). Tras la conquista neerlandesa el nombre quedó finalmente como Curaçao. Al escribir el nombre al español, la grafía ç debe sustituirse por una «s» o una «z», de modo que las formas «Curasao» y «Curazao» tienen la misma validez.
Otra explicación es que se deriva de la palabra española o portuguesa para "corazón" (coração), en referencia a la isla como un centro de comercio. Una "o" sin énfasis en portugués continental se pronuncia generalmente [u], por lo que la grafía se habría mutado para "curaçao". Los comerciantes españoles habrían asumido el nombre de Curazao, seguido por los neerlandeses.
Los primeros bocetos de mapas europeos dibujaron la isla con forma de corazón.
En los mapas españoles, la isla primero se llamó Curaçote, Curasote y Curasaure. Alrededor de 1550 aparece el nombre como Quracao. En el momento de la ocupación holandesa en 1634, la ortografía había terminado en Curaçao, aunque continuaron ocurriendo variaciones hasta el siglo XVIII.
En papiamento, la isla se llama simplemente Kòrsou. Oficialmente el territorio se llama Pais Kòrsou en papiamento, Land Curaçao en neerlandés.

## Historia

### Etapa precolonial
Los registros históricos y arqueológicos señalan a tribus de caquetíos, pertenecientes a la familia arawak, como primeros pobladores de la isla. Los primeros vestigios de asentamientos humanos en Curazao se encuentran en Rooi Rincón. Se trata de un abri, un saliente natural en las rocas utilizado por los habitantes precerámicos. Estos primeros habitantes indígenas no estaban familiarizados con la cerámica. Los restos encontrados consisten en montones de conchas, material óseo animal y piedra. Los objetos son de piedra y concha, que pueden haber sido utilizados para diversos fines. Los dibujos de las rocas también están presentes aquí. La datación de estos restos más antiguos de Curazao se sitúa entre el 2900 y el 2300 a. C. Se conocen restos similares y tumbas humanas en San Michielsberg, entre el 2000 y el 1600 a. C.
Se han encontrado restos de cerámica del periodo cerámico en Knip y San Juan, entre otros. Las fechas se sitúan entre el 450 y el 1500 después de Cristo. El material pertenece a la cultura dabajuroide. Esta gente se llamó Caquetios. Por su lengua, estos antiguos aborígenes se clasifican como arawak. Los caquetíos vivían en pequeños asentamientos de hasta 40 habitantes aproximadamente. Los pueblos solían estar situados cerca de bahías interiores, principalmente en la costa sur. Los Caquetíos posteriores vivían del cultivo a pequeña escala de, entre otros, la yuca, de la pesca, de la recolección de mariscos y de la caza menor. También comerciaban con indios de otras islas y del continente. Se han encontrado hábitats en Knip y Santa Bárbara, entre otros.
La atención científica a los primeros habitantes de las Antillas Neerlandesas ya se prestó desde el principio. En el siglo XIX, el aficionado A.J. van Koolwijk realizó estudios de campo. También hizo un inventario de los petroglifos de la isla. Desde entonces, muchos han estudiado a los primeros habitantes locales.

### Colonización española
El descubrimiento de los primeros colonizadores españoles se produce en 1499, cuando una expedición española comandada por Alonso de Ojeda, descubre la isla durante su primer viaje de exploración de la costa norte de Sudamérica. Junto a él se encuentran Juan de la Cosa y Américo Vespucio quien la llama isla de los Gigantes, debido aparentemente, a la elevada estatura de sus habitantes indígenas.

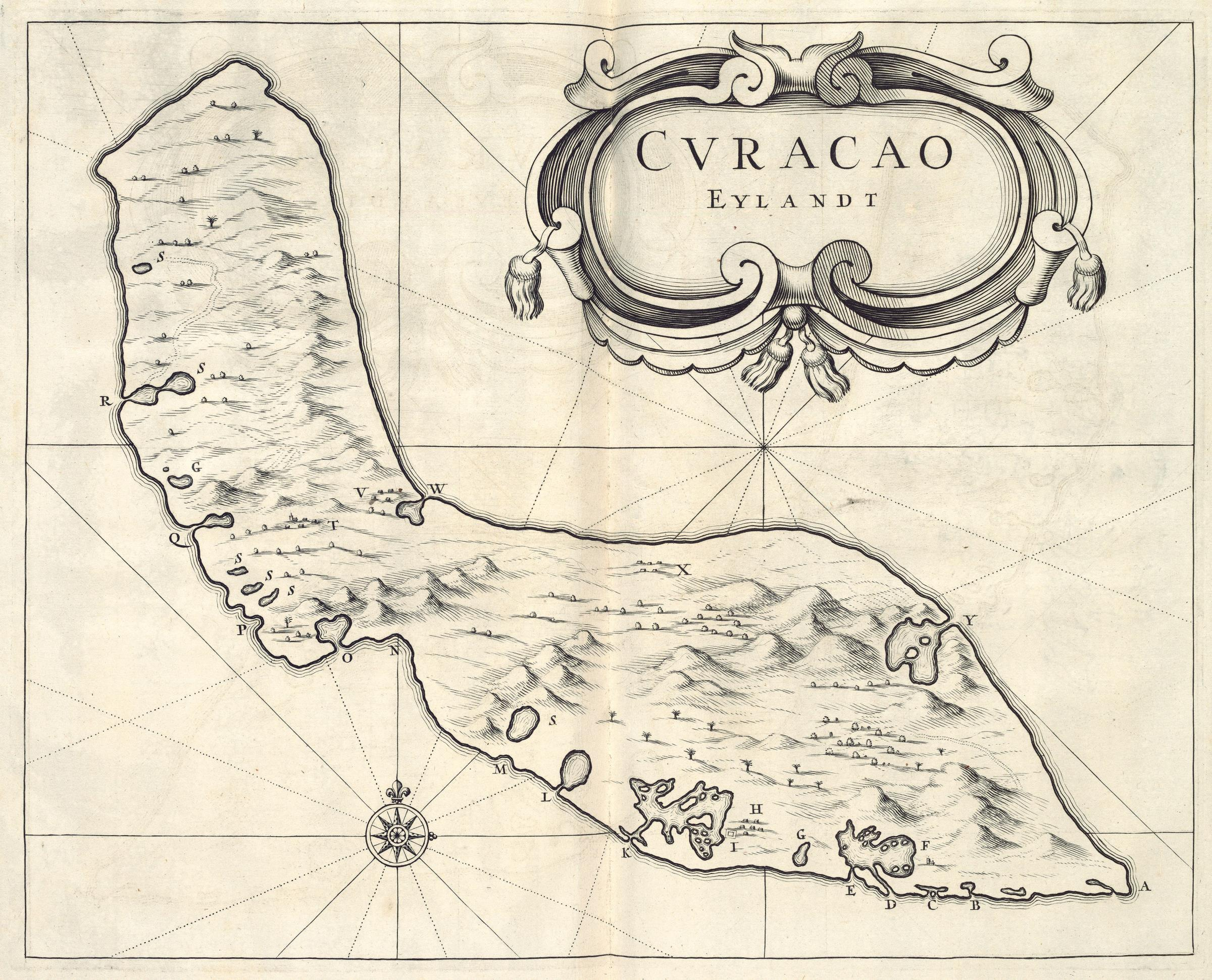
Mapa de Curazao en 1644

El dominio español se mantuvo durante todo el siglo XVI, período durante el cual sus habitantes originales fueron trasladados hacia la colonia de la isla la Española. Sirvió de puente para la exploración y conquista española de territorios en el norte de Sudamérica. La isla fue abandonada paulatinamente, a medida que avanzaba la colonización del continente. España colonizó Curazao desde 1499 por un período aproximado de un siglo como parte insular de la provincia de Venezuela. Asimismo, una de las referencias más antiguas sobre el nombre de la isla, se encuentra en el archivo del Registro Público Principal de la ciudad de Caracas (Venezuela). Un documento fechado el 9 de diciembre de 1595 especifica que Francisco Montesinos, cura y vicario de "las Yslas de Curasao, Aruba y Bonaire" le confería un poder a Pedro Gutiérrez de Lugo, estante en Caracas, para que cobrara de las Reales Cajas de Felipe II el salario que le correspondía por su oficio de cura y vicario de las islas.
En esa época vivían unos 2000 caquetíos en la isla. En 1515 casi todos los caquetíos fueron transportados a La Española como esclavos. Los españoles se instalaron en la isla en 1527. Sin embargo, la isla fue gobernada desde una de las ciudades hispano-venezolanas. Los españoles importaron muchos animales exóticos a Curazao. Los caballos, las ovejas, las cabras, los cerdos y el ganado vacuno se introdujeron en la isla desde Europa o alguna de las colonias españolas. Los españoles también plantaron varios árboles y plantas exóticas.

A menudo se trataba de una cuestión de ensayo y error. Por ello, también aprendieron a utilizar los cultivos y métodos agrícolas de los caquetíos. Se conocen fuentes paralelas en otras islas del Caribe. No todos los exóticos importados tuvieron el mismo éxito. En general, el ganado se desenvolvía bien; los españoles lo dejaban andar libremente por el kunuku y las sabanas. El ganado era pastoreado por caquetíos y españoles. Las ovejas, las cabras y el ganado vacuno se comportaron relativamente bien. Según las fuentes históricas, había miles de personas en la isla. La agricultura, en cambio, fue significativamente peor. Como los rendimientos de la agricultura de Curazao eran decepcionantes, las salinas no daban mucho de sí y no se encontraban metales preciosos, los españoles llamaron a la región la "isla inútil".

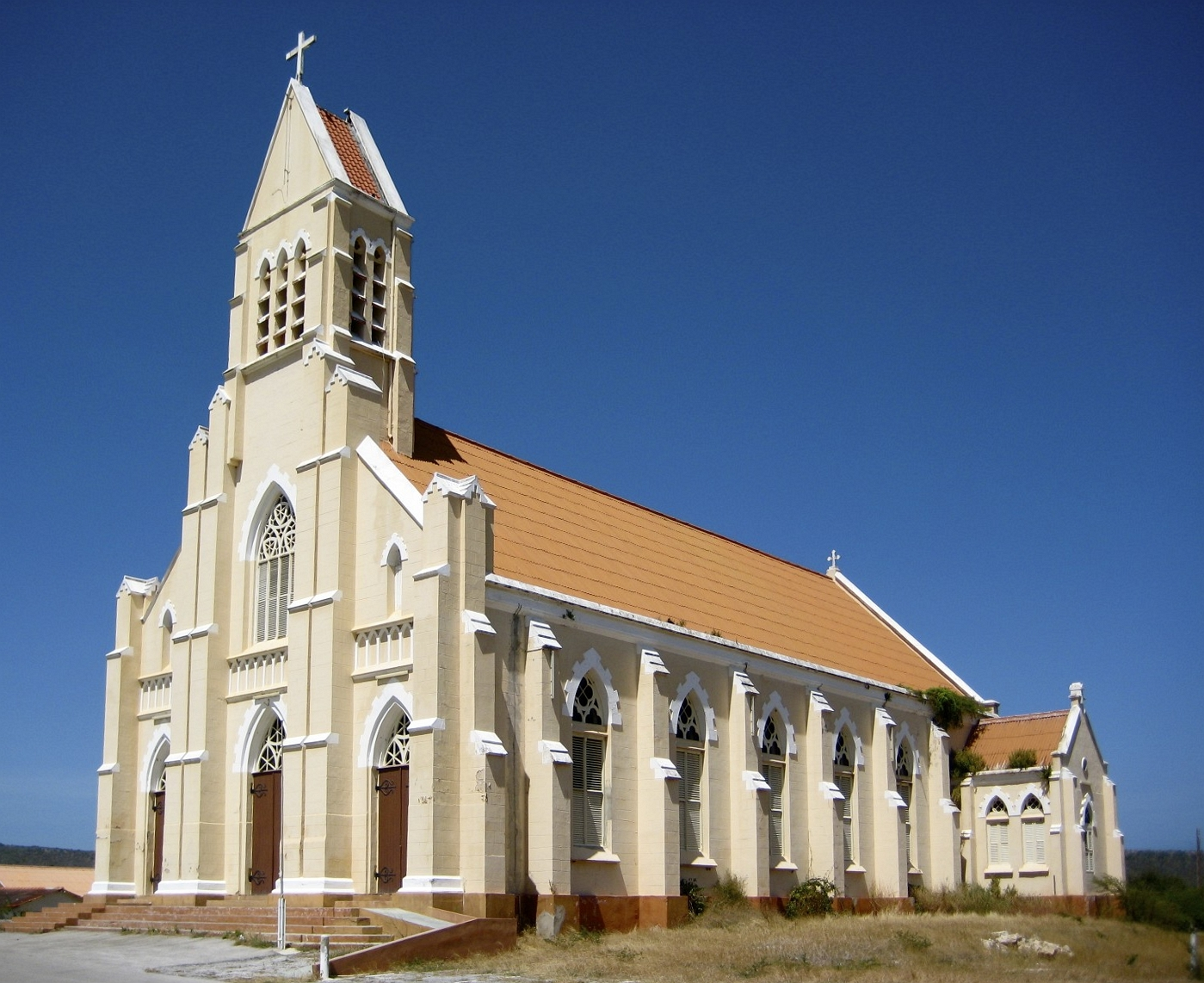
Iglesia de Sint Willibrordus católica en Curazao

Con el tiempo, el número de españoles que vivían en Curazao disminuyó. En cambio, el número de habitantes aborígenes se estabilizó. Es de suponer que, mediante el crecimiento natural, el retorno y la colonización, la población de los caquetíos llegó a aumentar. En las últimas décadas de la ocupación española, Curazao se utilizaba como una gran explotación ganadera. Los españoles vivían entonces en los alrededores de Santa Bárbara, Santa Ana y en los pueblos de la parte occidental de la isla. Por lo que se sabe, los caquetíos vivían dispersos por la isla.

### Colonización neerlandesa
Los primeros registros de asentamientos neerlandeses en la isla datan de 1621, quienes necesitaban abastecerse de recursos vitales como madera y sal. La isla de Curazao perteneció a la provincia de Venezuela hasta el 28 de julio de 1634, cuando una expedición de la Compañía Neerlandesa de las Indias Occidentales comandada por el almirante Johannes van Walbeeck, conquistó su territorio a pesar de la obstinada defensa que hicieron López de Moría y Juan Matheos. La reducida colonia española y casi toda la población de los indígenas arahuacos, que se negaron a jurar obediencia a los Países Bajos, fueron expulsados y se refugiaron en las costas de Venezuela.

A mediados del siglo XVII llegan a la isla colonos neerlandeses y judíos sefardíes procedentes originalmente de la península ibérica, de donde fueron expulsados primero a Portugal, después a los Países Bajos y por último al noreste del Brasil, de donde procedía la mayoría de los sefardíes que se establecieron en Curazao. Este origen de los judíos sefardíes es el que explica la existencia de palabras portuguesas, de apellidos sefardíes hispano-portugueses abundantes en los cementerios judíos y, sobre todo, en la fonética del papiamento, bastante similar al portugués, cosa inexplicable en el Caribe, donde no hay colonias portuguesas. Con los nuevos pobladores se mejoran las técnicas para el cultivo de cítricos y la explotación de salinas. En 1642, Peter Stuyvesant es designado gobernador. Con él, la isla se transforma en un importante centro de comercio, y se establece lo que llegaría a ser uno de los principales mercados de esclavos para las colonias europeas en América especialmente para el Brasil. En 1668 se erigió un inmenso almacén en Willemstad para la trata de esclavos llamado "el Asiento". Alrededor del 90% de los esclavos fueron exportados desde Curazao y la mitad de ellos ilegalmente. hecho este que da un fuerte impulso al desarrollo económico de la colonia.

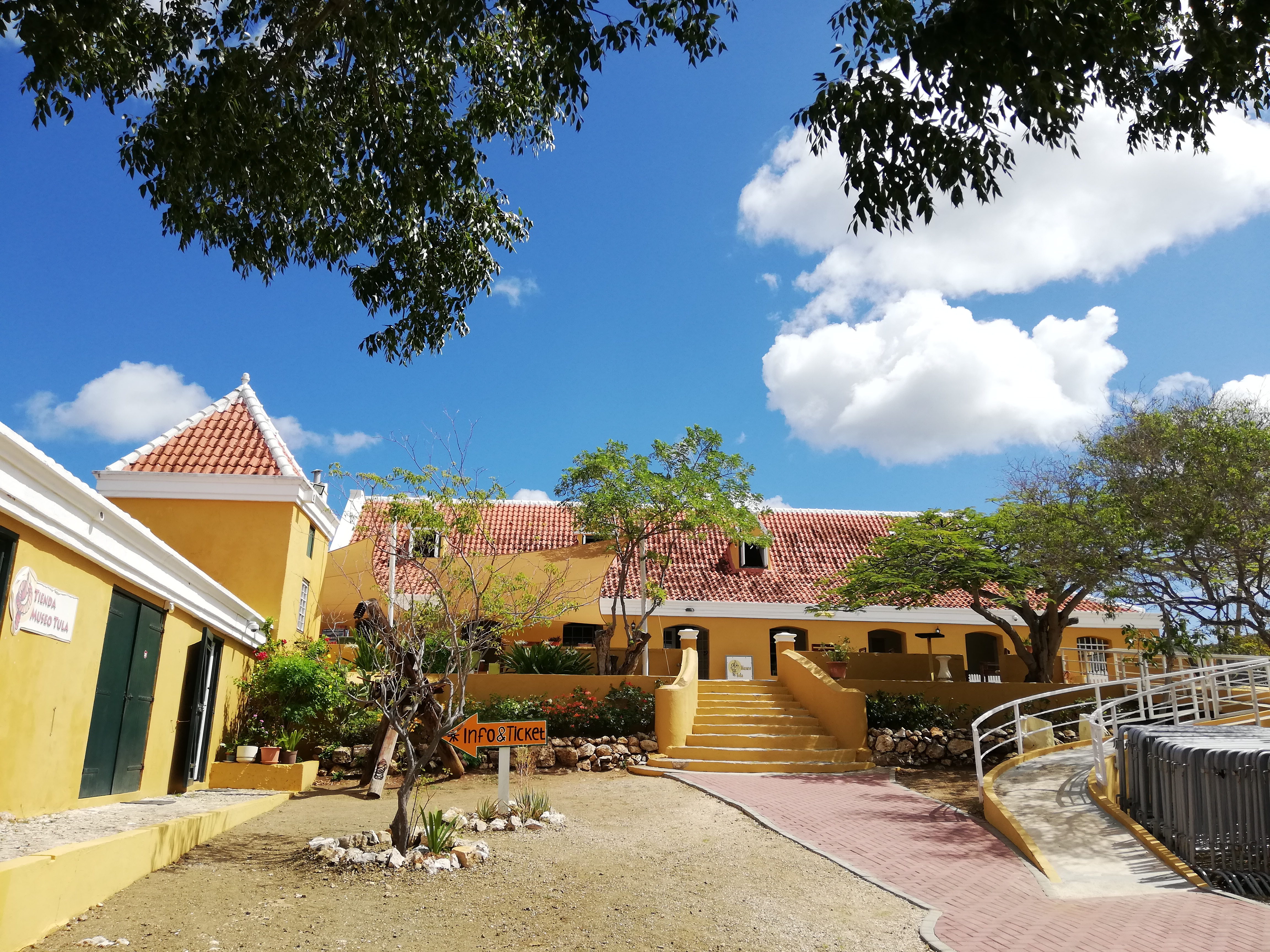
El Museo Tula recuerda los sufrimientos de la población durante la esclavitud en Curazao

 La isla fue invadida por los ingleses en dos ocasiones, que van de 1800 a 1803 y de 1807 a 1816, ambas motivadas por las guerras napoleónicas en Europa. De manera casi simultánea, se producen los movimientos independentistas de las colonias hispanas del continente, con las que contribuye dando refugio a patriotas anglófilos como Simón Bolívar, y con la participación de, al menos, dos de sus personajes claves, como son Manuel Piar, líder de las revueltas antipatriotas de la provincia de Guayana, y Luis Brión, quien llegaría a ser almirante de la Gran Colombia.
En 1829 se firma en Londres el “Tratado de Paz, Amistad, Navegación y Comercio” entre la Gran Colombia y el reino de los Países Bajos. Dicho tratado benefició directamente a los comerciantes brasileños y esto junto con la abolición de la Inquisición en 1821 condicionó favorablemente la decisión de los judíos de Curazao de radicarse en Venezuela.
Para el año 1863 la esclavitud es abolida en las colonias neerlandesas, incluyendo en ellas a la isla de Curazao, lo cual conduce a una severa crisis económica. Debido a esto, un importante número de sus habitantes emigra en busca de empleo, principalmente a la isla de Cuba, donde trabajan en las plantaciones de caña de azúcar. El reino de los Países Bajos promovió entonces la traída de mano de obra de la India y las Indias Orientales Neerlandesas (actual Indonesia).
El descubrimiento de yacimientos petrolíferos en Venezuela, a principios del siglo XX, específicamente, en la cuenca del lago de Maracaibo, lleva a la Royal Dutch Shell al establecimiento en 1918 de la refinería de Willemstad una de las más importantes del mundo para su tiempo. Esto da un nuevo impulso a su economía, y a la llegada de una nueva ola de inmigrantes.
El 8 de junio de 1929 revolucionarios venezolanos antigomecistas asaltan el fuerte Ámsterdam y capturan al gobernador neerlandés Leonard Albert Fruytier. Posteriormente los insurgentes toman al vapor estadounidense «Maracaibo» e invaden sin éxito a Venezuela por La Vela de Coro.
En 1940, ante la caída de los Países Bajos a manos de la Alemania nazi, los británicos ocupan Curazao y los franceses Aruba. Posteriormente, en 1942, serán relevados por tropas estadounidenses que construyeron aeropuertos militares en Aruba ("Dakota") y Curazao ("Hato"). El objeto principal era la lucha contra los esperados ataques de submarinos y bombarderos nazis de larga distancia, lo cual correspondió a la orientación norteamericana en la amenaza primaria de una invasión alemana con la ayuda de los colonos alemanes en Iberoamérica, de tono opuesto a la visión británica. El puerto de la isla, una de las principales fuentes de combustible para las operaciones de los Aliados, es asediado por submarinos alemanes en diversas ocasiones.

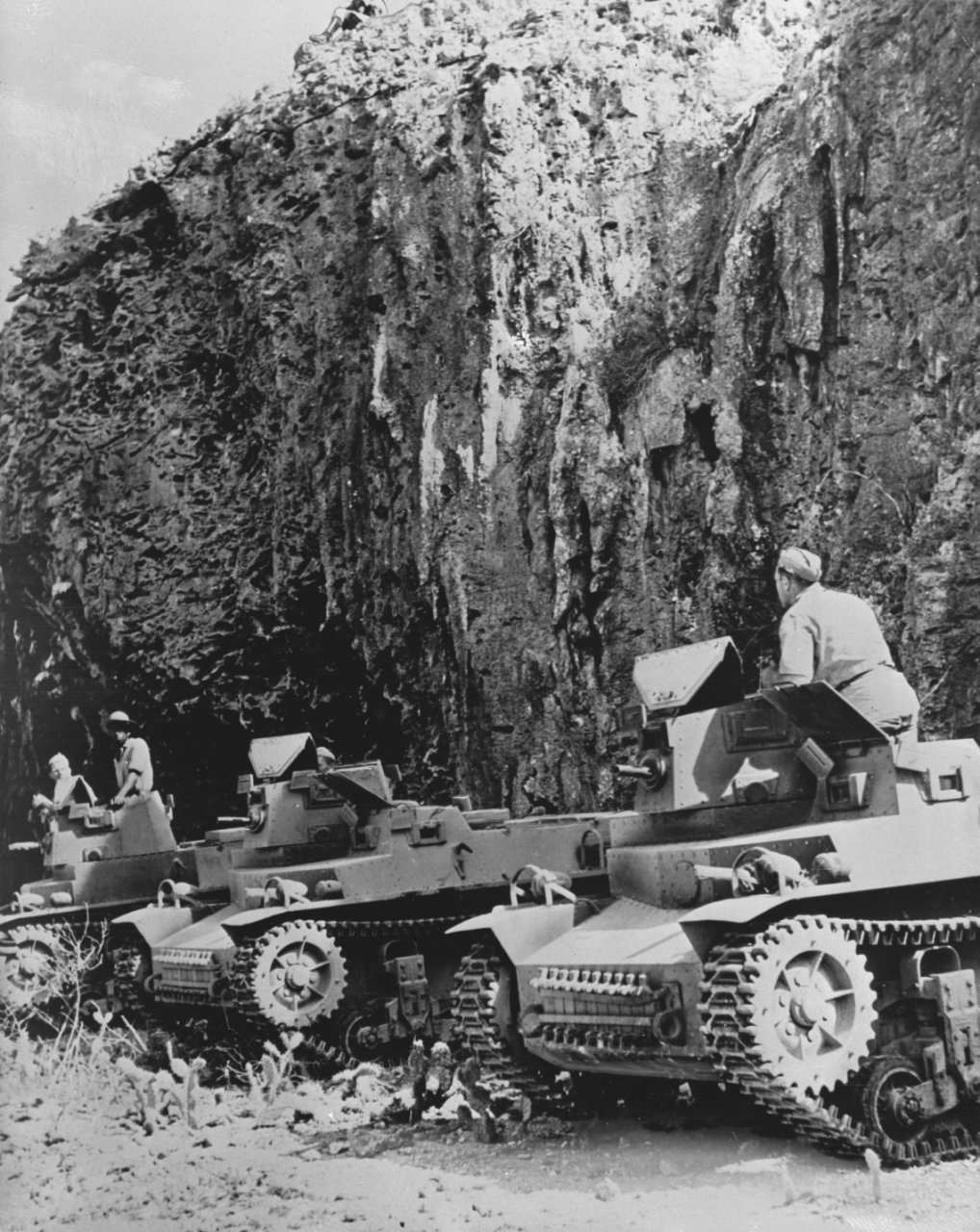
Ejercicios militares de los Países Bajos en Curazao durante la Segunda Guerra Mundial

La presencia de potencias distintas a los Países Bajos causa alarma al gobierno venezolano. La cercanía de estas islas, bases tradicionales para lanzar incursiones contra territorio venezolano, y el hecho de dominar la entrada al golfo de Venezuela más que justifican esta inquietud.
El 30 de mayo de 1963 se producen levantamientos populares en la isla, motivados por la contracción mundial de la industria petrolera y el descontento producto de la exclusión social dentro de su principal industria. Estos levantamientos tuvieron su clímax en 1969, cuando turbas violentas quemaron una gran cantidad de comercios en la zona urbana más importante de Willemstad, por lo que las pérdidas económicas fueron enormes.

### Autonomía
Para finales del siglo XX y principios del XXI se convoca a sus electores a varios referendos para decidir el futuro estatus político-administrativo de la isla. En el último de los cuales se decide su separación de las Antillas Neerlandesas, y la búsqueda de un estatus de autonomía para la isla, dentro del Reino de los Países Bajos.
Curazao se separó de las Antillas Neerlandesas, lo que provocó su desaparición, ya que Saba, San Eustaquio y Bonaire ahora son municipios especiales de los Países Bajos, mientras que Sint Maarten tiene el mismo estatus de Curazao y Aruba como país constituyente del Reino de los Países Bajos. Aunque estaba prevista la separación para el 15 de diciembre de 2008, se pospuso para el año siguiente.
El 15 de mayo de 2009 se celebró un referéndum en la isla para decidir su estatus con respecto al Reino de los Países Bajos; los votantes tuvieron que decidir entre aprobar o no el acuerdo negociado en los primeros meses de 2009 con los Países Bajos para que Curazao se convierta en un país autónomo dentro del Reino reduciendo su deuda, o si por el contrario rechazaba este acuerdo. Finalmente fue aprobado por la mayoría del electorado, de forma que las Antillas Neerlandesas se disolvieron formalmente el 10 de octubre de 2010.

## Política y gobierno

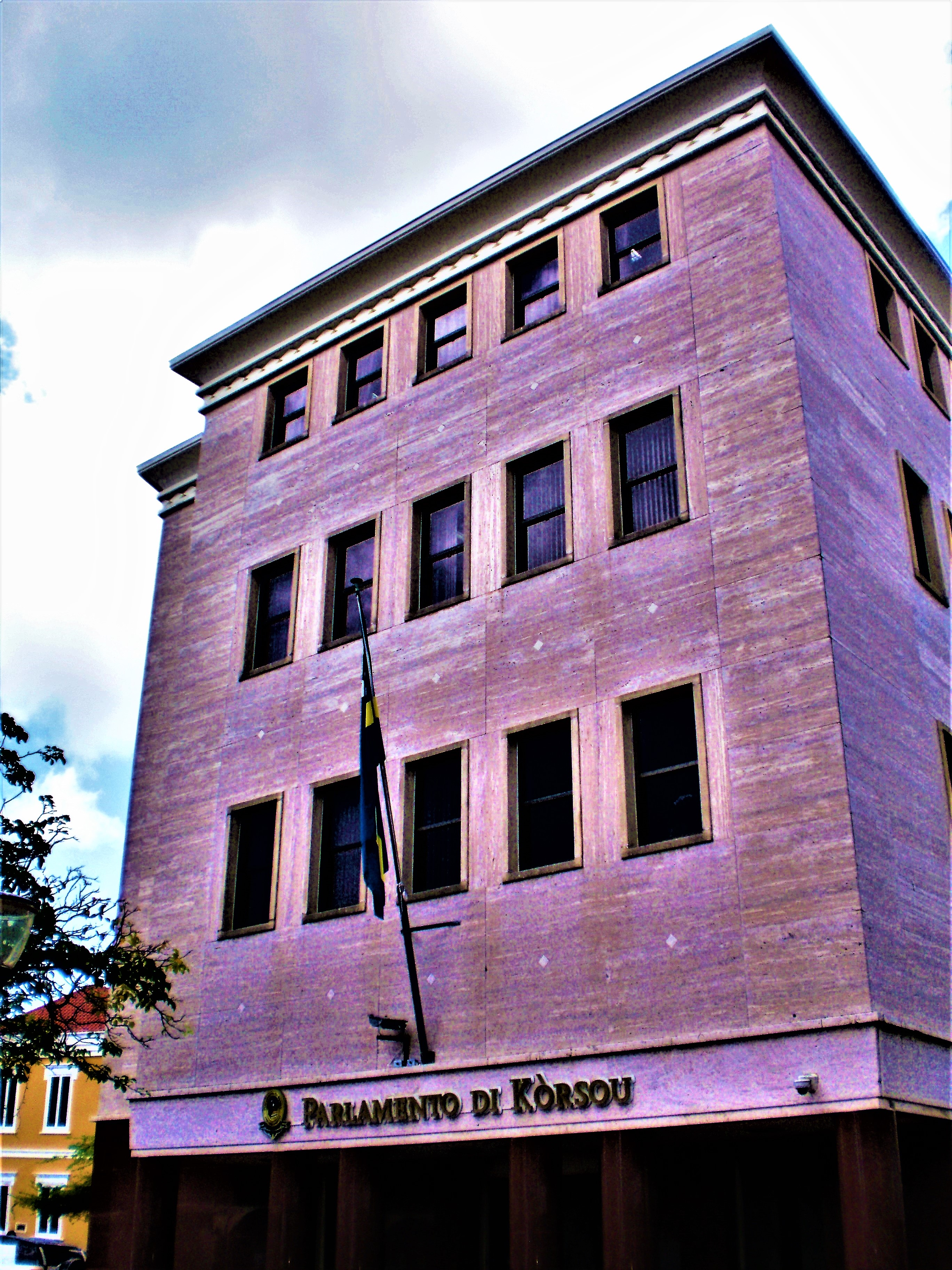
Edificio del Parlamento de Curazao, ubicado en el distrito de Punda, Willemstad

Curazao ganó parte de su autogobierno el 1 de enero de 1954 como un territorio insular de las Antillas Neerlandesas. A pesar de ello, los isleños no participaron plenamente en el proceso político hasta después de los movimientos sociales a finales de los 60. En la década de 2000 el estatuto político de la isla empieza a ser objeto de debate de nuevo, al igual que para las otras islas de las Antillas Neerlandesas, sobre todo en cuanto a la relación con los Países Bajos y entre las islas de las Antillas.
En un referéndum celebrado el 8 de abril de 2005, los residentes votaron a favor de un estatuto independiente fuera de las Antillas Neerlandesas, similar al de Aruba, rechazando las opciones para la plena independencia, convertirse en parte directa de los Países Bajos, o mantener el statu quo. En 2006, Emily de Jongh-Elhage, una residente de Curazao, fue elegida como la nueva primera ministra de las Antillas Neerlandesas, y no solo de Curazao.
El 1 de julio de 2007, la isla de Curazao debía convertirse en un estado autónomo asociado al Reino de los Países Bajos. El 28 de noviembre de 2006, el consejo insular rechazó una nota aclaratoria sobre el proceso. El 9 de julio de 2007, el consejo insular de Curazao nuevamente aprobó el acuerdo rechazado en noviembre de 2006. El 15 de diciembre de 2008, Curazao tenía programado convertirse en un país autónomo dentro del Reino de los Países Bajos (como Aruba desde 1986 y las Antillas Neerlandesas hasta 2010). Un referéndum sobre este plan se llevó a cabo en Curazao el 15 de mayo de 2009, en el que el 52 por ciento de los votantes apoyó ese plan de más autonomía.

### Poder ejecutivo
El jefe de Estado es el actual monarca de los Países Bajos, el rey Guillermo Alejandro, que es representado en Curazao por el gobernador de Curazao, elegido para un período de seis años, y que actualmente es Lucille George-Wout. El jefe de Gobierno es el primer ministro de Curazao, quien forma, junto con el Consejo de Ministros, el poder ejecutivo del gobierno. Gilmar Pisas, miembro del partido Movementu Futuro Kòrsou, formó un gobierno para la isla junto con otros tres partidos.

### Poder legislativo

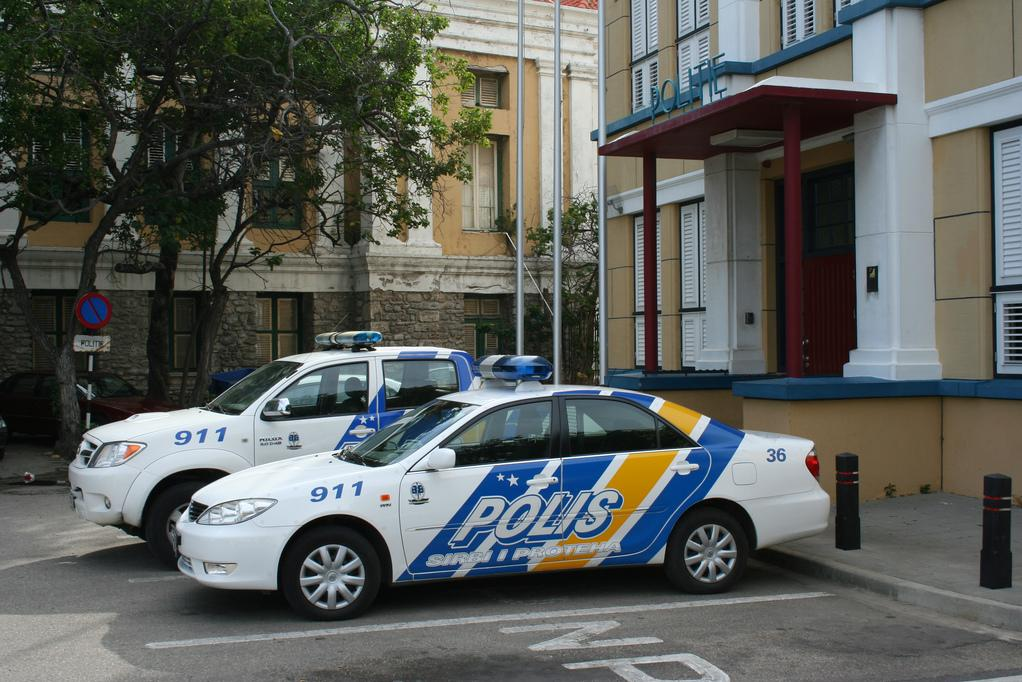
Policía de Curazao.

El miércoles 25 de agosto de 2010 los votantes de Curazao eligieron al primer Parlamento de Curazao (en papiamento: Parlamento di Kòrsou, neerlandés: Staten van Curaçao), formado por 21 miembros que son elegidos cada 4 años, y se encargan de redactar y aprobar las leyes, además de designar al primer ministro de Curazao siendo requeridos 11 escaños. El nuevo gobierno asumió el 10 de octubre de 2010, al concretarse la disolución del gobierno de las Antillas Neerlandesas. El poder legislativo de la isla aprobó el 5 de septiembre de 2010 la Constitución de Curazao (Staats Regeling van Curaçao).

### Defensa
La defensa de la isla es responsabilidad de los Países Bajos.
En la isla de Curazao se encuentran dos bases navales holandesas, Parera y Suffisant. Los oficiales de la Arubaanse Militie completan su formación en Curazao.
En el lado oeste del Aeropuerto Internacional de Curazao hay hangares para los dos aviones de patrulla marítima Bombardier Dash 8 y los dos helicópteros AgustaWestland AW139 de la Guardia Costera del Caribe Neerlandés. Hasta 2007 fue una base aérea naval de la Real Armada de los Países Bajos, que operó la base durante 55 años, con una amplia variedad de aviones en los últimos años Fireflies, Avengers, Trackers, Neptunes, Fokker F-27s, P-3C Orions, Fokker F-60s y varios helicópteros. Tras la decisión política de vender todos los Orions, la base aérea dejó de ser necesaria.

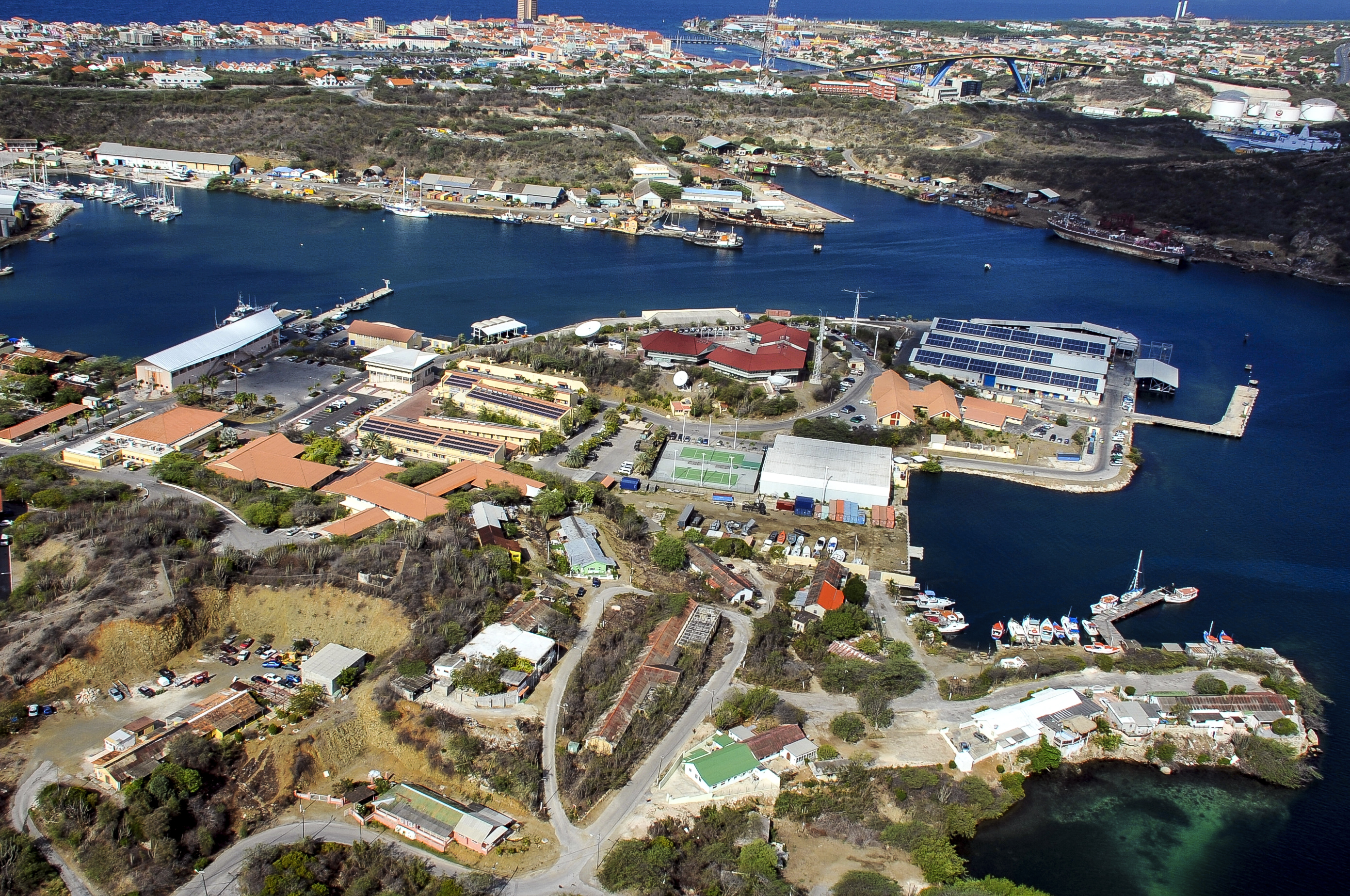
Base naval de Parera

El extremo oeste del aeropuerto es un Lugar de Operaciones Avanzadas (FOL) de la USAF. La base alberga el Sistema de Alerta y Control Aéreo (AWACS), aviones de transporte, aviones de reabastecimiento aéreo ("tankers") y aviones de reconocimiento. Hasta 1999, la USAF operaba una pequeña flota de cazas F-16 desde el FOL. La corporación PAE dirige las operaciones de la base en el FOL.

### Reclutamiento
La Base Naval de Suffisant cuenta con instalaciones utilizadas para el reclutamiento en el Caribe. No ha habido conscripción militar desde 1997, pero sí una forma de conscripción civil. Este tipo de reclutamiento ofrece a los jóvenes antillanos desfavorecidos la posibilidad de realizar una formación profesional.

### Lucha contra las drogas
Las fuerzas armadas neerlandesas y el ejército de los Estados Unidos colaboran intensamente para seguir e interceptar los transportes internacionales de drogas en el Caribe. Como parte de esta "guerra contra las drogas", Estados Unidos tiene presencia militar en Curazao. Este "Lugar de Operaciones Avanzadas" (FOL) en Curazao se creó cuando Estados Unidos tuvo que poner fin a su presencia militar en el Canal de Panamá. El 3 de marzo de 2000, el Reino de los Países Bajos firmó un tratado con los Estados Unidos relativo al establecimiento de un Lugar de Operaciones Avanzadas en el aeropuerto internacional de Curazao, el aeropuerto de Hato. Este Lugar de Operaciones Avanzadas no tiene el estatus de una base de la fuerza aérea y los vuelos estadounidenses desde Curazao se realizan sin armas.
Desde entonces, el aeropuerto de Hato alberga un grupo permanente de diez a quince militares de Curazao, que se complementa permanentemente con 300 militares presentes de forma rotativa. También hay cinco aviones de combate, F-16 o F-15, y tres aviones de reconocimiento más pequeños estacionados en el aeropuerto de Hato. Las actividades de la Fuerza Aérea de los Estados Unidos en la interceptación de transportes de drogas en el mar son apoyadas por buques de la Marina Real de los Países Bajos.

### Corrupción y nepotismo
Curazao es una isla pequeña, donde la mayoría de las personas influyentes se conocen entre sí, donde muchos asuntos se tratan de manera informal, los lazos familiares son fuertes y, por tanto, hay muchos conflictos de intereses. La isla tiene una larga historia de corrupción, en la que miembros de la familia y amigos son colocados en sus puestos. A pesar de los reiterados llamamientos a la introducción de una norma salarial, ésta ha tenido éxito en Aruba, pero no en Curazao. El alto nivel de desigualdad de ingresos se cita a menudo como la causa de la corrupción, además de que la desigualdad de ingresos es una consecuencia de la corrupción: Curazao se encuentra así en un círculo vicioso de corrupción y desigualdad de ingresos. Varios políticos de Curazao fueron condenados a penas (de prisión).

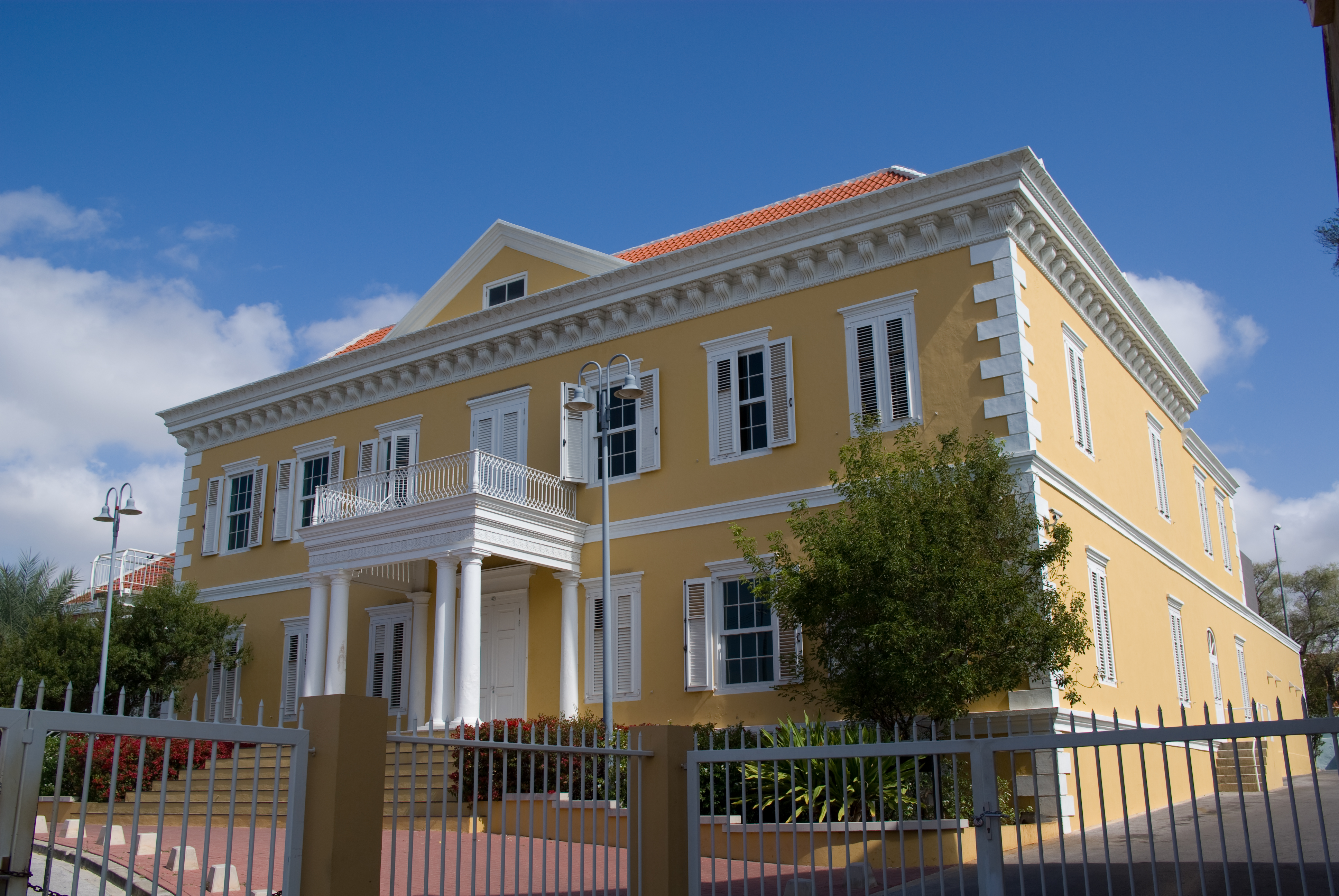
Edificio del Registro Civil en Curazao

Después del 10-10-2010, Curazao empezó de nuevo. Los Países Bajos se hicieron cargo de la deuda nacional de las antiguas Antillas Neerlandesas, cuya mayor parte procedía del territorio insular de Curaçao. Sin embargo, la deuda nacional ya estaba por las nubes en dos años, con muchas denuncias de corrupción.

### Reformas del Estado
En 1993 se celebró un primer plebiscito sobre el futuro constitucional de Curaçao. Aunque el gobierno abogó por el estatus de autonomía, la población de entonces optó mayoritariamente por continuar y reestructurar las Antillas Neerlandesas.
Tras este resultado, el gobierno dimitió y en las nuevas elecciones ganó el entonces nuevo partido PAR, formado por partidarios de la reestructuración de las Antillas. El partido C'93, formado simultáneamente por el antiguo líder de la FOL, Stanley Brown, que abogaba por la integración en los Países Bajos, no tuvo éxito.
Al cabo de pocos años, quedó claro que la reestructuración no resolvía los principales problemas sociales y económicos de Curazao. Además, las demás islas menores de las Antillas Neerlandesas también experimentan cada vez más los efectos adversos de los problemas financieros que conlleva. Por ello, volvieron a surgir debates sobre la continuidad de las Antillas Neerlandesas.
El 8 de abril de 2005 se celebró un segundo referéndum en el que el pueblo de Curazao pudo expresar su opinión sobre el futuro constitucional deseado para la isla

Al elegir esta vez la opción de Autonomía, la población ha seguido los deseos de los políticos de la isla. Al igual que en el referéndum de 1993, casi todos los partidos están a favor de la autonomía como país, y sólo el pequeño y nuevo partido Pueblo Soberano aboga por la independencia total. Sin embargo, la opinión popular varía mucho, y es especialmente destacable el importante apoyo a la opción D, que tiene poca o ninguna representación en la política. Los partidarios de esta opción creen que una Curazao mejor y más segura requiere la integración con los Países Bajos. Pregonan el lema "P'e Kòrsou ku nos meresé", por el Curaçao que nos merecemos.

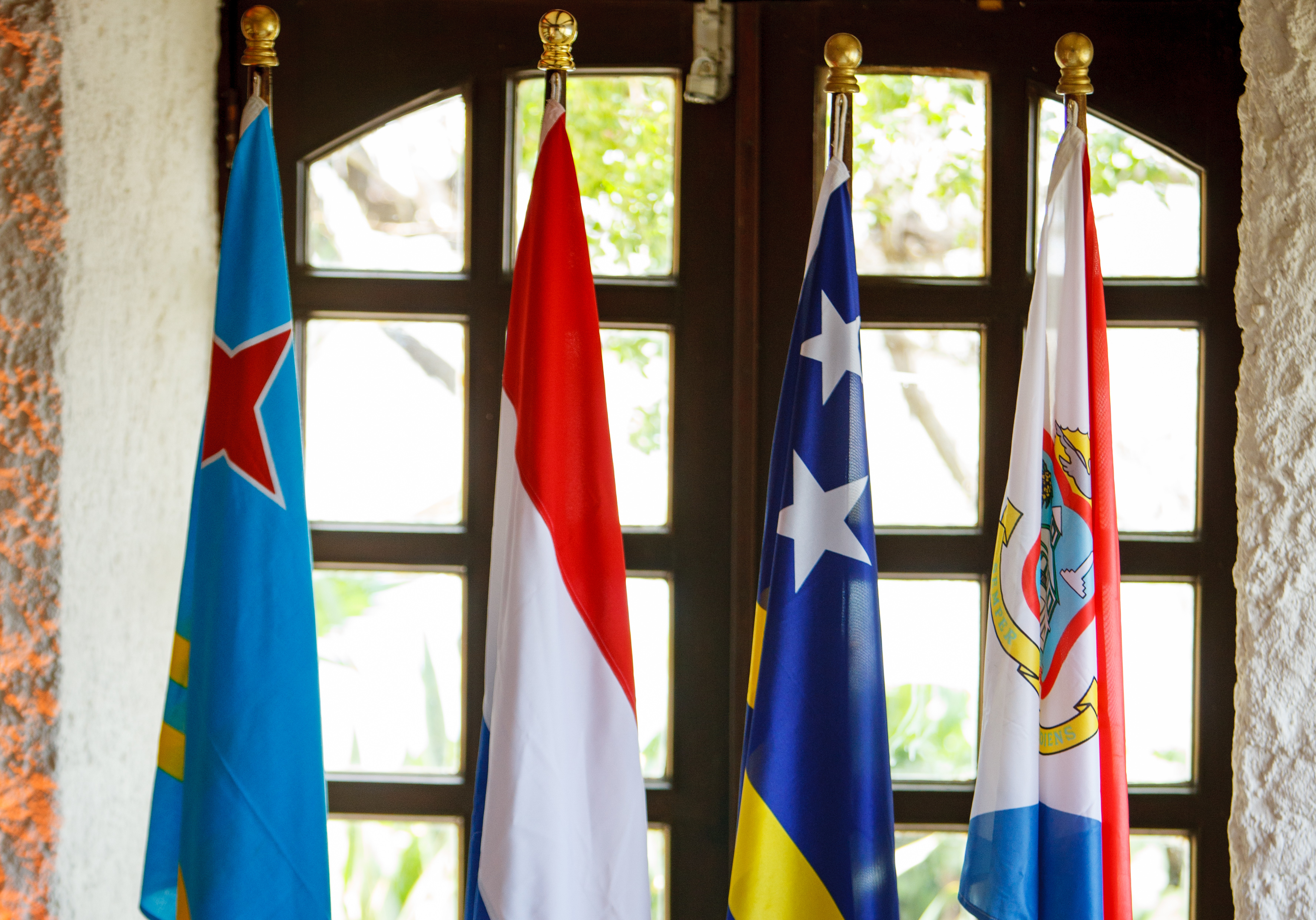
Banderas de los 4 países que conforman el Reino desde 2010: Aruba, los Países Bajos, Curazao, y San Martín,

En una mini-mesa redonda celebrada en La Haya el 11 de octubre de 2006, se acordó con los Países Bajos que Curazao recibiría lo que se conoce como estatus separado, al igual que Aruba. Esto convertiría a Curazao en un país autónomo dentro del Reino de los Países Bajos. Como parte de este acuerdo, el gobierno holandés ofreció reestructurar 1.180 millones (el 70%) del total de la deuda nacional de 1.700 millones. Los acuerdos se resumieron en una declaración final, que posteriormente fue objeto de un gran debate en Curazao. En opinión de los partidos de la oposición, de los que el FOL era el más importante, y de los partidos más pequeños de la coalición, los acuerdos no iban lo suficientemente lejos. Los principales partidos de la coalición, el PAR y el PNP, defendieron el acuerdo. Finalmente, el acuerdo fue rechazado por la mayoría del consejo insular de Curazao, tras lo cual el Consejo Ejecutivo se desmoronó y surgió una nueva coalición, liderada por el FOL, para ocupar el tiempo hasta las nuevas elecciones del 20 de abril de 2007.
Para el futuro económico y político de Curazao, el rechazo de los acuerdos creó mucha incertidumbre. Tanto en la política como entre la población, partidarios y detractores se enfrentaron. Los opositores abogaron por la renegociación, pero tanto el Gabinete Balkenende III como el nuevo Balkenende IV se manifestaron en contra, con el apoyo casi unánime de la Cámara Baja. Las encuestas realizadas en Curazao muestran que, debido a la agitación política actual, el apoyo al estatus de separación disminuyó considerablemente, en favor de la integración en los Países Bajos (opción D). Esto se debe probablemente en parte a la concreción de esta opción: en el momento del referéndum de abril de 2005, aún no se sabía cómo podría ser esta opción y, por tanto, no era una consideración realista para muchos. No fue hasta octubre de 2006 cuando los Países Bajos y las pequeñas islas de Bonaire, Saba y San Eustaquio acordaron que la Ley de Municipios de los Países Bajos serviría de base para este estatuto.
Por tanto, las elecciones al consejo insular fueron cruciales y giraron por completo en torno a la cuestión de la declaración final. Si los opositores obtuvieran la mayoría, amenazaría con un impasse. En el caso extremo, con la salida de las otras islas de las Antillas Neerlandesas, Curaçao quedaría como la única isla en esa entidad, con un estatus autónomo de facto pero también con la altísima deuda pública de las Antillas Neerlandesas.

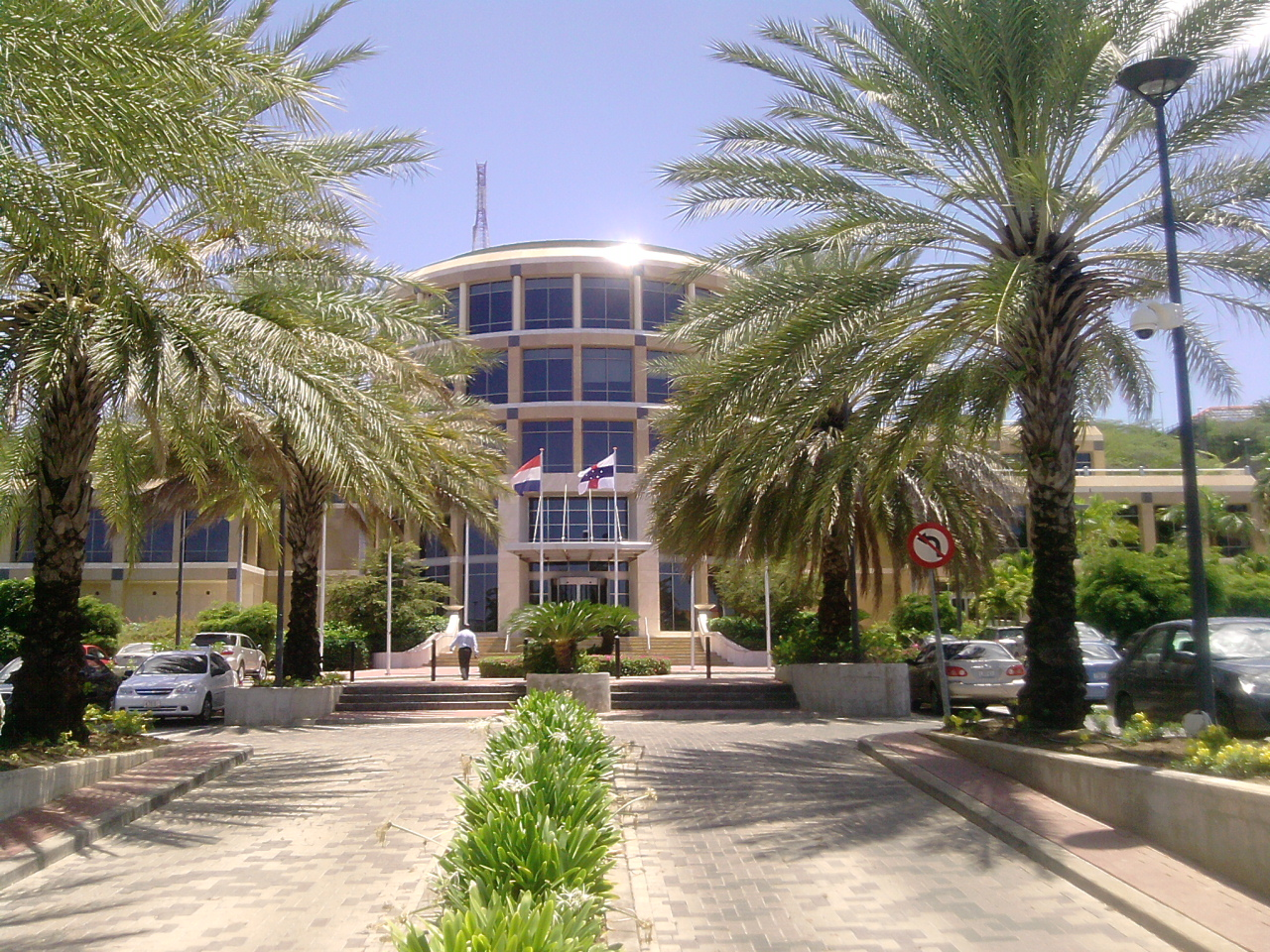
Banco Central de Curazao y San Martín (Banko Sentral di Kòrsou i Sint Maarten), antes de 2010 llamado Banco Central de las Antillas Neerlandesas (Banko Sentral di Antias Hulandes)

Al final, en las propias elecciones al consejo insular, ni los proponentes ni los oponentes lograron una mayoría clara. Sin embargo, los dos partidos favorables a la declaración final, el PAR y el PNP, consiguieron llegar a un acuerdo con el gran perdedor, el FOL, para formar una nueva coalición. Se acordó votar de nuevo la declaración final. En la noche del 6 al 7 de julio de 2007, tras una larga reunión, el Consejo Insular de Curazao aceptó la declaración final, con condiciones: PAR, PNP, FOL y DP votaron a favor con 12 de los 21 escaños. El 28 de agosto se firmó un acuerdo con los Países Bajos sobre el proceso constitucional, y el consejo insular lo ratificó un día después con 13 votos del PAR, PNP, FOL, DP y FK. La intención era obtener el estatus autónomo de "país dentro del Reino" el 15 de diciembre de 2008.
En mayo de 2008, se estableció definitivamente en el Regiegroep de Sint Maarten, Curazao y los Países Bajos en Curazao que la fecha prevista del 15 de diciembre como fecha de introducción de las nuevas relaciones constitucionales no era factible. Sin embargo, es posible tener lista toda la legislación necesaria para esa fecha, de modo que pueda presentarse al Parlamento neerlandés, a los Estados de las Antillas Neerlandesas y a los Consejos Insulares de Curazao y San Martín. Por lo tanto, el 15 de diciembre de 2008 se organizará una mesa redonda para revisar todo el paquete legislativo en función de los criterios previamente acordados en la Declaración Final.
Teniendo en cuenta el calendario, los partidos realizaron consultas al consejo al Consejo de Estado del Reino sobre cómo se podía conseguir una aceleración del estatuto de autonomía y cómo se podía acortar el proceso legislativo hasta enero de 2010, cuando se celebraron nuevas elecciones estatales.
El Consejo de Estado, en un llamado "consejo informativo" a los gobiernos neerlandés y antillano, aconsejó otorgar temporalmente al gobernador de las Antillas Neerlandesas, representante de la Reina, un papel central con sus propios poderes administrativos y su propia organización oficial. El gobernador puede desempeñar temporalmente el papel de pivote gracias a un artículo de excepción del Estatuto del Reino, el artículo 51. Ese artículo permite la intervención administrativa en caso de mala gestión. No es el caso, por cierto, según el Consejo de Estado, pero sigue siendo posible porque se trata de una situación especial, la transición a un nuevo modelo constitucional.
Seguir este consejo en la práctica deja fuera de juego a los parlamentos neerlandés y antillano. El gobernador sólo es responsable directamente ante el Consejo de Ministros del Estado. El Consejo de Estado dice estar al tanto de esta situación. Pero se trata de "una situación temporal" en la que, con el tiempo, "la rendición de cuentas normal puede volver a tener lugar".
El 15 de mayo de 2009, los habitantes de Curazao acudieron a las urnas para expresar su opinión sobre el futuro constitucional de la isla en un referéndum. Casi 120.000 personas pudieron indicar si estaban a favor o en contra de la nueva relación constitucional con los Países Bajos. Una mayoría del 52% se pronunció a favor de la nueva relación constitucional propuesta. Este resultado convirtió a Curazao en un país autónomo dentro del Reino de los Países Bajos.

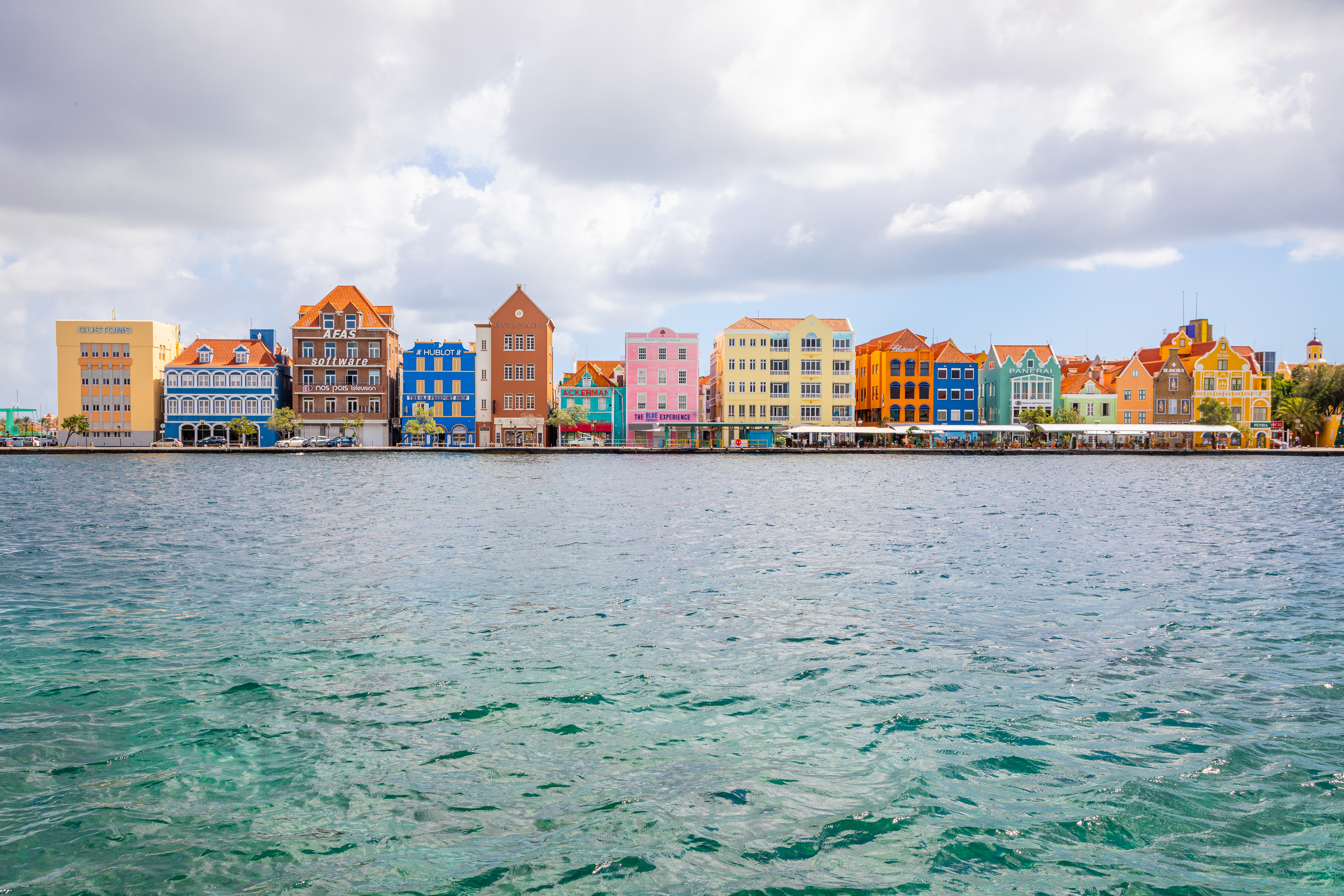
Edificios en la parte histórica de Willemstad, la Capital de la Isla

### Igualdad y relaciones familiares
Según la constitución, las autoridades deben reconocer y proteger a la familia. Las mujeres y los hombres deben tener la misma condición jurídica. Si bien entre los hombres prevalece la cultura machista, las relaciones familiares se caracterizan por el matriarcado con la mujer como eje central. Ha aumentado el número de hogares encabezados por mujeres. En la década de 1940, Onsdagskvinnenne, la primera organización de mujeres, surgió como una subdivisión del Partido Demócrata Cristiano Nashonal di Pueblo. Las mujeres de los miércoles lucharon por el derecho al voto de las mujeres, que se introdujo en 1948.
Las primeras representantes electas llegaron en 1949. Lucina da Costa Gomez-Matheeuws se convirtió en la primera mujer ministra en el Caribe. En 1977 se convirtió en primera ministra de las Antillas Neerlandesas. Posteriormente, otras mujeres de Curazao también ocuparon el cargo de primera ministra: Maria Liberia-Peters, Suzanne Camelia-Römer, Mirna Louisa-Godett y Emily de Jongh-Elhage. Hasta principios de la década de 2000, las mujeres estaban subrepresentadas en la vida laboral. La participación de la mujer en la vida laboral aumentó considerablemente, de modo que en un momento había más mujeres que hombres entre la población activa. Muchas mujeres tienen empleos precarios y de bajos ingresos. La proporción de mujeres que tienen trabajo eventual o por cuenta propia es mayor que entre los hombres. Más mujeres que hombres se gradúan de la escuela secundaria superior y de instituciones de educación superior.

### Relaciones exteriores
Curazao no es parte de la Unión Europea, pero como país y territorio de ultramar está asociado con la Unión y recibe fondos de desarrollo. El país participa en la Asociación de Países y Territorios de Ultramar de la Unión Europea para promover intereses comunes frente a la UE. Como ciudadanos holandeses, el pueblo de Curazao tiene derecho a votar en las elecciones al Parlamento Europeo.

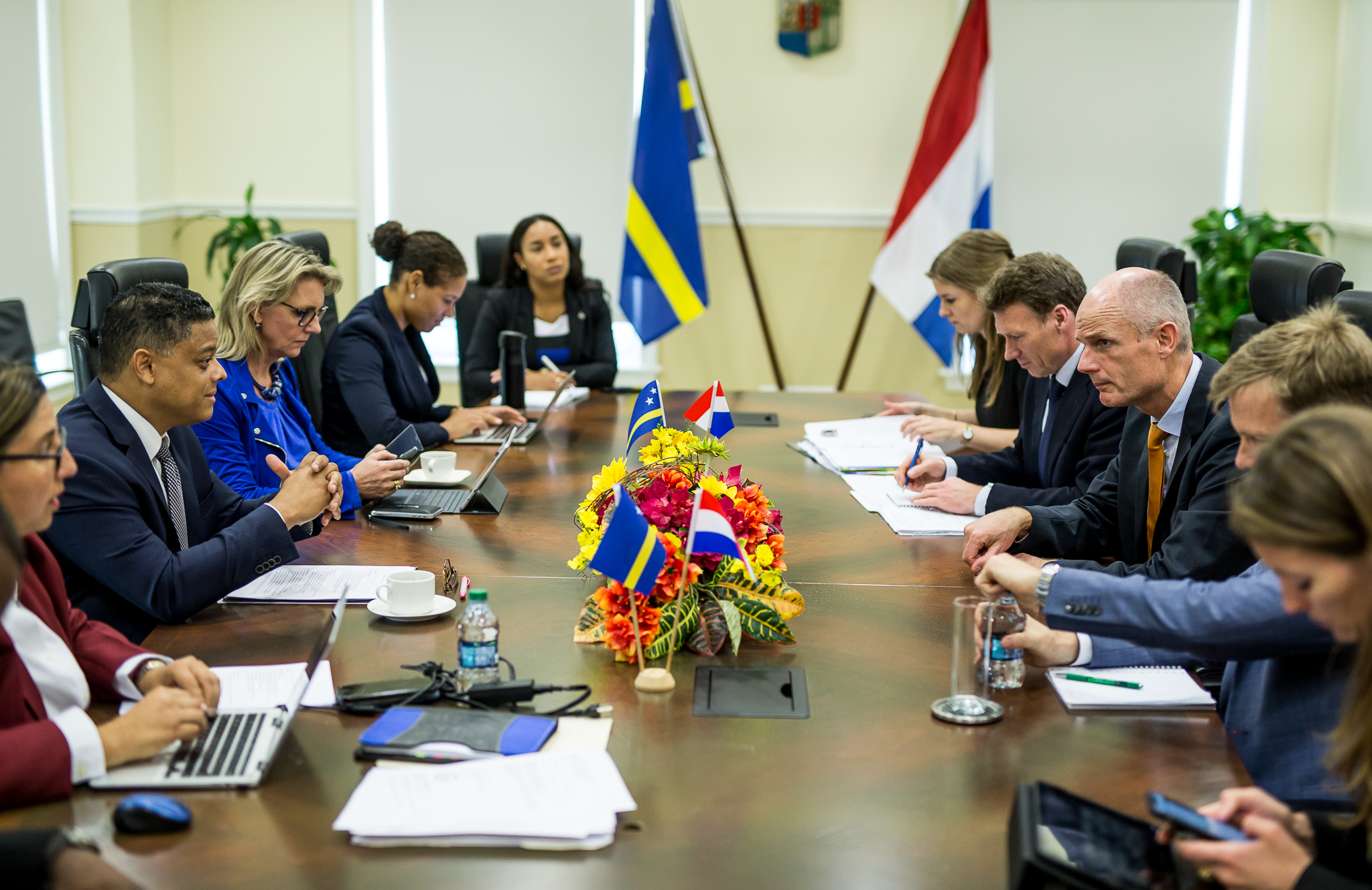
El Ministro de Asuntos Exteriores de los Países Bajos Stef Blok en Reunión con el gobierno de Curazao en 2019

El ministro de Relaciones Exteriores conjunto del Reino representa a los cuatro países, al igual que las embajadas y consulados. Curazao puede establecer contactos internacionales y negociar sobre asuntos en los que el país se gobierna a sí mismo. El país también puede celebrar memorandos de acuerdo, pero solo el Reino de los Países Bajos puede celebrar tratados y ser miembro de organizaciones intergubernamentales internacionales. Los acuerdos internacionales pueden celebrarse en nombre de cada uno de los cuatro países o limitarse a ellos. El Reino puede autorizar a un solo país como Curazao a participar en organizaciones regionales que permitan la participación de estados no soberanos.
Curazao es miembro asociado de la Asociación de Estados del Caribe, la UNESCO, la Comisión Económica de las Naciones Unidas para América Latina y el Caribe (CEPAL) y la Organización Panamericana de la Salud. El país también es miembro del Grupo de Acción Financiera del Caribe (GAFIC), una organización que lucha contra el lavado de dinero, y en 2011 se convirtió en miembro de Interpol.

## Geografía

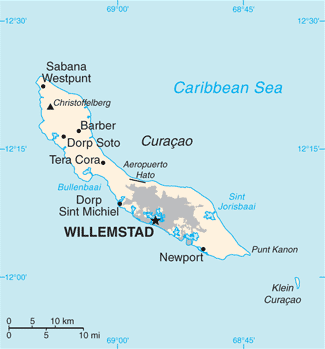
Mapa de la isla. Fuente: CIA.

La ciudad principal de Curazao es Willemstad.
Curazao incluye en el sureste el pequeño islote deshabitado llamado Klein Curaçao (que en neerlandés significa "Pequeña Curazao"). Como la mayoría de las islas del mar Caribe, Curazao se encuentra en la Zona Intertropical y está alineada de noroeste a sureste, por lo que las costas del norte son las de Barlovento, ya que reciben directamente los efectos de los vientos alisios, mientras que las costas meridionales son las de Sotavento, es decir, las que están de espaldas a los vientos y, en consecuencia, donde el mar está en perpetua calma.

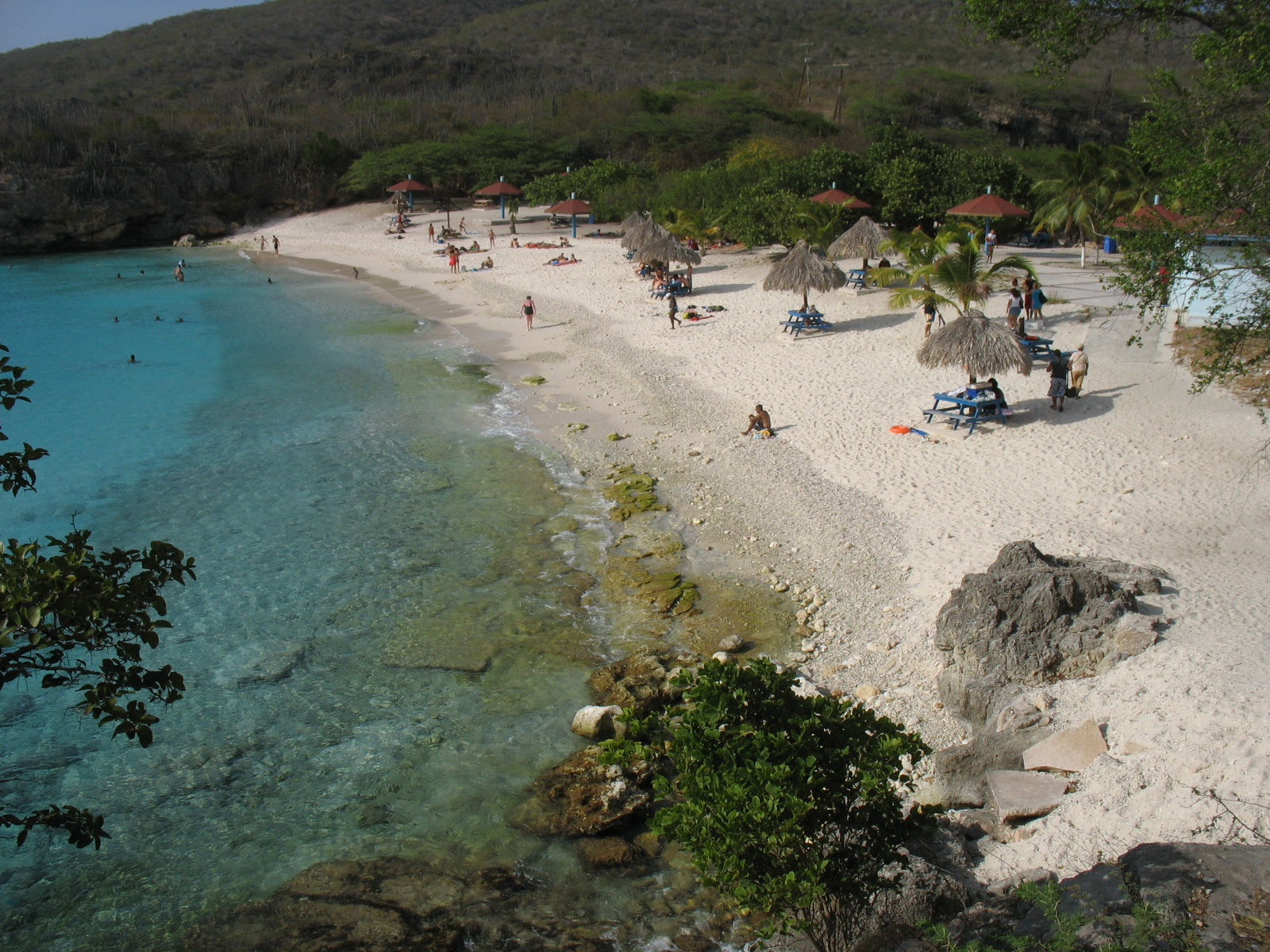
Playa de Grote Knip, Curazao.

La imagen de la acción erosiva en la costa norte muestra los efectos de los alisios que, aunque no son vientos muy fuertes soplan durante todo el año, con mayor fuerza en horas de la tarde. Este oleaje se adentra en la plataforma calcárea de la costa norte, en la que se han abierto cuevas, puentes naturales y pequeños valles formados por el derrumbe de los techos en antiguas cavernas alargadas.
La ciudad de Willemstad es el puerto principal y capital de la isla, además de serlo también de las Antillas Neerlandesas. Su área histórica, centro de la ciudad y puerto, fueron declarados Patrimonio Mundial de la Humanidad por la Unesco en el año 1997. En ésta se encuentra, entre otros, la sinagoga Mikvé Israel-Emanuel que es la más antigua del continente americano en continuo funcionamiento (1651), el puente de pontones y el fuerte Nassau, así como el Fuerte Ámsterdam, el más importante de Curazao donde todavía se encuentra incrustada en su pared la bala de cañón disparada por las tropas del Capitán William Bligh. Actualmente se encuentra en el fuerte la residencia del Gobernador, varias oficinas del gobierno y la Iglesia Protestante Unida, la cual incluye un museo.
Curazao es famosa por el llamado Licor de Curaçao que se fabrica con la corteza de las naranjas de la isla, y por celebrar uno de los Carnavales más conocidos en el Caribe.
Siendo esta isla un Territorio Insular de las Antillas Neerlandesas, forma parte de los Países y Territorios de Ultramar de la Unión Europea. En ella se asientan las principales instalaciones navales de la Marina Real de los Países Bajos en el mar Caribe, y da soporte logístico a los miembros de la OTAN en la región. Adicionalmente, en su territorio está en funcionamiento desde el año 1999 una Base de Operaciones de Avanzada del Comando Sur de los Estados Unidos.
Curazao no posee fronteras terrestres, pero si marítimas que fueron fijadas en 1978 por el tratado de límites entre Venezuela y el Reino de los Países Bajos que estableció las fronteras entre ese país sudamericano y las entonces Antillas Neerlandesas (ya disueltas).

### Localidades
Curazao estuvo dividida en cinco distritos desde 1863 hasta 1925, tras lo cual se redujo a los dos distritos exteriores Bandabou y Bandariba y al distrito de la ciudad de Willemstad. Con el paso de los años, la capital, Willemstad, abarca toda la zona que rodea el gran puerto natural, el Schottegat. Como resultado, muchos pueblos que antes estaban aislados han crecido juntos para formar una gran zona urbanizada. La ciudad cubre aproximadamente un tercio de toda la isla en el este. Los barrios más famosos de Willemstad son:
- Punda, el centro histórico de la ciudad con el Handelskade en la bahía de Santa Ana
- Otrobanda, al otro lado de la bahía de Santa Ana
- Pietermaai, al este de Punda
- Scharloo, al norte de Punda y Pietermaai, al otro lado del Waaigat
- Julianadorp, un suburbio en el lado oeste de la ciudad, construido alrededor de 1928 en nombre de Shell para su personal
- Emmastad, construido para Shell en los años 50, después de que Julianadorp estuviera lleno.
- Saliña, está situada al lado de Punda y tiene muchas tiendas y restaurantes
- Brievengat, un suburbio en el norte de la ciudad.

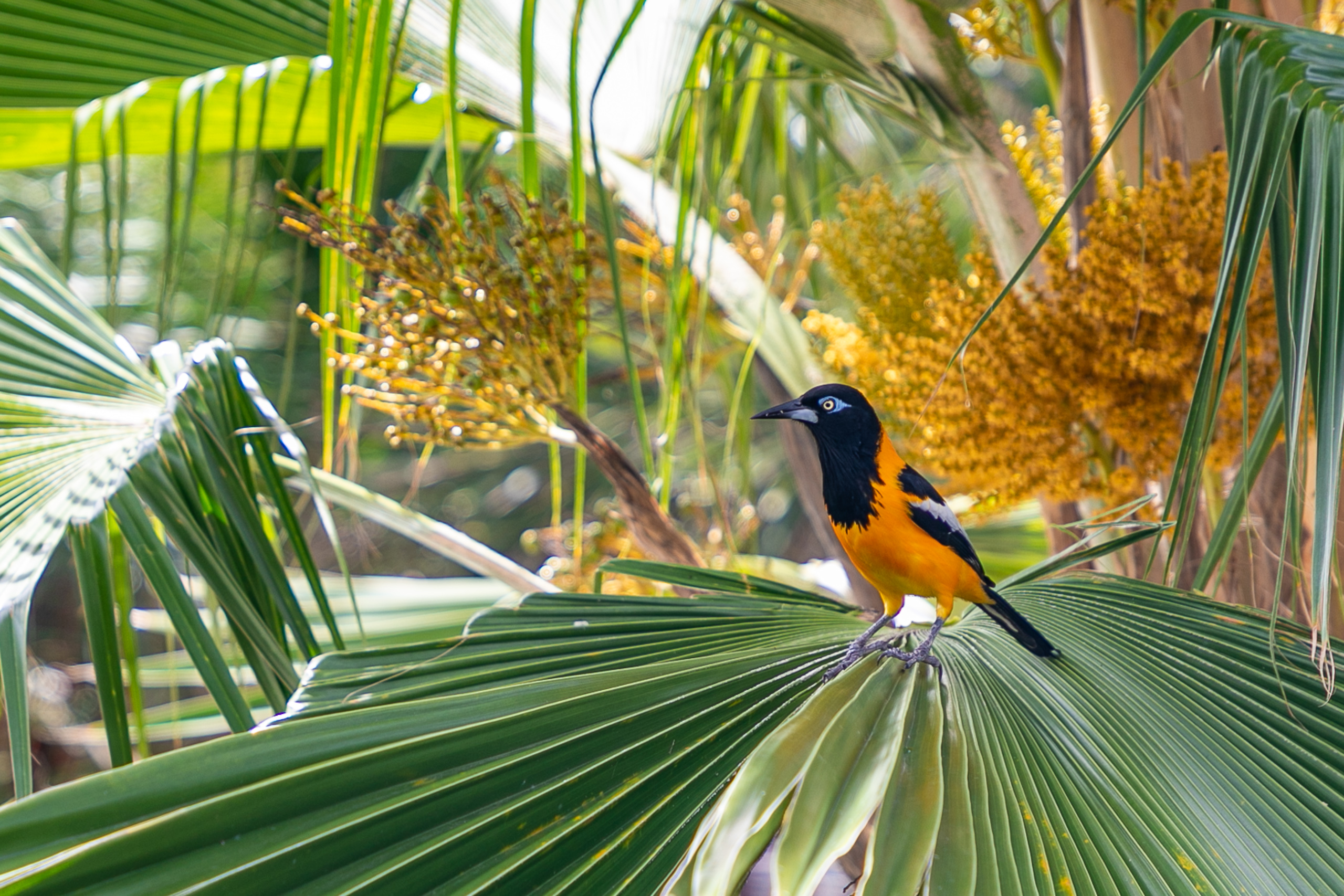
Icterus icterus en Curazao

### Flora
La flora de Curazao difiere de la vegetación típica de las islas tropicales. El matorral xérico de la Guajira-Barranquilla es el más notable, con varias formas de cactus, arbustos espinosos, de hoja perenne, y el árbol watapana, nombre latino:Libidibia coriaria; llamado divi-divi en Aruba, característico de las islas ABC y símbolo nacional de Aruba. La Brassavola nodosa es una especie de Brassavola tolerante a la sequía, una de las pocas especies de Orchis presentes en las islas ABC. Los cactus incluyen especies de Melocactus y Opuntia como Opuntia stricta.

### Fauna
Curazao es un país semiárido y, por lo tanto, no alberga las numerosas especies tropicales de mamíferos, pájaros y lagartos que suelen asociarse a los bosques tropicales. Decenas de especies de colibríes, piqueros, orioles y charranes, garzas, garcetas e incluso flamencos de mayor tamaño tienen su hogar cerca de los estanques o en las zonas costeras. El trupial, un pájaro negro con un vientre naranja brillante y franjas blancas en las alas, es común en la isla y en Curazao. El sinsonte, llamado Chuchubi en papiamento, se parece al sinsonte norteamericano, con una larga cola blanca-grisácea y un lomo gris. Cerca de la orilla, fíjese en los pelícanos pardos de grandes picos que se lanzan en picado, como un peso muerto, al océano en busca de peces. Otras aves marinas son varios tipos de gaviotas y grandes cormoranes.

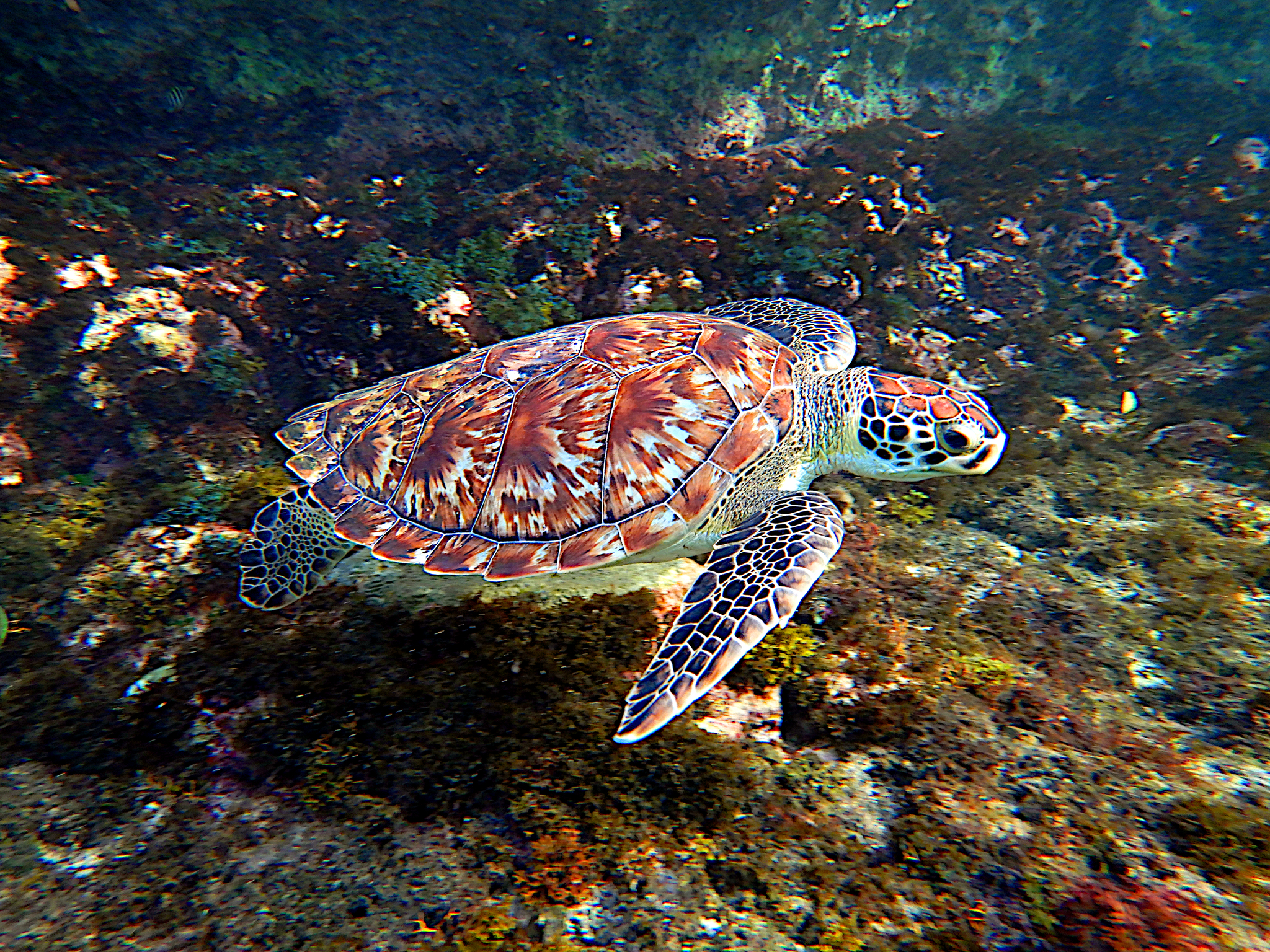
Tortuga marina Eretmochelys imbricata en Curazao

De los mamíferos, aparte de algunos ratones de campo, pequeños conejos y murciélagos de cueva, el animal más notable de Curazao es el ciervo de cola blanca. Este ciervo está emparentado con el ciervo de cola blanca americano, o ciervo de Virginia, que se encuentra en lugares desde América del Norte hasta América Central y el Caribe, y hasta el sur de Bolivia. Puede ser un ciervo de gran tamaño, ya que algunos alcanzan los 2 metros de longitud y los 0,9 metros de altura, y llegan a pesar hasta 140 kg. Tiene una larga cola con la parte inferior blanca, y es el único tipo de ciervo de la isla. Es una especie protegida (desde 1926), y se calcula que en Curazao viven unos 200 ejemplares. Se encuentran en muchas partes de la isla, pero sobre todo en el Parque Christoffel, en el extremo oeste, donde reside alrededor del 70% de la manada. Los arqueólogos creen que el ciervo fue traído de Sudamérica a Curazao por sus habitantes originales, los arawaks.
Hay varias especies de iguanas, de color verde claro con brillantes tonos de agua a lo largo del vientre y los costados, que descansan al sol aquí y allá. Las iguanas de Curazao no sólo son agradables de ver, sino que, a diferencia de muchas islas que abandonaron esta práctica hace años, siguen siendo alimento para la mesa. A lo largo del extremo occidental de la costa norte de la isla hay varias ensenadas que se han convertido en el hogar de las tortugas marinas que se reproducen. Estas tortugas están protegidas por el sistema de parques de Shete Boka, y se pueden visitar acompañadas por los guardas del parque

### Clima

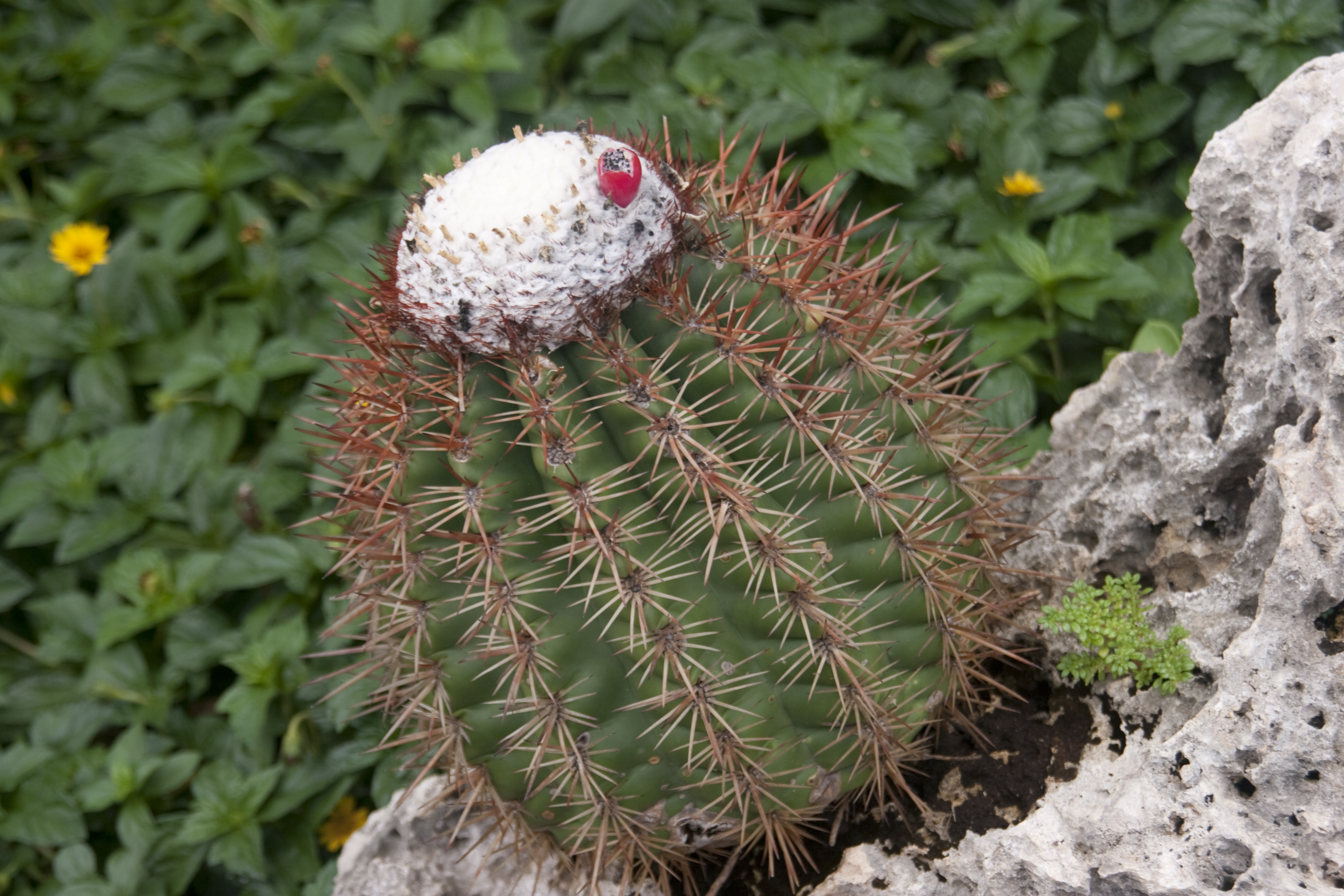
Melocactus macracanthos en Curazao

Curazao tiene un clima cálido y semiárido (clasificación climática de Köppen BSh) con una estación seca de enero a septiembre y una estación húmeda de octubre a diciembre. Las temperaturas son relativamente constantes con pequeñas diferencias a lo largo del año. Los vientos alisios refrescan durante el día y los mismos vientos alisios calientan durante la noche. El mes más fresco es enero, con una temperatura media de 26,6 °C, y el más cálido es septiembre, con una temperatura media de 29,1 °C. La temperatura máxima media del año es de 31,4 °C (89 °F). La temperatura mínima media del año es de 25,7 °C (78 °F). El agua del mar que rodea a Curazao tiene una media de 27 °C (81 °F) y es más fría (media de 25,9 °C [78,6 °F]) entre febrero y marzo y más cálida (media de 28,2 °C [82,8 °F]) entre septiembre y octubre.
Curazao se encuentra fuera del cinturón de huracanes, pero aun así se ve afectada ocasionalmente por alguno, como por ejemplo Hazel en 1954, Anna en 1961, Félix en 2007 y Omar en 2008. Desde que el Centro Nacional de Huracanes de Estados Unidos comenzó a hacer un seguimiento de los huracanes, no se ha producido ninguna llegada a tierra de un huracán en Curazao. Sin embargo, Curazao se ha visto afectada directamente por tormentas tropicales pre-huracánicas en varias ocasiones; las últimas que lo hicieron fueron Tomas en 2010, Cesar en 1996, Joan-Miriam en 1988, Cora y Greta en 1978, Edith e Irene en 1971, y Francelia en 1969. Tomas rozó Curazao como tormenta tropical, dejando caer hasta 265 mm de precipitación en el territorio, casi la mitad de la precipitación anual en un solo día. Esto convirtió a Tomas en uno de los eventos más lluviosos de la historia de la isla, así como en uno de los más devastadores; sus inundaciones mataron a dos personas y causaron más de NAƒ60 millones (28 millones de dólares) en daños.
Según la Base de Datos de Emisiones para la Investigación Atmosférica Global, el promedio de emisiones de dióxido de carbono por persona fue de 52 toneladas en 2018, el segundo más alto del mundo.
Meteo, el Departamento Meteorológico de Curazao, ofrece información actualizada sobre las condiciones meteorológicas, a través de su sitio web y de aplicaciones móviles para iOS y Android.

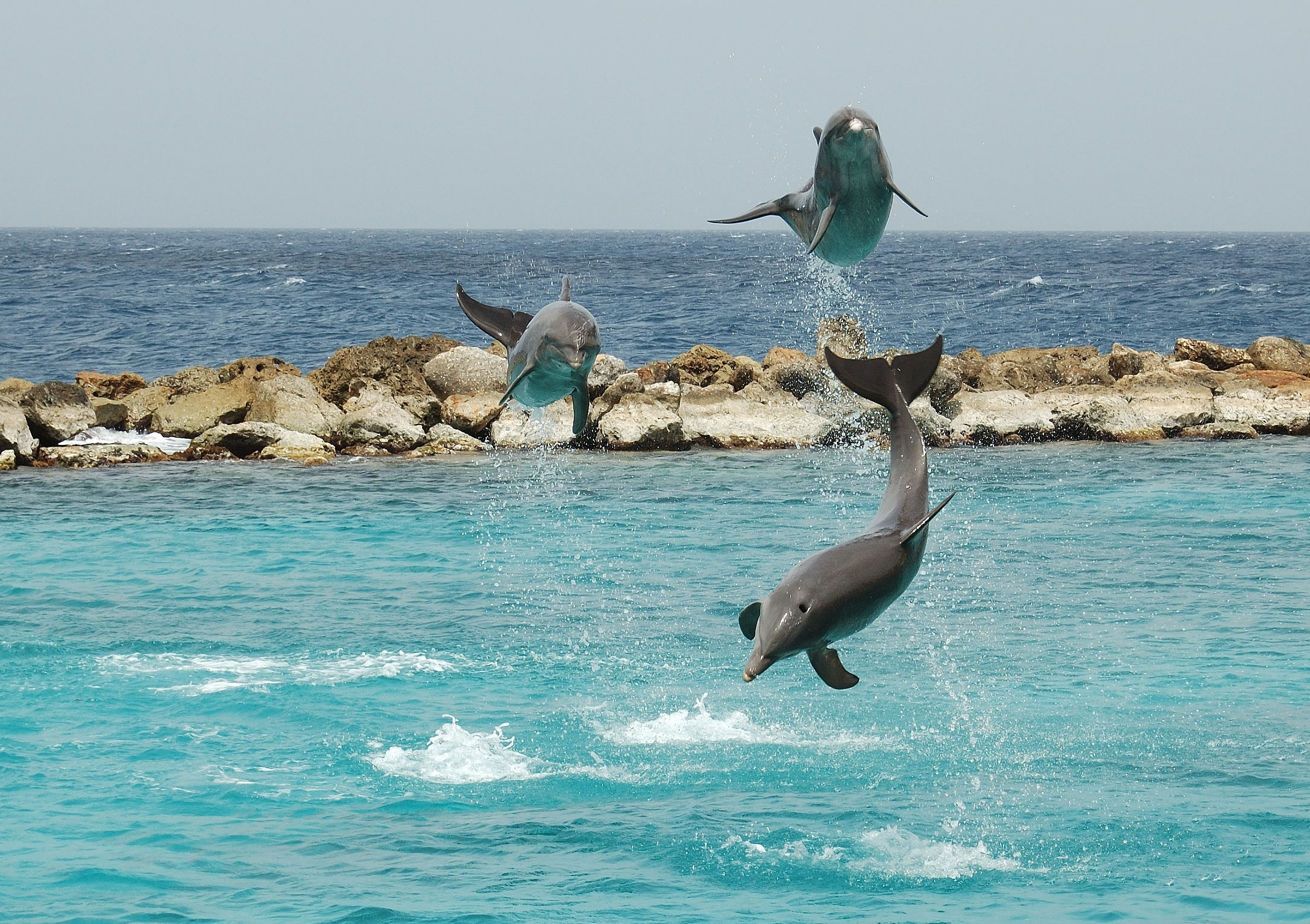
Delfines del Acuario de Curazao.

| Parámetros climáticos promedio de Aeropuerto Hato, Curazao | Parámetros climáticos promedio de Aeropuerto Hato, Curazao | Parámetros climáticos promedio de Aeropuerto Hato, Curazao | Parámetros climáticos promedio de Aeropuerto Hato, Curazao | Parámetros climáticos promedio de Aeropuerto Hato, Curazao | Parámetros climáticos promedio de Aeropuerto Hato, Curazao | Parámetros climáticos promedio de Aeropuerto Hato, Curazao | Parámetros climáticos promedio de Aeropuerto Hato, Curazao | Parámetros climáticos promedio de Aeropuerto Hato, Curazao | Parámetros climáticos promedio de Aeropuerto Hato, Curazao | Parámetros climáticos promedio de Aeropuerto Hato, Curazao | Parámetros climáticos promedio de Aeropuerto Hato, Curazao | Parámetros climáticos promedio de Aeropuerto Hato, Curazao | Parámetros climáticos promedio de Aeropuerto Hato, Curazao |
| Mes                                                        | Ene.                                                       | Feb.                                                       | Mar.                                                       | Abr.                                                       | May.                                                       | Jun.                                                       | Jul.                                                       | Ago.                                                       | Sep.                                                       | Oct.                                                       | Nov.                                                       | Dic.                                                       | Anual                                                      |
| ---------------------------------------------------------- | ---------------------------------------------------------- | ---------------------------------------------------------- | ---------------------------------------------------------- | ---------------------------------------------------------- | ---------------------------------------------------------- | ---------------------------------------------------------- | ---------------------------------------------------------- | ---------------------------------------------------------- | ---------------------------------------------------------- | ---------------------------------------------------------- | ---------------------------------------------------------- | ---------------------------------------------------------- | ---------------------------------------------------------- |
| Temp. máx. abs. (°C)                                       | 32.8                                                       | 33.2                                                       | 33                                                         | 34.7                                                       | 35.8                                                       | 37.5                                                       | 35                                                         | 37.4                                                       | 38.3                                                       | 36                                                         | 35.6                                                       | 33.3                                                       | 38.3                                                       |
| Temp. máx. media (°C)                                      | 29.7                                                       | 30                                                         | 30.5                                                       | 31.1                                                       | 31.6                                                       | 32                                                         | 31.9                                                       | 32.4                                                       | 32.6                                                       | 31.9                                                       | 31.1                                                       | 30.1                                                       | 31.2                                                       |
| Temp. media (°C)                                           | 26.5                                                       | 26.6                                                       | 27.1                                                       | 27.6                                                       | 28.2                                                       | 28.5                                                       | 28.4                                                       | 28.7                                                       | 28.9                                                       | 28.5                                                       | 28                                                         | 27.1                                                       | 27.8                                                       |
| Temp. mín. media (°C)                                      | 24.3                                                       | 24.4                                                       | 24.8                                                       | 25.5                                                       | 26.3                                                       | 26.4                                                       | 26.1                                                       | 26.3                                                       | 26.5                                                       | 26.2                                                       | 25.6                                                       | 24.8                                                       | 25.6                                                       |
| Temp. mín. abs. (°C)                                       | 20.3                                                       | 20.6                                                       | 21                                                         | 22                                                         | 21.6                                                       | 22.6                                                       | 22.4                                                       | 21.3                                                       | 21.17                                                      | 21.9                                                       | 22.2                                                       | 21.1                                                       | 20.3                                                       |
| Precipitación total (mm)                                   | 46.0                                                       | 28.8                                                       | 14.2                                                       | 19.4                                                       | 19.6                                                       | 19.3                                                       | 40.2                                                       | 39.7                                                       | 48.6                                                       | 102.0                                                      | 122.4                                                      | 99.8                                                       | 600                                                        |
| Días de precipitaciones (≥ 1 mm)                           | 8.6                                                        | 5.8                                                        | 2.8                                                        | 2.4                                                        | 2                                                          | 3                                                          | 6.3                                                        | 4.6                                                        | 4.6                                                        | 8.1                                                        | 10.9                                                       | 11.5                                                       | 70.6                                                       |
| Horas de sol                                               | 264.7                                                      | 249.6                                                      | 271.8                                                      | 249.4                                                      | 266.3                                                      | 266.7                                                      | 290.4                                                      | 302.5                                                      | 261.7                                                      | 247.8                                                      | 234.7                                                      | 247.1                                                      | 3152.7                                                     |
| Humedad relativa (%)                                       | 78.5                                                       | 78.2                                                       | 77.3                                                       | 78.2                                                       | 77.9                                                       | 77.5                                                       | 78.1                                                       | 77.8                                                       | 78.1                                                       | 79.6                                                       | 80.6                                                       | 79.5                                                       | 78.4                                                       |
| Fuente: Departamento Meteorológico de Curazao 2012         |                                                            |                                                            |                                                            |                                                            |                                                            |                                                            |                                                            |                                                            |                                                            |                                                            |                                                            |                                                            |                                                            |

### Geología
El fondo marino septentrional desciende abruptamente a menos de 60 m de la orilla. Esta caída se conoce como el "borde azul".

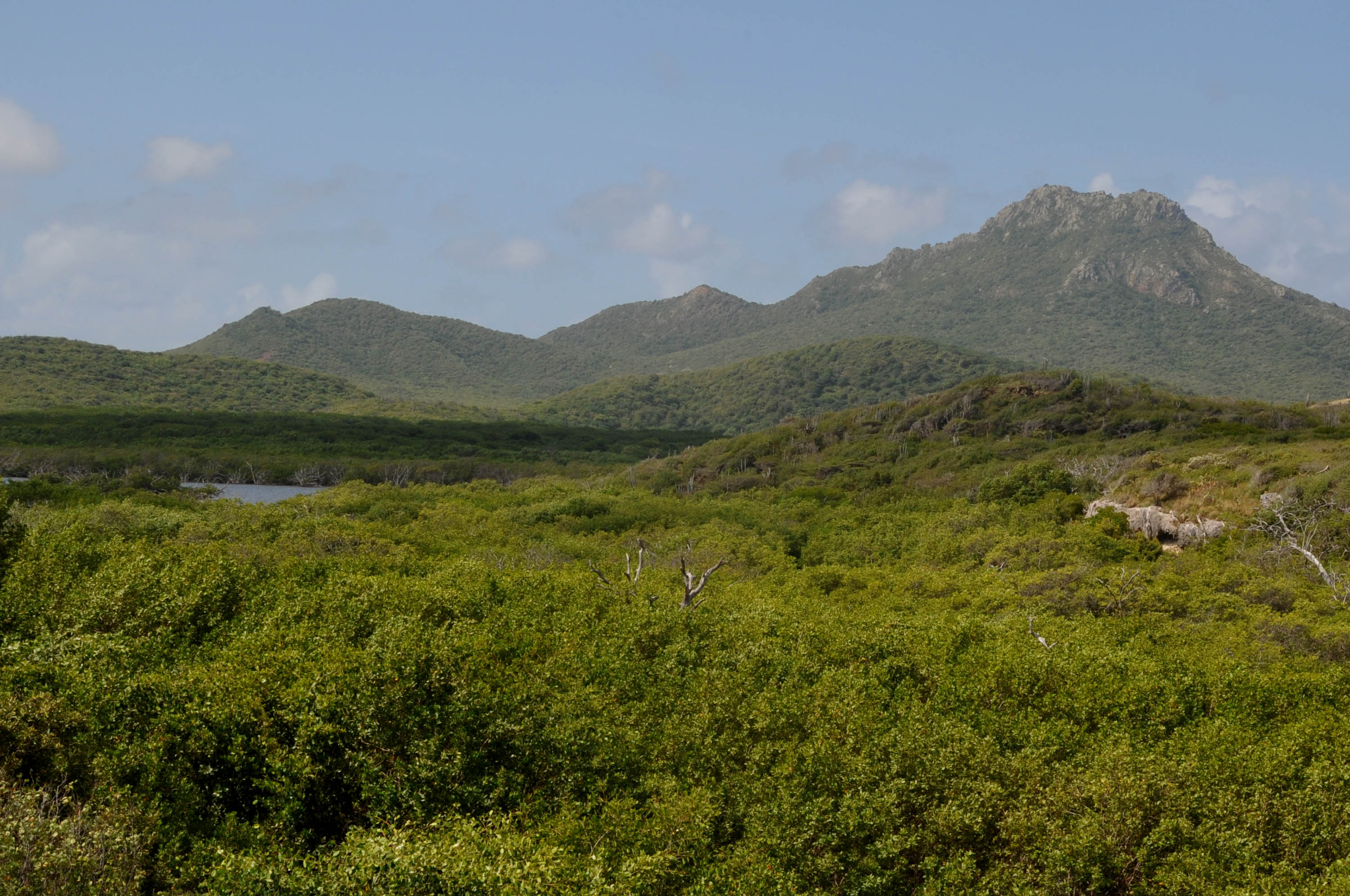
Monte Christoffel, Curazao

En Curazao se pueden encontrar cuatro formaciones geológicas principales: la formación de lava, la formación Knip, la formación Mid-Curaçao y las formaciones calcáreas.
Curazao se encuentra dentro de la gran provincia ígnea del Caribe (CLIP), y las principales exposiciones de esas lavas existentes en la isla consisten en la Formación de Lava de Curazao (CLF). La CLF consta de 5 km de lavas almohadilladas con algunas intrusiones de basalto. Las edades de estas rocas incluyen 89 Ma para las lavas y 75 Ma para los sills poiquilíticos, aunque algunas secuencias pueden haber entrado en erupción tan tarde como 62-66 Ma, situándolas en el Cretácico. Su composición incluye almohadillas de picita en la base, seguidas de lavas toleíticas, luego hialoclastitas y, por último, los sills poiquilíticos. El CLF se fue elevando gradualmente hasta que se formaron los topes calcáreos del Eoceno-Mioceno, antes de la exposición final sobre el nivel del mar. En Christoffelberg y en la parte de la isla correspondiente a Zevenbergen (Siete Colinas) se encuentra expuesta la Formación Knip. Esta formación incluye depósitos de aguas profundas de arenas calcáreas y arcillas finas, cubiertas por chert silíceo que contiene radiolarios. El centro de Curazao contiene suelos aluviales de CLF y caliza erosionados.

### Montañas
El punto más alto es el pico Christoffelberg a 372 metros. Christoffelberg está rodeado por otros picos, incluidos Seru Gracia a 297 m, Seru Palibandera (246 m) y Seru Palomba (222 m). Otras montañas en el noroeste de la isla son Tafelberg van San Hironimo (230 m) y colinas como Seru Male (184 m), Seru Cortape (178 m), Sint Antonieberg (172 m) y Seru Commandant (134 m).

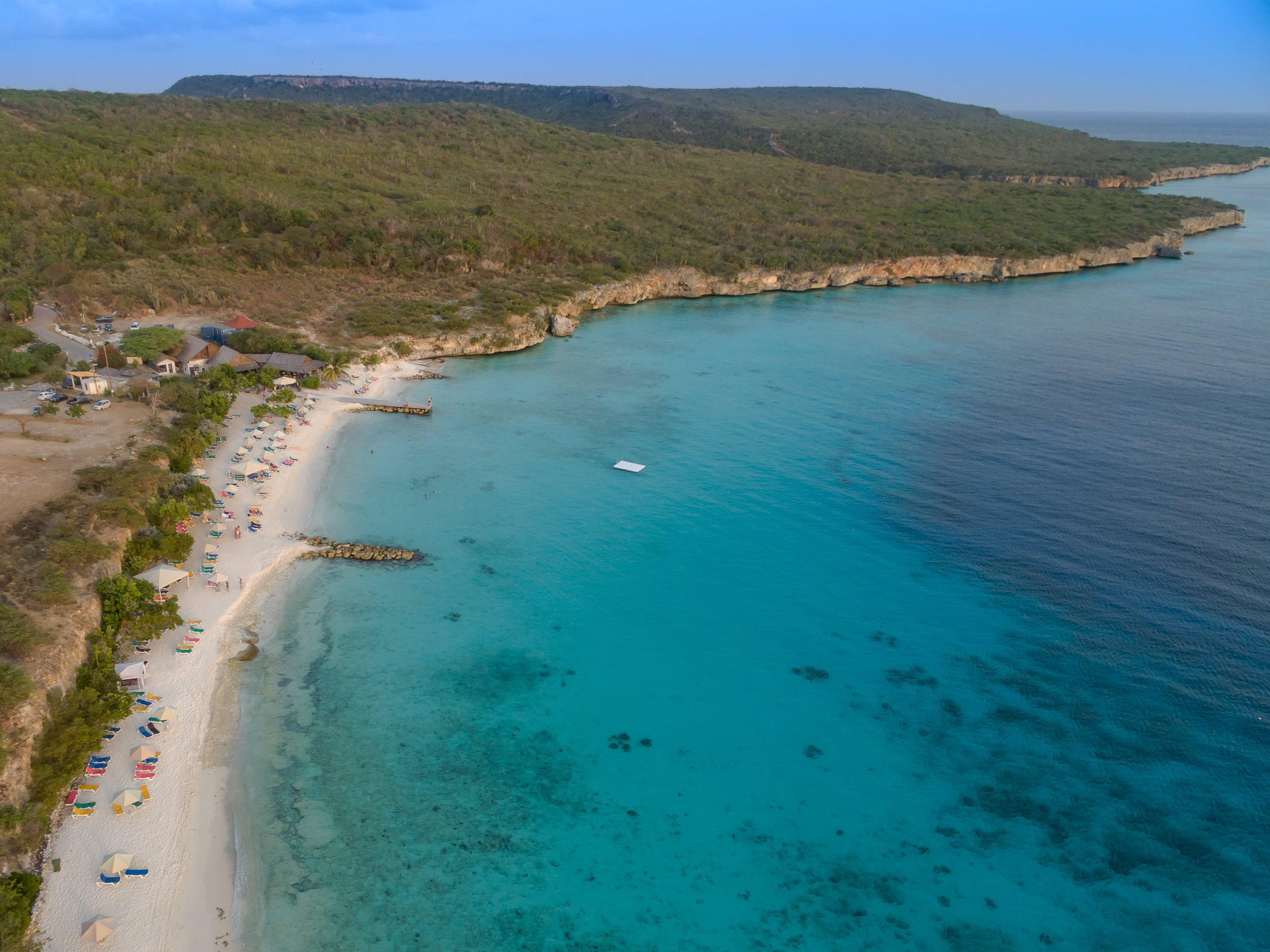
Playa Porto Mari

Alrededor de la bahía de Piscadera (Piscaderabaai) al oeste de Schottegat están "los tres hermanos": Seru Pretu (138 m), Veerisberg (132 m) y Jack Evertszberg (119 m).
En el sureste, hacia la costa norte de la isla, se encuentra Ronde Klip a 131 metros. Table Mountain en Santa Bárbara se encuentra hacia la costa sur en el sureste de la isla. Tenía una altura de 196 a 197 metros antes de que comenzara la minería. El tajo abierto ha cambiado considerablemente la zona

### Playas
Curazao tiene un gran número de playas. La mayoría están en el lado sur de la isla. Las más conocidas son:

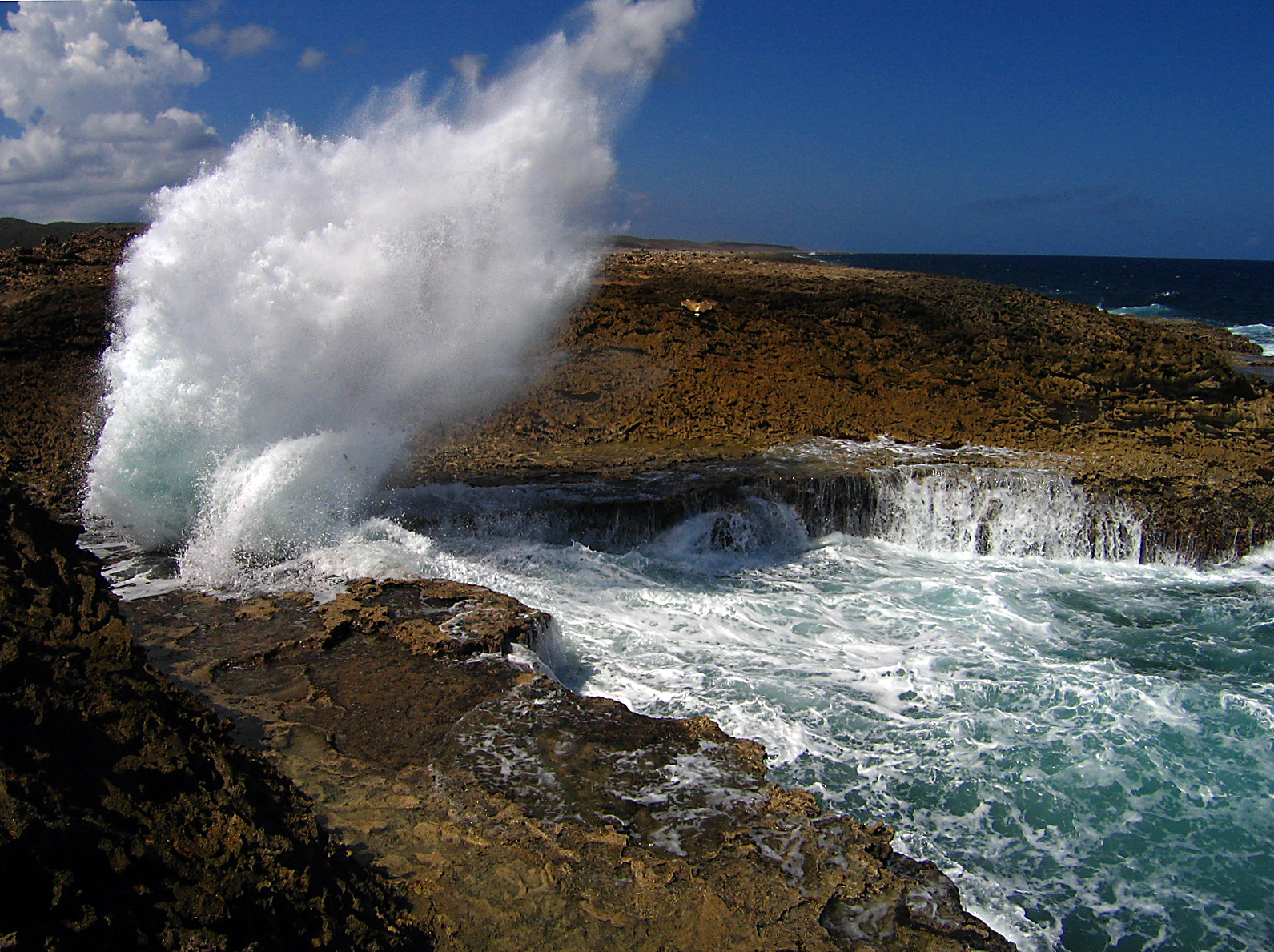
Boka Pistol (Boca Pistola), parque nacional de Shete Boka, en la costa de Curazao.

- Bahía Piscadera (Piscaderabaai)
- Vaersenbaai (Playa Kokomo)
- Playa de Baya
- Blue Bay, Bahía Azul
- Daaibooi
- Grote Knip, Kenepa Grandi
- Kleine Knip, Kenepa ChikiBoka Pistol (Boca Pistola), parque nacional de Shete Boka, en la costa de Curazao.
- Playa Forti
- Playa Mambo
- Playa Jeremi
- Playa Kas Abao
- Playa Kalki
- Playa Kanoa
- Playa Lagun
- Playa Porto Marie
- Playa Santa Cruz
- Playa Santa Bárbara
- Playa Seaquarium
- Sint Michielsbaai, Boca Sami
- Westpunt

En total, Curazao tiene 37 playas.

### Problemas Medioambientales

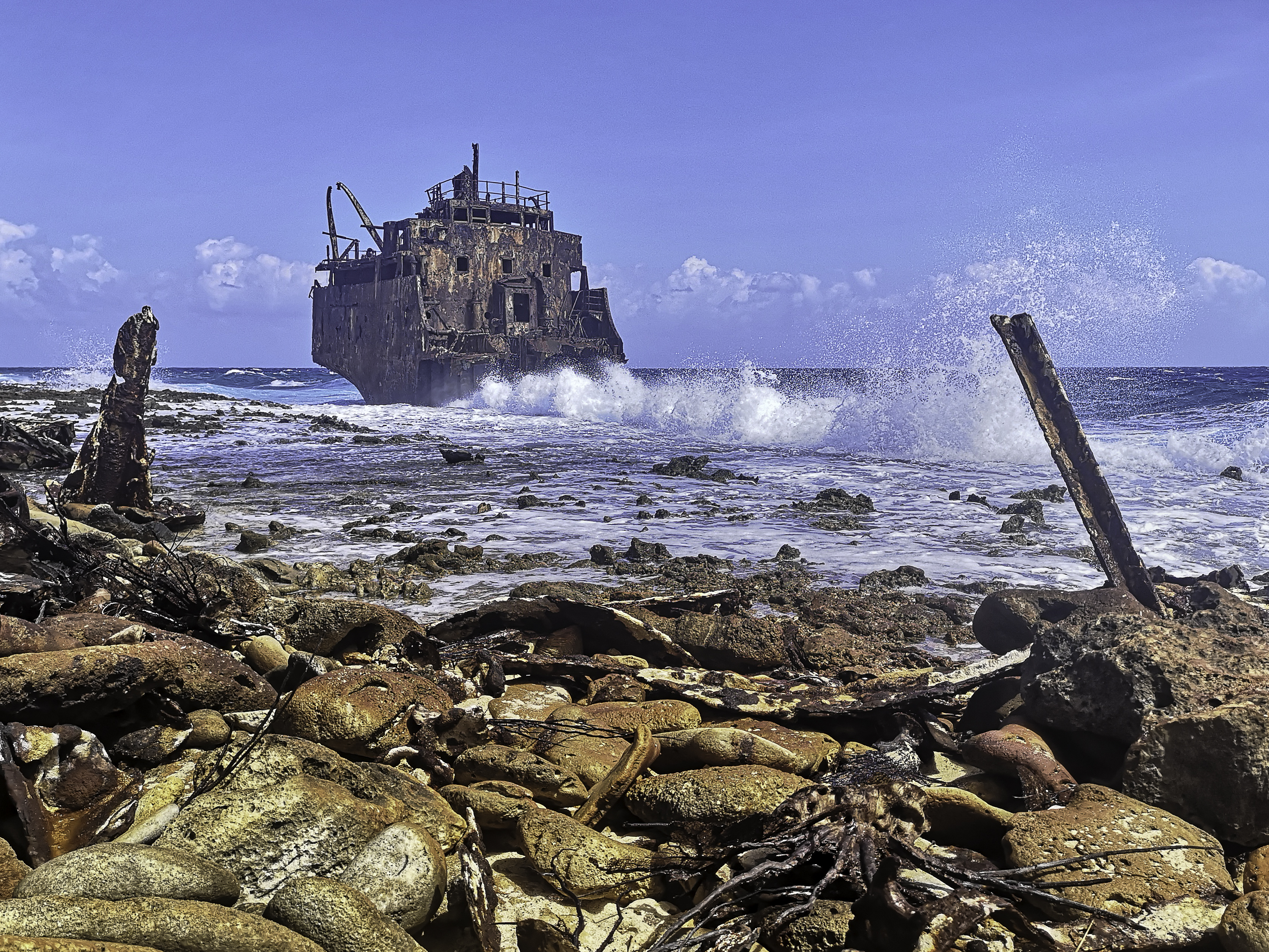
Restos del Buque Venezolano Maria Bianca Guidesman que naufrago en Pequeña Curazao en la década de 1960 del

La refinería local y el procesamiento de petróleo ha contaminado el aire, la tierra y el mar. Durante la Segunda Guerra Mundial, el exceso de producción de asfalto se vertía en un área del puerto cerca de la refinería. Además del "lago de asfalto" que se creó, también se han arrojado otros desechos químicos. El área en cuestión cubre 80 hectáreas.
El desarrollo asociado con la industria del turismo, con nuevas instalaciones de hoteles y villas, contribuye a la presión sobre las áreas costeras. La descarga de aguas residuales sin tratar también es un problema. La especie de erizo de mar Diadema antillarum se vio afectada en 1983 por una enfermedad que puede haberse propagado a Curaçao debido al transporte marítimo. Como resultado de la enfermedad, la población en todo el Caribe se redujo al 5% de la original.
Curazao es vulnerable al cambio climático. Esto se aplica tanto a la flora como a la fauna a lo largo de la costa y las áreas urbanizadas como la capital Willemstad. El aumento del nivel del mar hace que Willemstad sea más propensa a las inundaciones. El primer plan espacial del país se adoptó en 1994. Prevé un crecimiento urbano continuo en Willemstad, con cierto desarrollo urbano en otros lugares seleccionados de la isla.

## Economía
El puerto de Willemstad, situado alrededor de una bahía natural en la parte suroriental de la isla, es parte fundamental de su economía. Por él transita una de las principales rutas marítimas del Canal de Panamá. Dispone de una refinería, astilleros para buques del tipo Panamax, en los que se incluye el mayor dique seco de la región, además de un importante centro para el transbordo de contenedores, y su Zona Franca.
La principal industria es el refinado de petróleo importado desde Venezuela. En ella se encuentra la refinería Isla, administrada por la petrolera estatal venezolana PDVSA con una capacidad instalada de 335 000 barriles por día, lo que la convierte en la tercera mayor refinería del Caribe.

Sectores de servicios, como el turismo y la banca, son otros pilares de su economía, ya que dan empleo al mayor porcentaje de la población. El turismo se ha recuperado después de una crisis en la década de 1980 y 1990, con más de 450 000 visitantes para el año 2014.

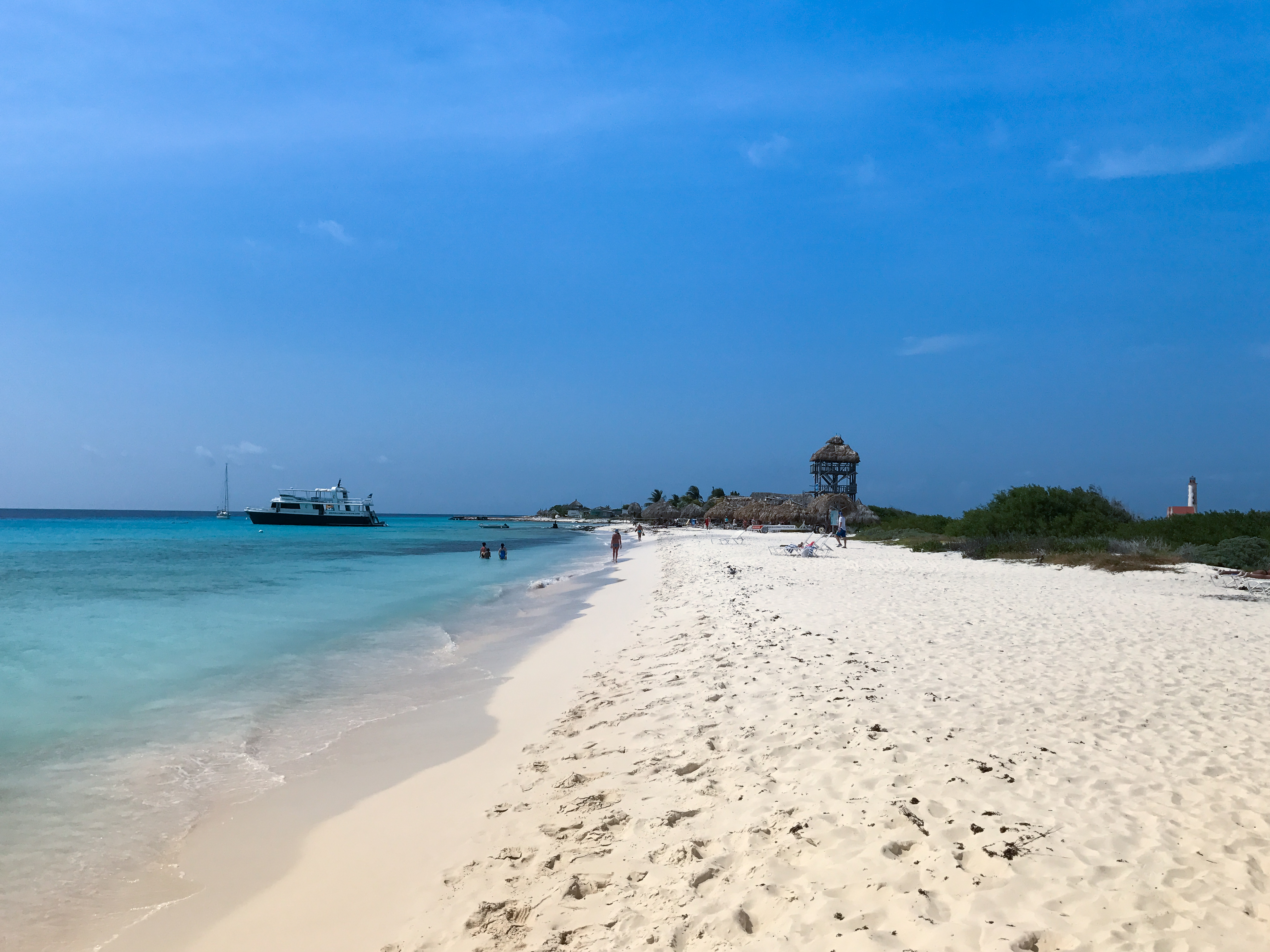
Playa en la isla Pequeña Curazao (Klein Curaçao)

La banca offshore continúa siendo un importante sector dentro de su economía, a pesar de haber experimentado una importante contracción, debida en parte a cambios dados en la política fiscal de la isla.

### Turismo
Aunque el turismo desempeña un papel importante en la economía de Curazao, depende menos del turismo que otros países del Caribe. La mayoría de los turistas proceden de los Países Bajos, el este de Estados Unidos, Venezuela, y otras partes de América del sur e islas del Caribe. Es líder en el Caribe en el crecimiento del turismo de cruceros, con 610.186 pasajeros de cruceros en 2013, un aumento del 41,4 % respecto al año anterior. El aeropuerto internacional de Hato recibió 1 772 501 pasajeros en 2013 y recientemente ha anunciado inversiones de capital por un total de 48 millones de dólares estadounidenses destinadas a transformar el aeropuerto en un centro regional para 2018.
La plataforma insular de la isla tiene un pronunciado desnivel conocido como el "Borde Azul", que suele ser visitado por los turistas que practican el submarinismo. La costa sur tiene aguas tranquilas y muchas playas pequeñas, como Jan Thiel y Cas Abou. La costa de Curazao cuenta con numerosas bahías y ensenadas que sirven de populares lugares de amarre para los barcos.

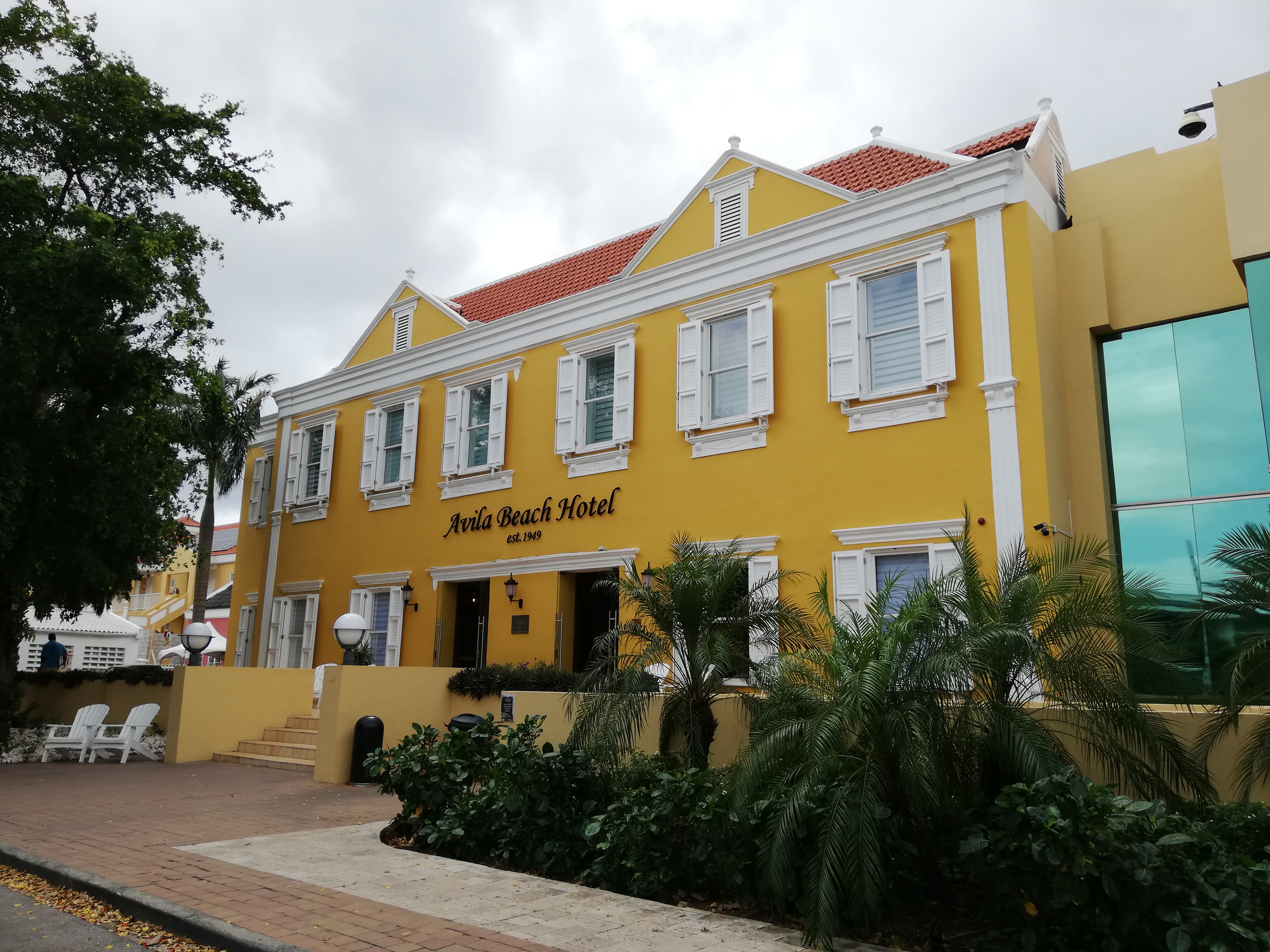
Hotel Ávila Beach, en Willemstad

En junio de 2017, la isla fue nombrada el Mejor Destino de Cruceros del Caribe Sur por Cruise Critic, un importante foro en línea. Los ganadores de los Destination Awards fueron seleccionados con base en los comentarios de los pasajeros de cruceros que calificaron el centro de Willemstad como "increíble" y la comida y las compras como "excelentes". El centro histórico de Willemstad es Patrimonio de la Humanidad. Otro atractivo es el colorido arte callejero de la ciudad. En un centro turístico cercano hay un jardín de esculturas con obras de conocidos artistas de Curazao.
Algunos de los arrecifes de coral se ven afectados por el turismo. En la playa de Porto Marie se está experimentando con arrecifes de coral artificiales para mejorar su estado[cita requerida] Cientos de bloques de coral artificiales que se han colocado albergan ahora una gran variedad de peces tropicales. Ahora se está investigando si los residuos de las alcantarillas de los hoteles son una causa parcial de la muerte del arrecife de coral.

### Servicios financieros
La historia de los servicios financieros en Curazao se remonta a la Primera Guerra Mundial. Antes de este periodo, los brazos financieros de las casas comerciales locales funcionaban como prestamistas informales para la comunidad. Sin embargo, a principios del siglo XX, Curazao se industrializó y varias casas comerciales crearon bancos comerciales privados. A medida que la economía crecía, estos bancos empezaron a asumir funciones adicionales, convirtiéndose finalmente en instituciones financieras de pleno derecho.

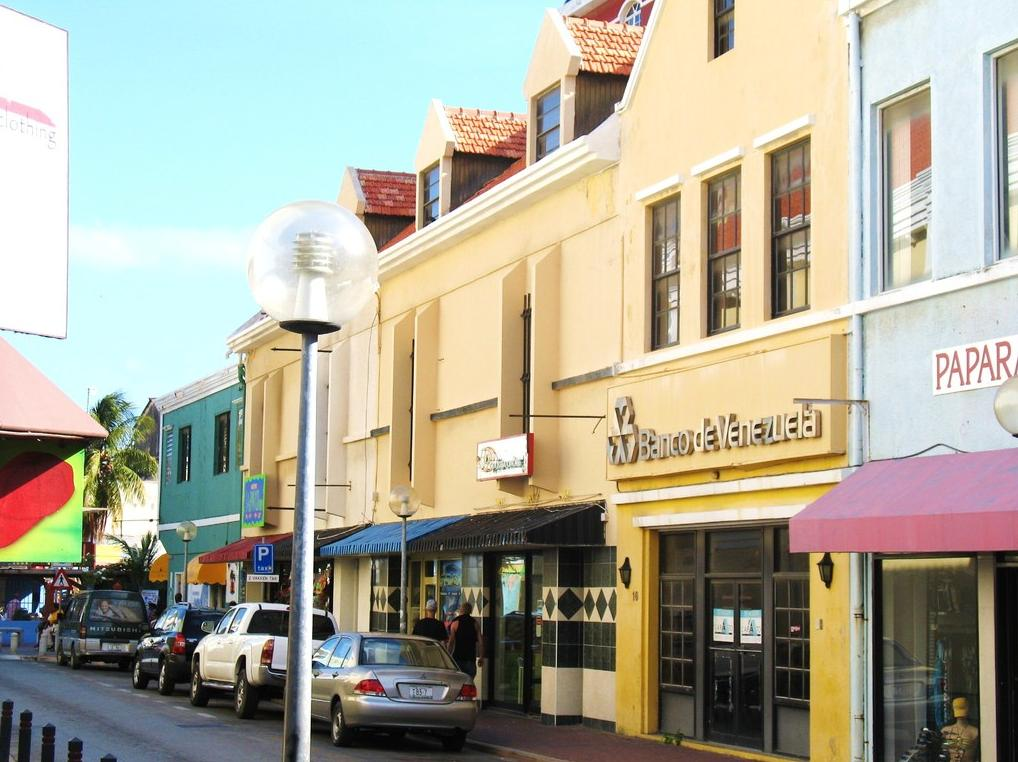
"Banco de Venezuela", en Curazao.

La Bolsa de Valores del Caribe Neerlandés se encuentra en la capital, Willemstad, al igual que el Banco Central de Curazao y San Martín; este último data de 1828. Es el banco central más antiguo del hemisferio occidental. El sistema jurídico de la isla admite diversas estructuras corporativas y es un paraíso empresarial. Aunque Curazao se considera un paraíso fiscal, se adhiere al Código de Conducta de la UE contra las prácticas fiscales perjudiciales. Posee el estatus de intermediario cualificado del Servicio de Impuestos Internos de Estados Unidos. Es una jurisdicción aceptada por la OCDE y el Grupo de Acción Financiera del Caribe sobre el Blanqueo de Capitales. El país hace cumplir la normativa contra el blanqueo de capitales y la financiación del terrorismo.

### Ley de Cumplimiento Fiscal de Cuentas Extranjeras
El 30 de junio de 2014, se consideró que Curazao debía incluirse en el Acuerdo Intergubernamental (IGA) con los Estados Unidos de América con respecto a la "Foreign Account Tax Compliance Act" de los Estados Unidos de América. El Acuerdo de Intercambio de Información Fiscal firmado en Washington, D.C. el 17 de abril de 2002 entre Estados Unidos y el Reino de los Países Bajos incluye a Curazao, y fue actualizado con respecto a Curazao en 2014, entrando en vigor en 2016.

### Comercio
Curazao comercia principalmente con Estados Unidos, Venezuela y la Unión Europea. Tiene un Acuerdo de Asociación con la Unión Europea que permite a las empresas que hacen negocios en y a través de Curazao exportar productos a los mercados europeos, libres de derechos y cuotas de importación. También participa en la Iniciativa de la Cuenca del Caribe de Estados Unidos, lo que le permite tener un acceso preferente al mercado estadounidense.

### Refinería de petróleo

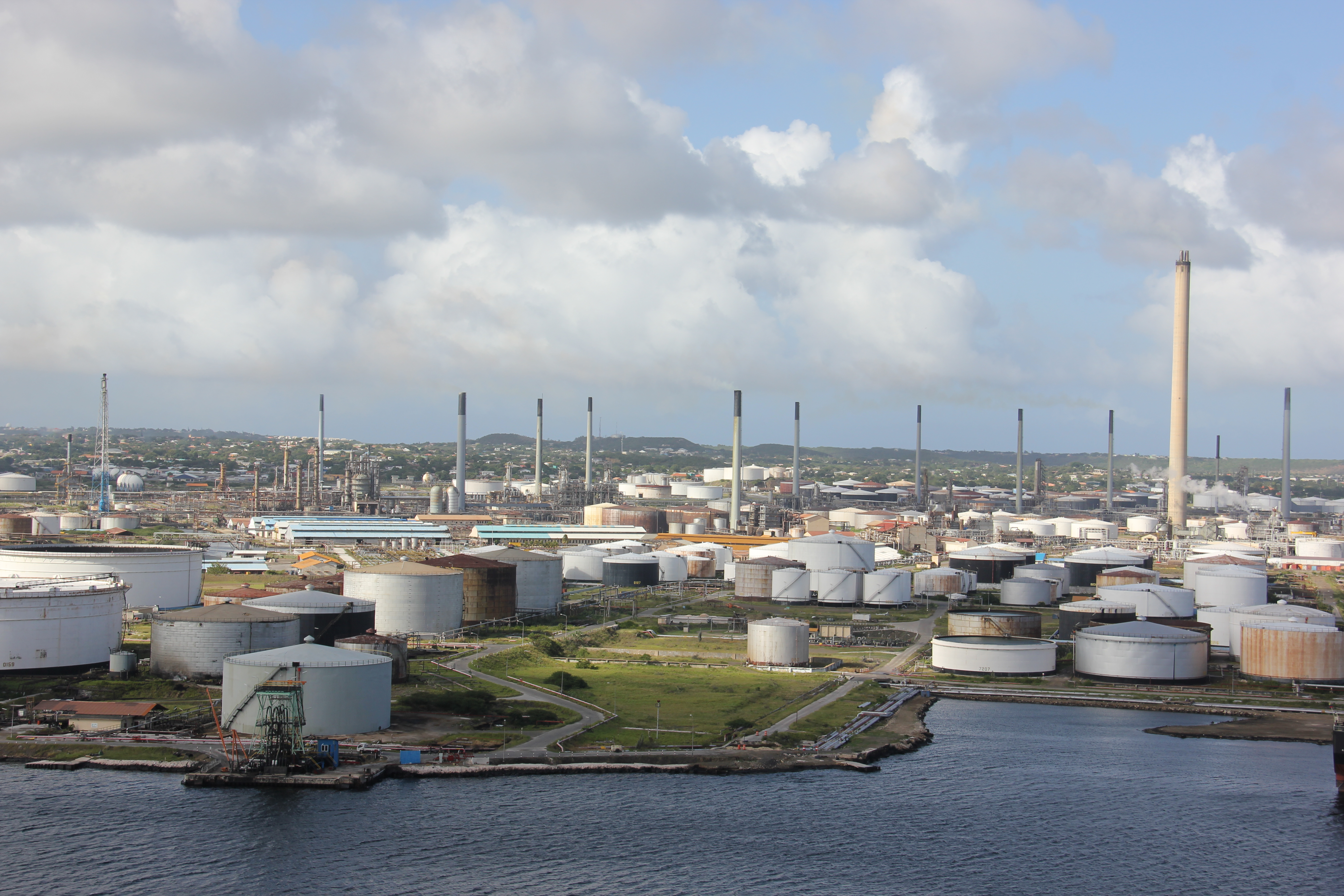
Refíneria Isla en Curazao

Ya en la década de 1920, la empresa holandesa Royal Dutch Shell construyó una instalación portuaria con una refinería anexa en el distrito de Schottegat, inicialmente para abastecer de productos petrolíferos a las islas del Caribe. El crudo necesario procedía de los yacimientos venezolanos. En sus mejores tiempos, la planta de Willemstad aportaba hasta el 9% del producto interior bruto de la isla. Durante la Segunda Guerra Mundial, la importancia de la refinería creció considerablemente. Sin embargo, en la posguerra, su importancia volvió a disminuir y las instalaciones técnicas se fueron deteriorando. En la década de 1980, Shell vendió la planta al gobierno de la isla por un florín simbólico, que de este modo también heredó los problemas técnicos y ecológicos y las cargas heredadas. El gobierno de la isla alquiló la refinería a la compañía petrolera estatal venezolana Petróleos de Venezuela (PDVSA), que pagó 20 millones de dólares al año en concepto de alquiler.
La capacidad nominal de la refinería era de 350.000 barriles diarios, aunque no se ha utilizado a su máxima capacidad desde 2010. Fue de 64.000 barriles diarios en 2010 y de 178.000 barriles diarios en 2015. En 2018 Estados Unidos sin embargo impuso sanciones a la estatal petrolera Venezolana. En 2019, cuando expiró el contrato de arrendamiento con PDVSA, sólo eran 4.000 barriles diarios con los que se operaba. No se registró producción para 2020. En 2019, el contrato de arrendamiento con Petróleos de Venezuela expiró y no se renovó porque, al ser una empresa estatal venezolana, tuvo que retirarse de las operaciones como consecuencia de las sanciones de Estados Unidos. La refinería fue adquirida por una empresa estatal de Curazao que, sin embargo, sólo quería hacerse cargo de algunos de los empleados. Como consecuencia, las operaciones se interrumpieron parcialmente por falta de suministro desde Venezuela. El crudo refinado en Curazao se exportaba principalmente a Estados Unidos y a varios países de Sudamérica.

## Infraestructura

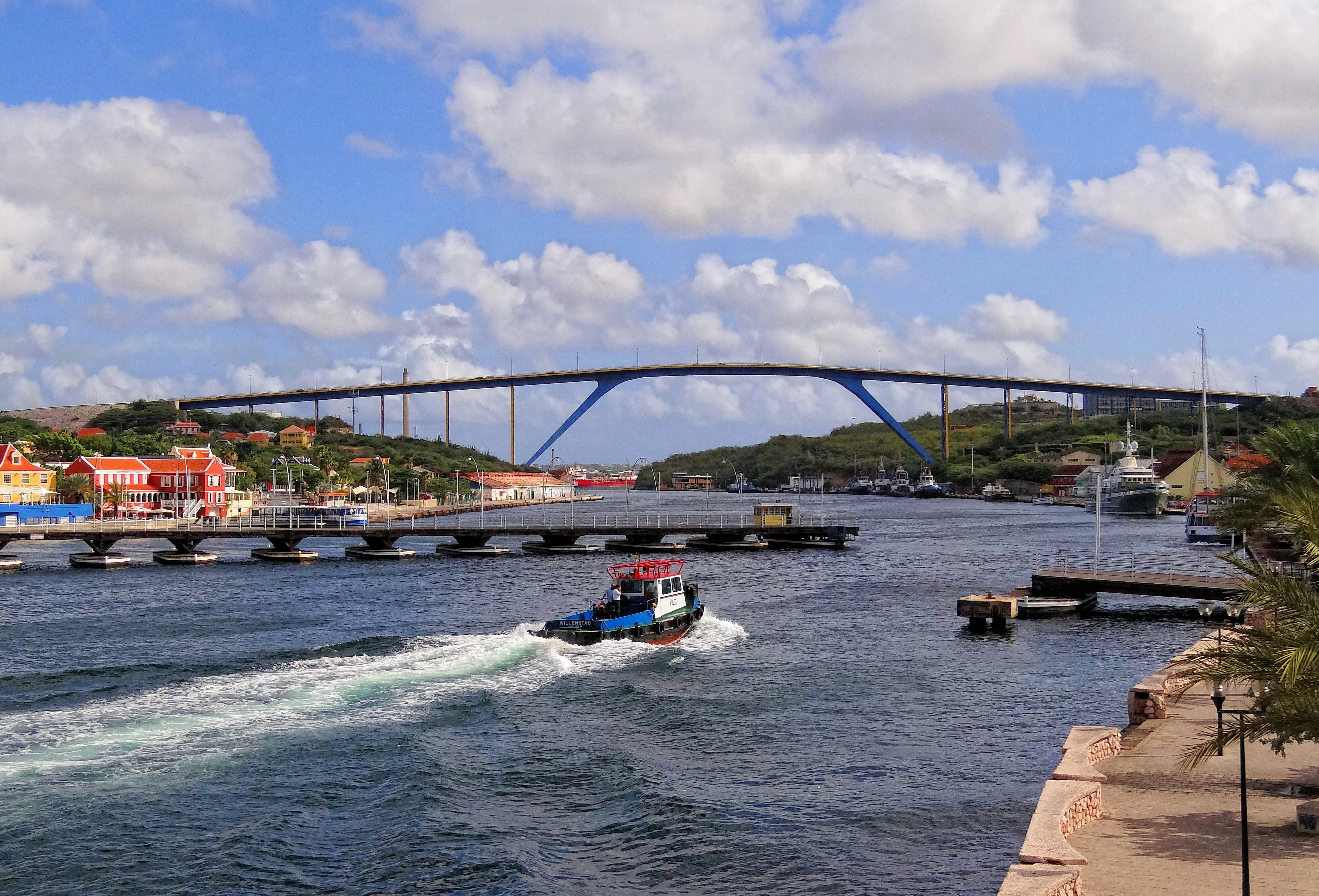
El puente Reina Emma mientras esta parcialmente abierto, y el puente Reina Juliana, en Willemstad, Curazao

### Energía
La empresa estatal Aqualectra es responsable del suministro de energía eléctrica así como del suministro de agua potable. La electricidad es producida por generadores, complementados por plantas de energía eólica. En 2012, la capacidad instalada total fue de 180 MW, de los cuales Aqualectra produjo 130 MW, 20 MW fueron excedentes de la refinería de petróleo y 30 MW provinieron de energía eólica. En 2015, el 87% de la electricidad se produjo con combustibles fósiles importados, mientras que el 13% restante provino de energía eólica. La primera planta de energía eólica se instaló en 1993. La isla tiene buenos recursos para la energía renovable. La instalación de nuevas turbinas eólicas aumentó la participación de la energía eólica al 30% del consumo de electricidad en 2017. La energía solar se ha instalado en menor escala.

### Transporte
El Aeropuerto Internacional de Curazao (CUR) conecta Curazao con Europa, América del Norte, Centro y del Sur y el Caribe. El aeropuerto era conocido anteriormente como Aeropuerto Internacional de Hato, en honor a la plantación de Hato en cuyos terrenos se estableció el aeropuerto. Debido a la recién creada refinería de petróleo y al creciente interés de los holandeses por visitar las posesiones caribeñas, en la década de 1920 surgió el deseo de contar con un aeropuerto. Finalmente, el gobierno de las Indias Occidentales lo construyó y entró en funcionamiento en 1934.

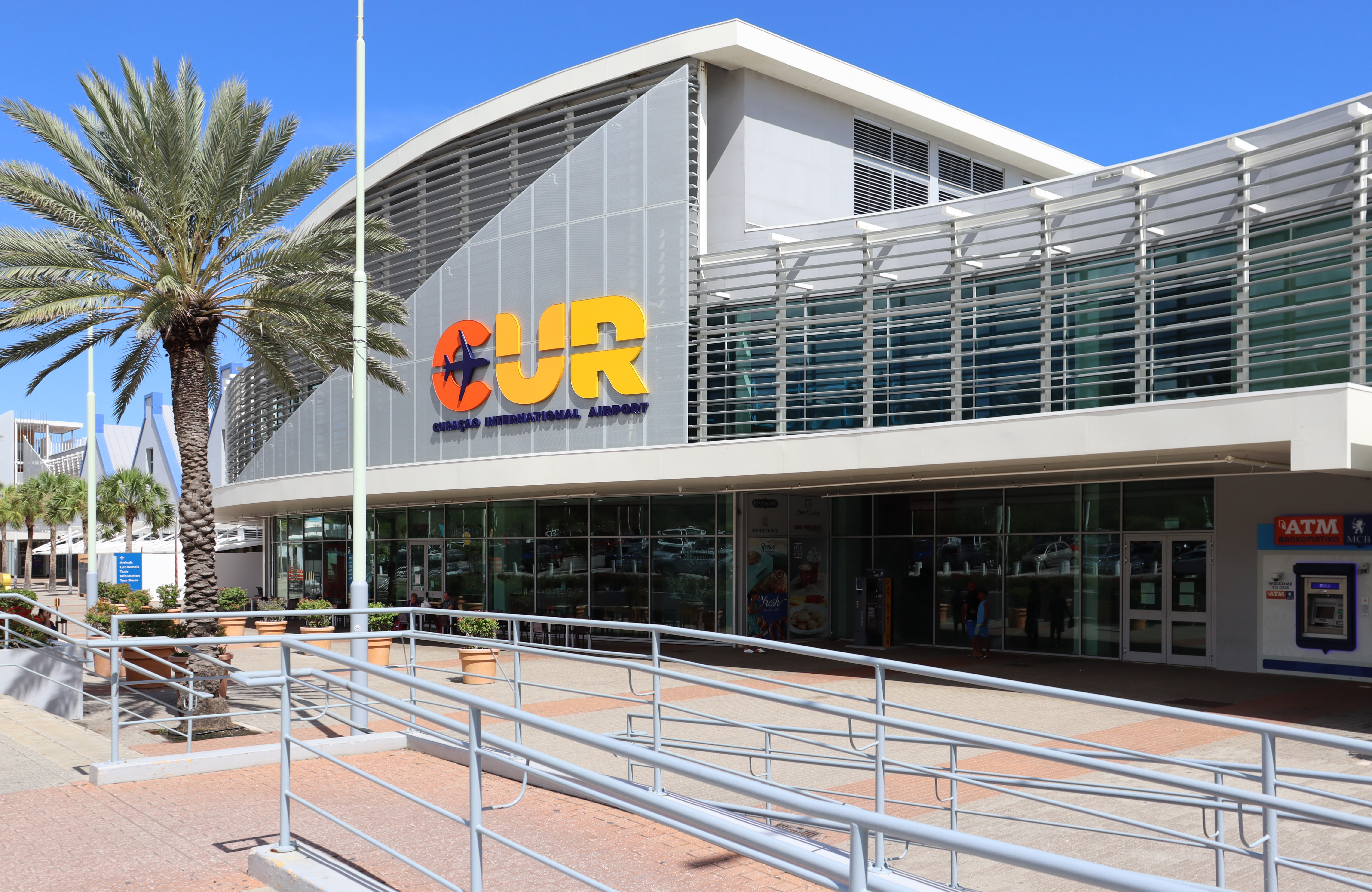
Nueva Terminal internacional del Aeropuerto Internacional de Curazao

Durante la Segunda Guerra Mundial, el aeropuerto se convirtió en uno de los más concurridos de todo el Caribe, ya que también fue utilizado por las Fuerzas Aéreas estadounidenses para realizar vuelos de patrulla contra los submarinos enemigos.
Con el desarrollo del turismo aéreo, la necesidad de un aeropuerto internacional más eficiente creció a partir de 1960. Así, en los años sesenta, se elaboró un plan maestro para un aeropuerto internacional cuya pista ya estaba dimensionada para los nuevos jumbos Boeing 747. Desde 1977, el nuevo aeropuerto funciona con el nombre de Aeropuerto Internacional de Curaçao. Desde la ampliación de 2006, el aeropuerto puede acoger hasta 1,6 millones de pasajeros.
Desde la reapertura del aeropuerto tras el cierre relacionado con la corona en 2020, hay conexiones directas diarias con Ámsterdam, Miami, Nueva York, Sint Maarten, con varias islas del Caribe y lugares de Venezuela y con Bogotá en Colombia. KLM vuela diariamente desde Ámsterdam a Curazao, entre otros destinos, con un Boeing 777-200 (a partir de noviembre de 2021). 

TUI Airlines Nederland, que forma parte de TUI Airlines, también ofrece vuelos desde Ámsterdam a Curazao varias veces por semana con un Boeing 787 (a partir de marzo de 2015). Desde noviembre de 2011 hasta finales de septiembre de 2017, Air Berlin voló semanalmente sin escalas desde Düsseldorf a Curazao con un avión Airbus A330-200. Esta conexión era el único vuelo directo desde Alemania a Curazao. Desde noviembre de 2018, Condor ofrece un vuelo directo desde Fráncfort a Curazao una vez a la semana. Para diciembre de 2021, no hay ningún vuelo directo desde Alemania. 

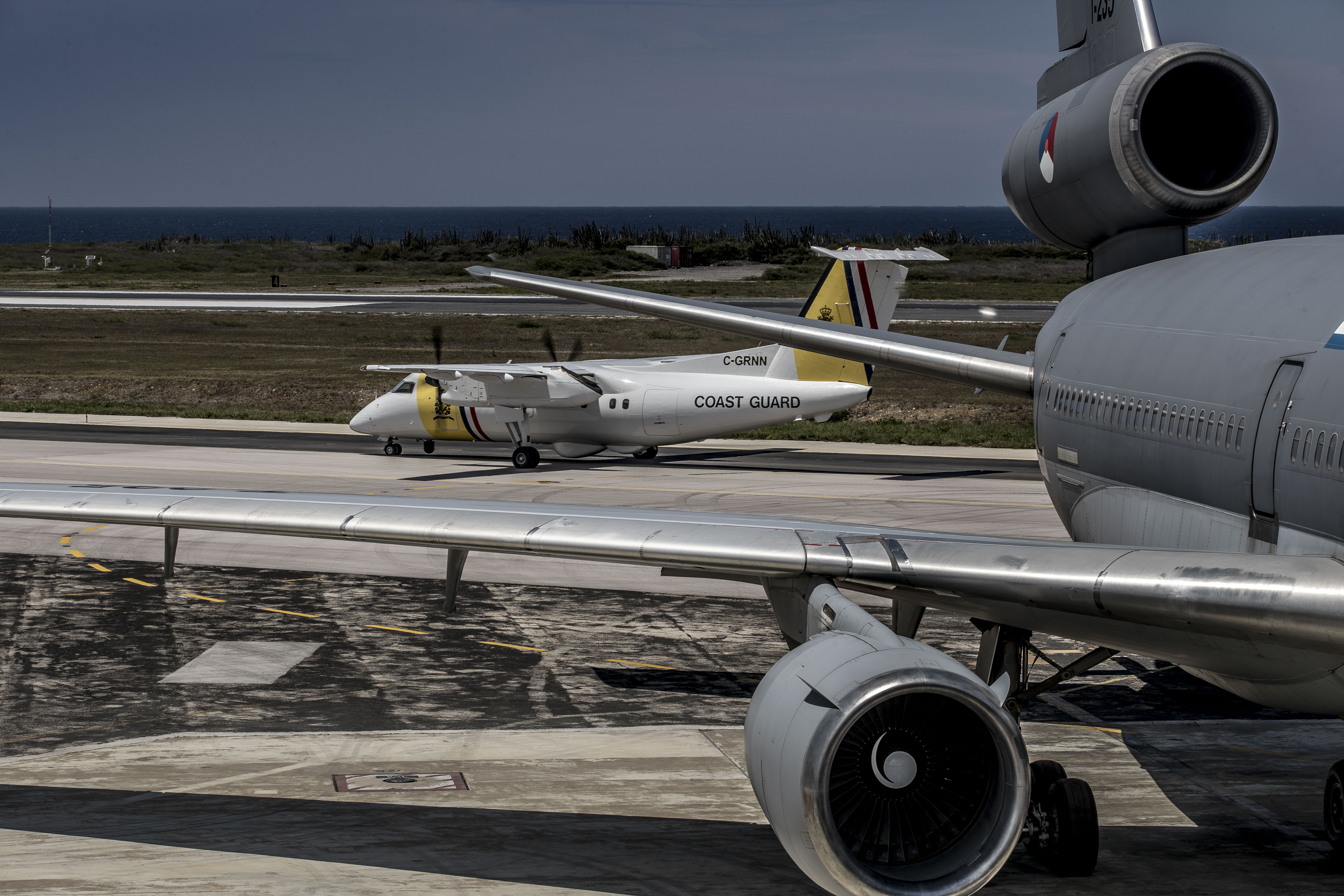
Aviones de La Guardia Costera de los Países Bajos en Curazao

El puente de la Reina Emma, un puente de pontones de 168 metros de longitud, conecta a los peatones entre los distritos de Punda y Otrobanda. Este puente se abre de forma oscilante para permitir el paso de los barcos hacia y desde el puerto. El puente se inauguró originalmente en 1888 y el puente actual se instaló en 1939. Es más conocido y, a menudo, los lugareños se refieren a él como "nuestra vieja dama oscilante".
El puente de la Reina Juliana conecta el tráfico móvil entre los mismos dos distritos. Con una altura de 56 metros sobre el nivel del mar, es uno de los puentes más altos del Caribe.

## Demografía

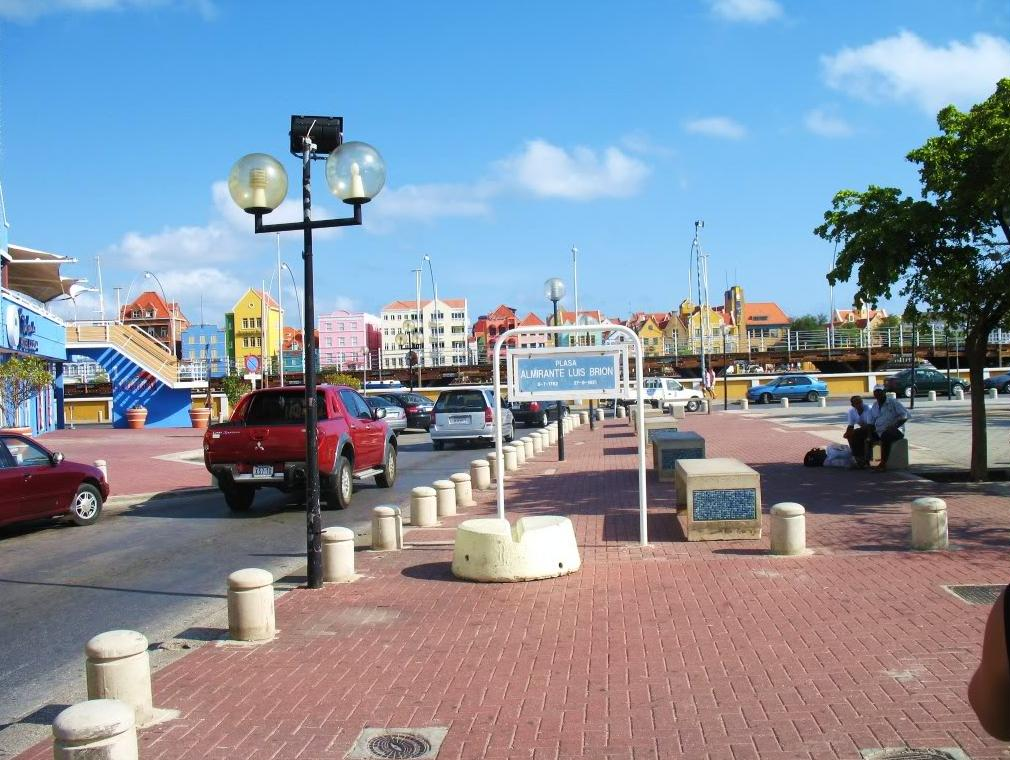
Plaza Almirante Luis Brion, Willemstad, Curazao.

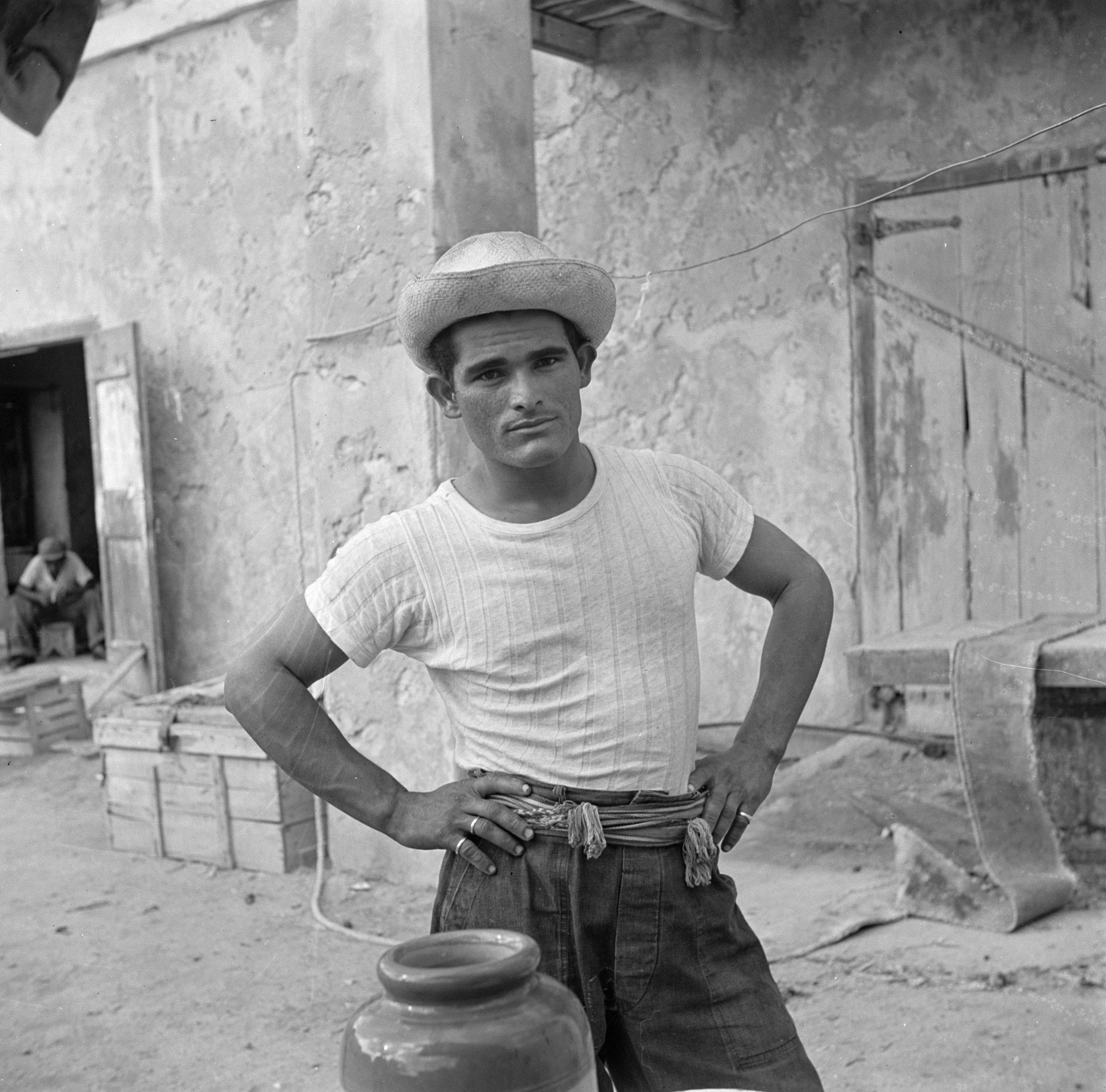
Un alfarero venezolano en Curazao en 1947

Según los datos de la Oficina Central de Estadísticas local los datos de población son los siguientes:
| Año  | Población | hab/km² |
| ---- | --------- | ------- |
| 2005 | 135 747   | 305,74  |
| 2006 | 139 596   | 314,41  |
| 2007 | 142 902   | 321,85  |
| 2008 | 145 220   | 327,07  |
| 2009 | 146 543   | 330,05  |
| 2010 | 147 122   | 331,36  |
| 2011 | 150 284   | 338,48  |
| 2012 | 151 378   | 340,94  |
| 2013 | 152 798   | 344,14  |
| 2014 | 154 843   | 348,75  |

### Etnias
La mayor parte es descendiente de pueblos del Occidente de África y afrocaribeños, provenientes de islas vecinas del mar Caribe. Le siguen en importancia descendientes o ciudadanos originarios de los Países Bajos. Después están las principales colonias extranjeras establecidas en la isla provenientes de Venezuela, Colombia, República Dominicana, Haití, Surinam, Jamaica, Portugal, India, China, Guyana, Indonesia, entre otros.

### Idiomas

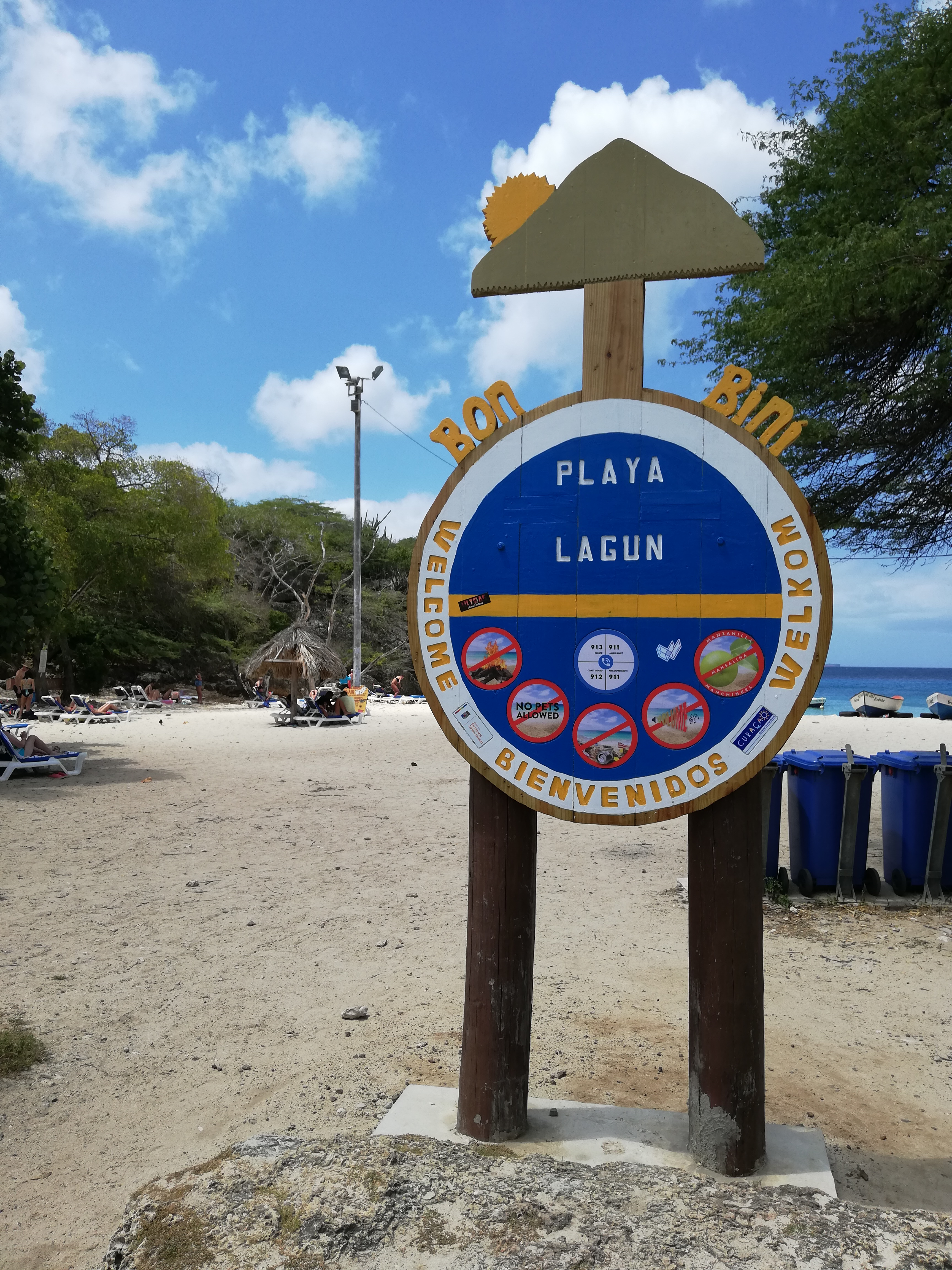
Un cartel en Playa Lagun, Curazao escrito en Papiamento, Inglés, español y Neerlandés

Los idiomas oficiales son el neerlandés, lengua materna de alrededor del 10 % de la población y el papiamento, lengua materna de alrededor del 75 % de la población (mezcla de español y afroportugués). El papiamento pertenece a la familia de lenguas creoles (criollas) del mar Caribe, y se caracteriza por ser una mezcla de lenguas europeas y africanas. Otros idiomas de uso general son el español y el inglés. La mayor parte de la población de Curazao es capaz de conversar en al menos cuatro lenguas, a saber: el papiamento, el neerlandés, el español y el inglés.
La lengua más hablada es el papiamento, un criollo con influencias españolas, africanas, portuguesas y neerlandesas, que se habla en todos los niveles de la sociedad. El papiamento se introdujo como lengua de enseñanza primaria en 1993, lo que convierte a Curazao en uno de los pocos lugares en el Caribe donde se utiliza una lengua criolla como medio para adquirir la alfabetización básica. Asimismo, el español y el inglés cuentan con una larga presencia histórica en Curazao.
Por un lado, el español se convirtió en una lengua importante en el siglo XVIII debido a los estrechos lazos económicos con los territorios españoles en lo que hoy son Venezuela y Colombia, y se reciben varias cadenas de televisión venezolanas. Existen, además, importantes comunidades de venezolanos, colombianos y dominicanos, entre otras nacionalidades de hispanohablantes. Por otro lado, el uso del inglés data de principios del siglo XIX, cuando los británicos tomaron Curazao, Aruba y Bonaire. Cuando se reanudó el dominio holandés en 1815, los funcionarios ya observaron un amplio uso de la lengua, después reforzada por la importancia del turismo estadounidense.
Según el censo de 2011, el papiamento es la primera lengua del 75,6 % de la población. El neerlandés es la primera lengua del 9,4 %, el español del 8 % y el inglés del 4,5 %. Sin embargo, estas cifras dividen a la población en función de la primera lengua y no dan cuenta del alto índice de multilingüismo de la población de Curazao.

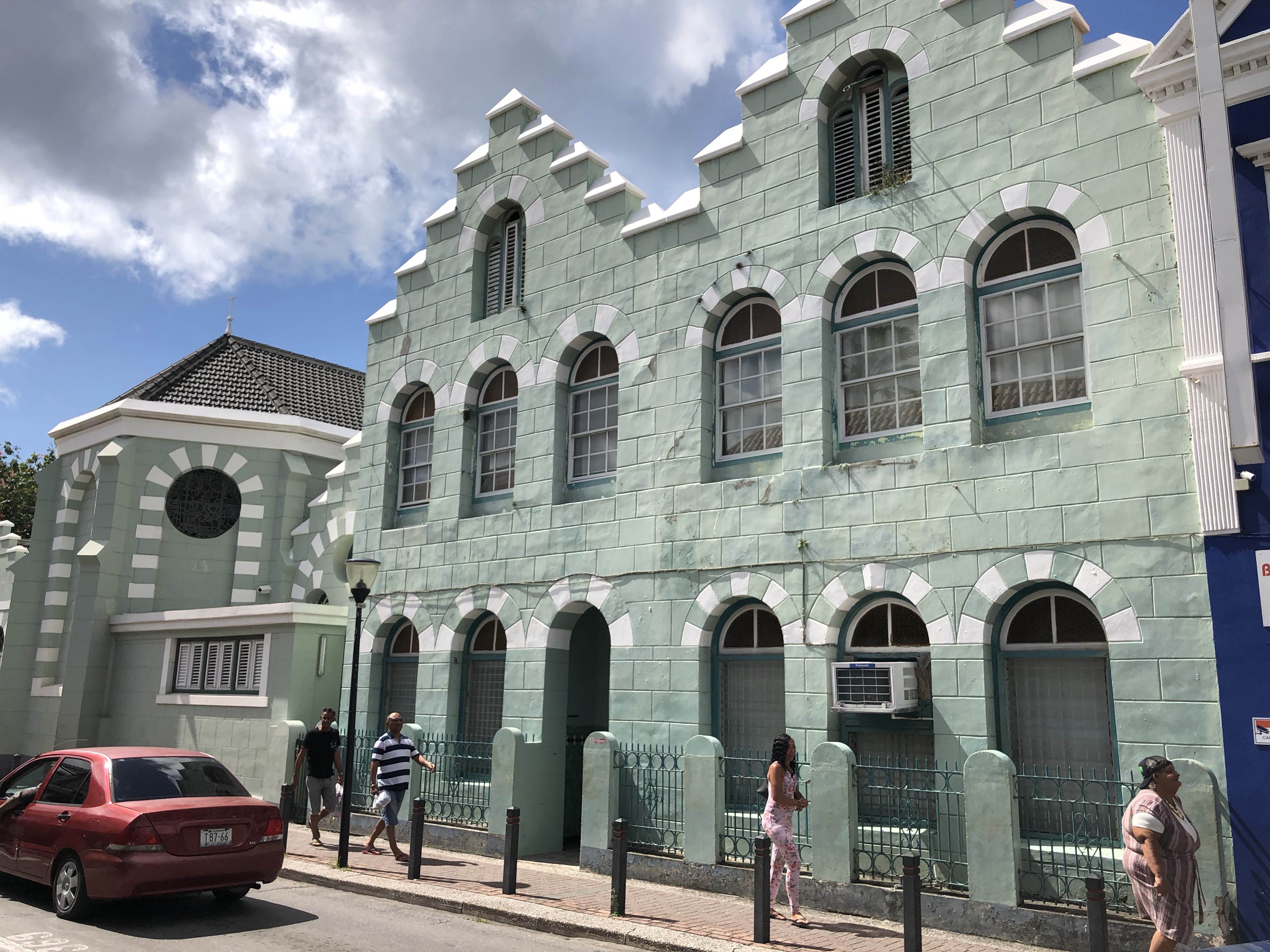
Basílica de Santa Ana, Willemstad

| Idioma                | Papiamento | Inglés | Neerlandés | Español | Otros |
| --------------------- | ---------- | ------ | ---------- | ------- | ----- |
| Curazao               | 75,6 %     | 4,5 %  | 9,4 %      | 8 %     | 2,5 % |
| Antillas Neerlandesas | 65 %       | 16 %   | 7 %        | 6 %     | 5 %   |

### Religión
El cristianismo, introducido por los colonizadores europeos durante el siglo XVI, es la religión predominante en la isla. De acuerdo a estimaciones de 2011, los católicos son la denominación cristiana más numerosa representan alrededor del 72,8% de la población. A ellos le siguen: la Iglesia pentecostal (6,6%), diversos grupos protestantes (3,2%), la Iglesia adventista (3%), los testigos de Jehová (2%) y las denominaciones evangélicas (1,9%). Por su parte, los testigos de Jehová son (2%), 3,8% de la población pertenece a otro credo, y otro 6% afirmó no tener ninguna religión.

La diócesis de Willemstad abarca todo el territorio del Reino de los Países Bajos en el Caribe, que incluye Aruba, Curazao, San Martín y las islas de Bonaire, San Eustaquio y Saba. La diócesis es también miembro de la Conferencia Episcopal de las Antillas. Aunque es pequeña, la comunidad judía de Curazao ha tenido un impacto significativo en la historia de la isla. Curazao cuenta con la congregación judía activa más antigua de América, que data de 1651. La Sinagoga de Curazao es la más antigua de América en uso continuo, ya que se terminó de construir en 1732 en el emplazamiento de una sinagoga anterior. Además, existen comunidades judías sefardíes y asquenazíes. En el año 2000 vivían en la isla unas 300 personas judías

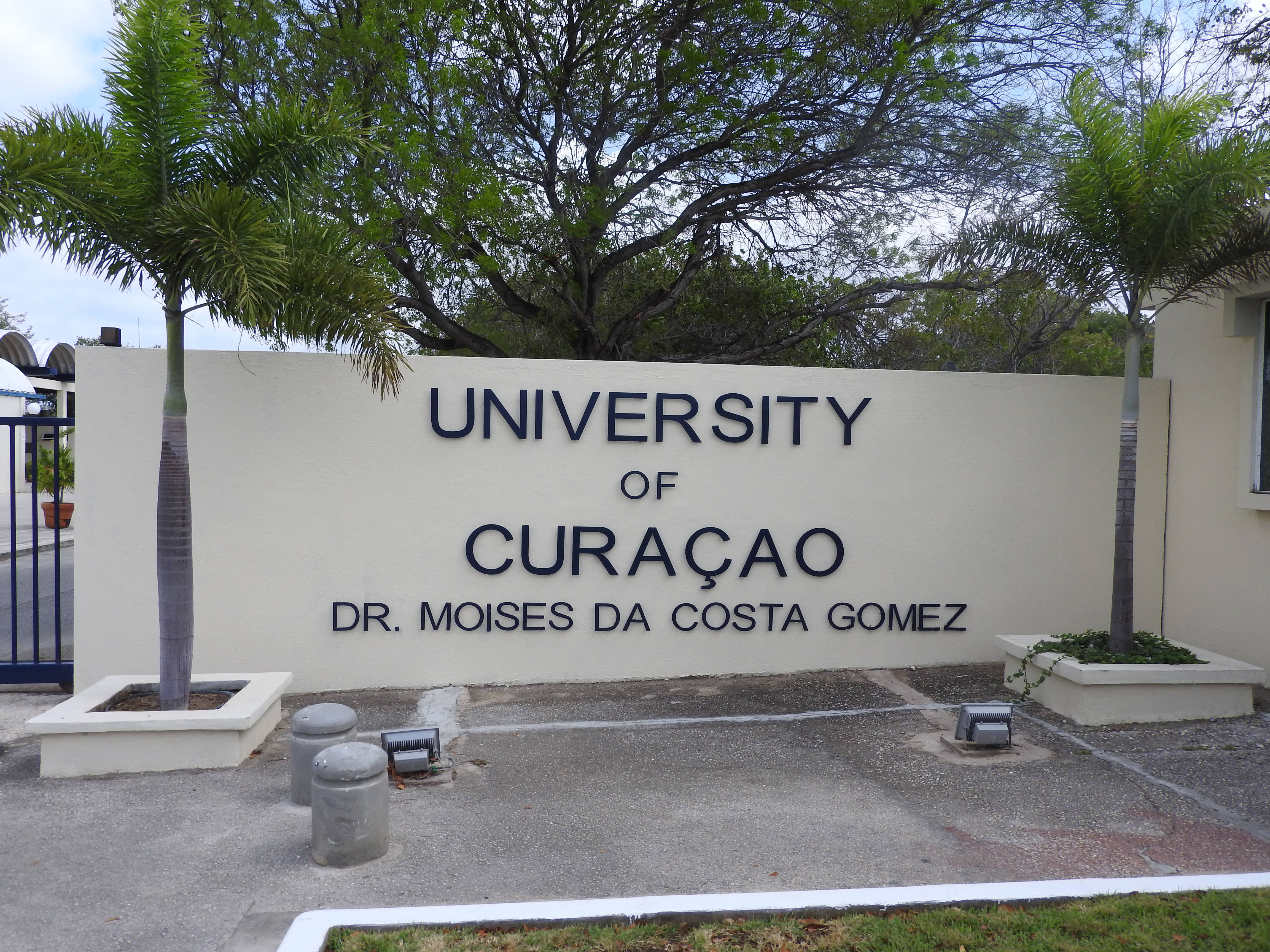
Universidad de Curazao Dr. Moisés Da Costa Gómez

### Educación
La educación se basa en el sistema educativo neerlandés. Hasta hace poco, toda la instrucción se brindó solo en el idioma neerlandés. Ahora, la educación primaria bilingüe en papiamento (lengua local y principal) y en neerlandés también está disponible. Las escuelas privadas y parroquiales también están presentes en la isla. La Escuela Internacional de Curazao y la Escuela preparatoria estadounidense de Curazao o «CAPS» (Curazao American Preparatory School) ofrece educación para los inmigrantes de habla inglesa.
La educación superior en Curazao, como en el resto de las Antillas Neerlandesas, es buena en relación con los estándares regionales. El principal instituto de educación superior es la Universidad de Curazao (University of Curaçao Dr. Moises Frumencio da Costa Gómez o UoC), también está la Universidad Internacional del Caribe (CIU) y también la Universidad del Caribe Neerlandés (UDC)
La Universidad del Caribe Neerlandés es una institución educativa de Curaçao que existe desde 1994 y ofrece programas de licenciatura y máster.
Ofrece los siguientes programas: licenciatura en administración de empresas (BBA), licenciatura en derecho (BBL), licenciatura en gestión hotelera y hostelería (HMH), máster en administración de empresas (MBA) y máster en derecho en la práctica.
La UDC colabora con varias facultades y universidades de los Países Bajos, la región y Sudamérica. Desde 2022, se ha asociado con la Business School Netherlands (BSN) de Buren para ofrecer el máster internacional en administración de empresas (MBA).
Nuffic, la organización neerlandesa para la internacionalización de la educación, responsable de evaluar y valorar las titulaciones fuera de los Países Bajos, describe el nivel de los cursos de grado de la UDC como comparable al de la licenciatura en formación profesional superior (hbo).
Las clases se imparten en las instalaciones de Landhuis Groot Davelaar.

## Cultura
La cultura de Curazao es producto de la combinación de los distintos grupos étnicos que habitan la isla y que conformaron un patrimonio único. Los arahuacos, neerlandeses, españoles, antillanos, venezolanos y africanos dejaron su huella en el arte, la gastronomía, las fiestas, las costumbres y tradiciones de los curazoleños modernos.

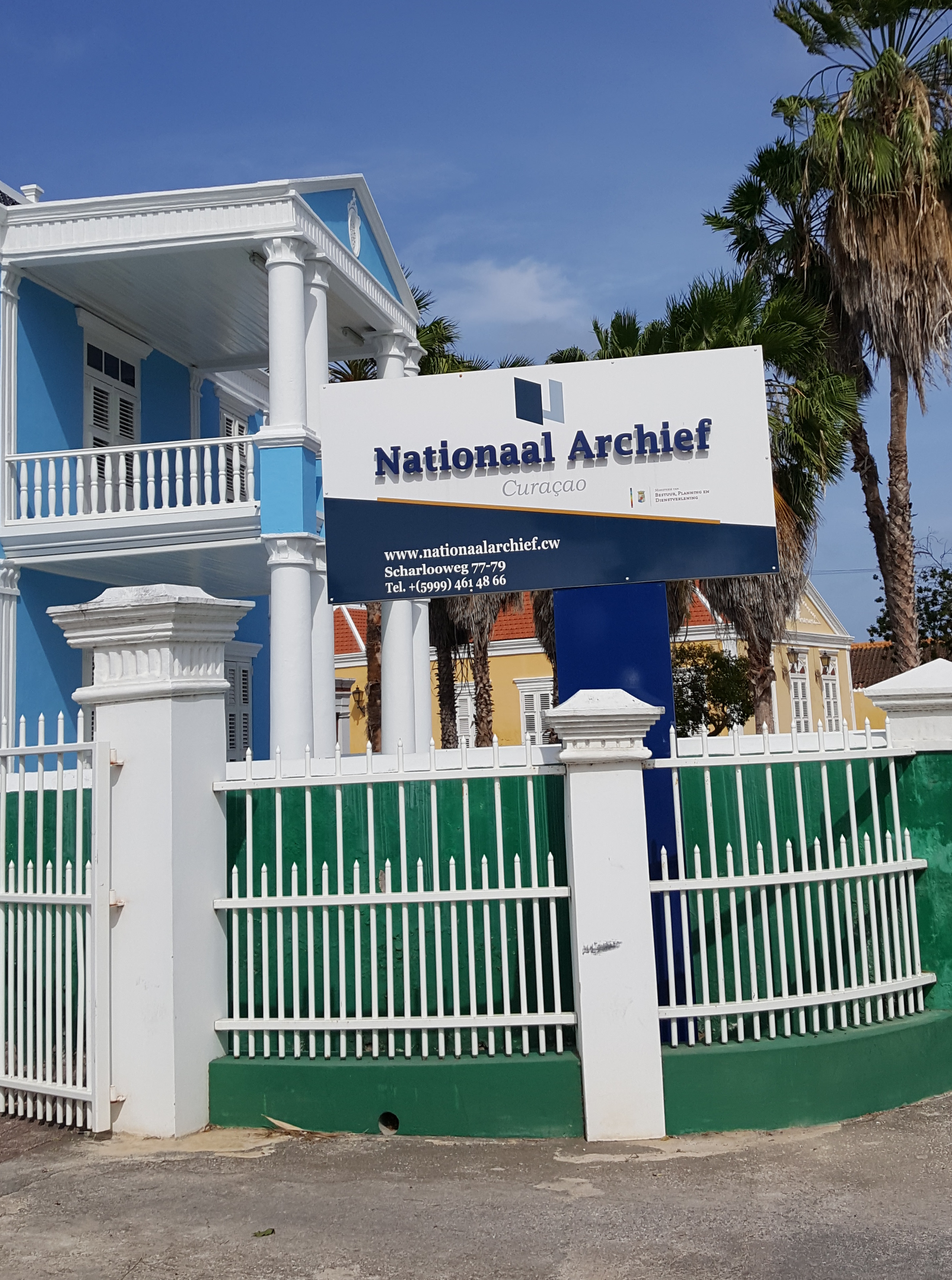
Archivo nacional de Curazao (Nationaal Archief Curaçao)

### Literatura
A pesar de la población relativamente pequeña de la isla, la diversidad de lenguas e influencias culturales de Curazao ha generado una notable tradición literaria, principalmente en neerlandés, papiamento y español. Las tradiciones orales de los pueblos indígenas arawak se han perdido. Los esclavos de África Occidental trajeron los cuentos de Anansi, formando así la base de la literatura papiamento. La primera obra publicada en papiamento fue un poema de Joseph Sickman Corsen titulado Atardi, publicado en el periódico La Cruz en 1905. En toda la literatura curazoleña suelen predominar las técnicas narrativas y las metáforas que se caracterizan por el realismo mágico. Los novelistas y poetas de Curazao han contribuido a la literatura caribeña y holandesa. Los más conocidos son Cola Debrot, Frank Martinus Arion, Pierre Lauffer, Elis Juliana, Guillermo Rosario, Boeli van Leeuwen y Tip Marugg
A los autores que escribieron en holandés les resultó más fácil encontrar un editor profesional que a los autores que escribieron en papiamento. La primera literatura en papiamento apareció a principios del siglo XX. Sin embargo, la prohibición del papiamento en las escuelas en 1936 animó a los escritores a escribir en holandés. La actitud hacia el papiamento cambió aún más en la década de 1950 y el idioma fue aceptado como lengua literaria.
Como había pocas editoriales, muchos autores imprimieron sus textos por iniciativa propia. Entonces se trataba principalmente de colecciones más breves de poesía y teatro.
Varios autores son multilingües. Frank Martinus Arion escribió ficción en holandés y poesía en papiamento. Los autores clave del papiamento incluyen a Luis H. Daal, Pierre Lauffer y Elis Juliana. Otros escritores en lengua holandesa son Cola Debrot, Boeli van Leeuwen y Tip Marugg.

### Gastronomía
Dado que gran parte de los productos alimenticios son importados, la cocina curazoleña contiene una gran variedad de ingredientes europeos y americanos. Algunos de los platillos más conocidos de la gastronomía de Curazao incluyen: Erwtensoep, una sopa de guisantes, carne de cerdo, jamón y salchichas; nasi goreng, frijoles cocinados con trozos de carne y pollo; bami, tallarines largos acompañados de vegetales y carne; saté, brochetas de carne con salsa de maní, también llamado en algunos países cacahuete; y el rijsttafel, arroz para acompañar diversos platillos. La bebida más popular es el licor de Curaçao.

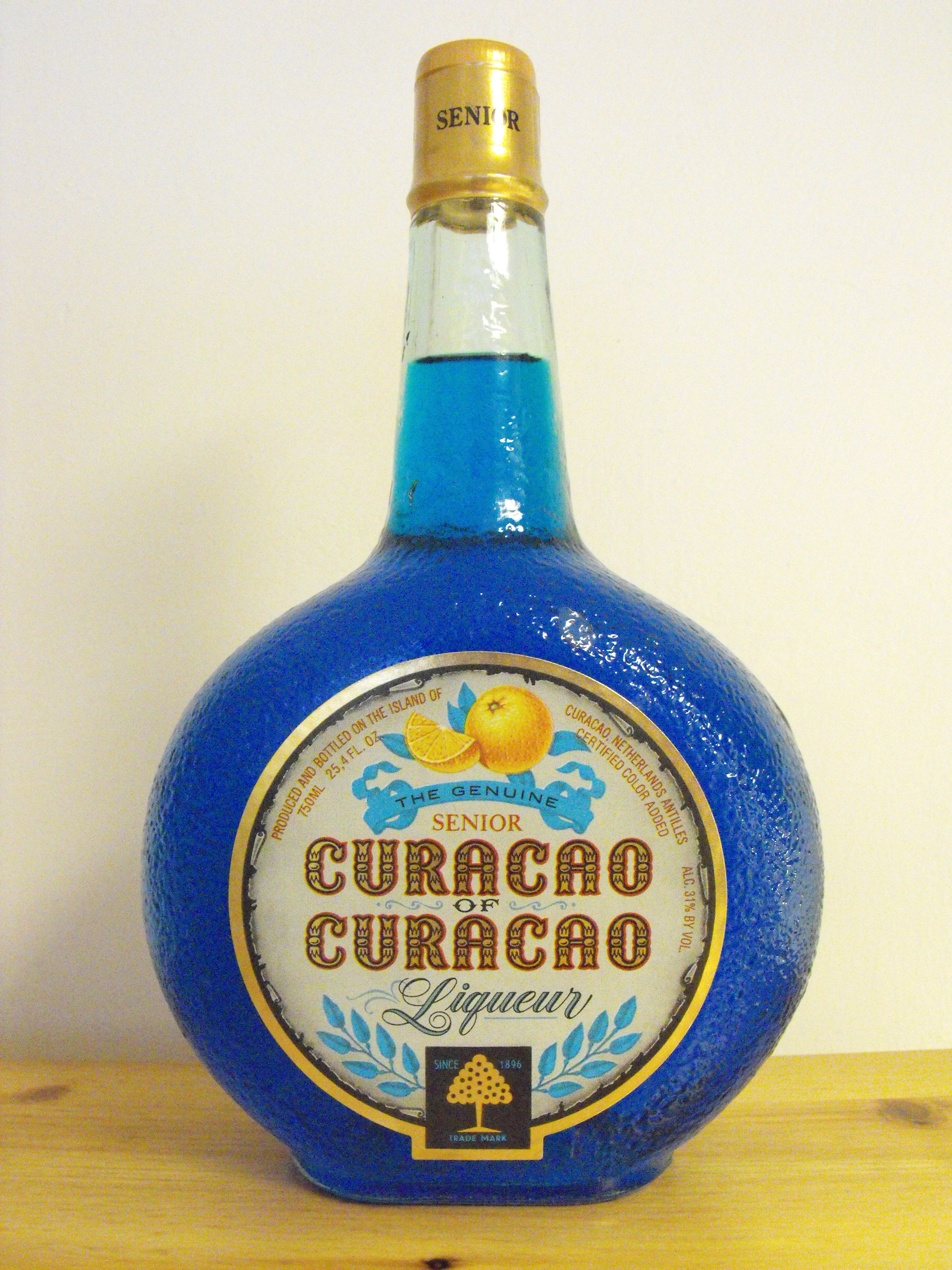
El Licor Curaçao

La comida local se llama Krioyo (se pronuncia igual que criollo) y cuenta con una mezcla de sabores y técnicas que se comparan con la cocina caribeña y la latinoamericana. Los platos habituales en Curazao se encuentran también en Aruba y Bonaire. Los platos más populares son: stobá (un guiso hecho con varios ingredientes, como papaya, carne de vaca o de cabra), Guiambo (sopa de quimbombó y marisco), kadushi (sopa de cactus), sopi mondongo (sopa de tripas similar a la hecha en Venezuela), funchi (pasta de maíz similar al fufu, ugali y polenta) y mucho pescado y otros mariscos. La guarnición omnipresente es el plátano frito. Los panecillos locales se elaboran según una receta portuguesa. Por toda la isla hay snèks que sirven platos locales y bebidas alcohólicas de forma parecida a los public house ingleses.
El plato omnipresente en el desayuno es el pastechi: pasta frita con rellenos de queso, atún, jamón o carne picada. En las épocas festivas se consumen platos especiales, como la hallaca y el pekelé, elaborado con bacalao salado. En las bodas y otras ocasiones especiales se sirve una variedad de kos dushi: kokada (dulces de coco), ko'i lechi (dulce de leche condensada y azúcar) y tentalaria (dulces de cacahuete). El licor de Curaçao se desarrolló aquí, cuando un lugareño experimentó con las cáscaras del cítrico local conocido como laraha. También abundan las influencias culinarias surinamesas, chinas, indonesias, indias y holandesas. En la isla hay varios restaurantes chinos que sirven sobre todo platos indonesios, como el satay, el nasi goreng y la lumpia (que son nombres indonesios de los platos). Las especialidades holandesas, como las croquetas y los oliebollen, se sirven ampliamente en hogares y restaurantes
El licor Curaçao, que lleva el nombre de la isla, se elabora con las cáscaras de las naranjas amargas (Pomeranzen) que crecen en la isla. Las cáscaras se maceran y empapan en alcohol, lo que libera el aroma y el color. El licor está disponible en forma transparente o en los colores rojo, naranja, verde y azul. Además del licor puro, la fábrica de licores también vende mezclas con café, chocolate, ron/pasas y tamarindo El licor que se produce en la isla no se puede comparar con el que se suele llamar "Curaçao azul" en Europa.
Se sirven especialidades de marisco, holandesas y criollas. La Parrilla de Marisco es un plato de marisco variado. De las influencias criollas proceden los platos de stoba, es decir, platos con carne guisada. Para los paladares europeos, la suppa iguana, una sopa clara con carne de iguana, requiere un poco de adaptación.

### Museos

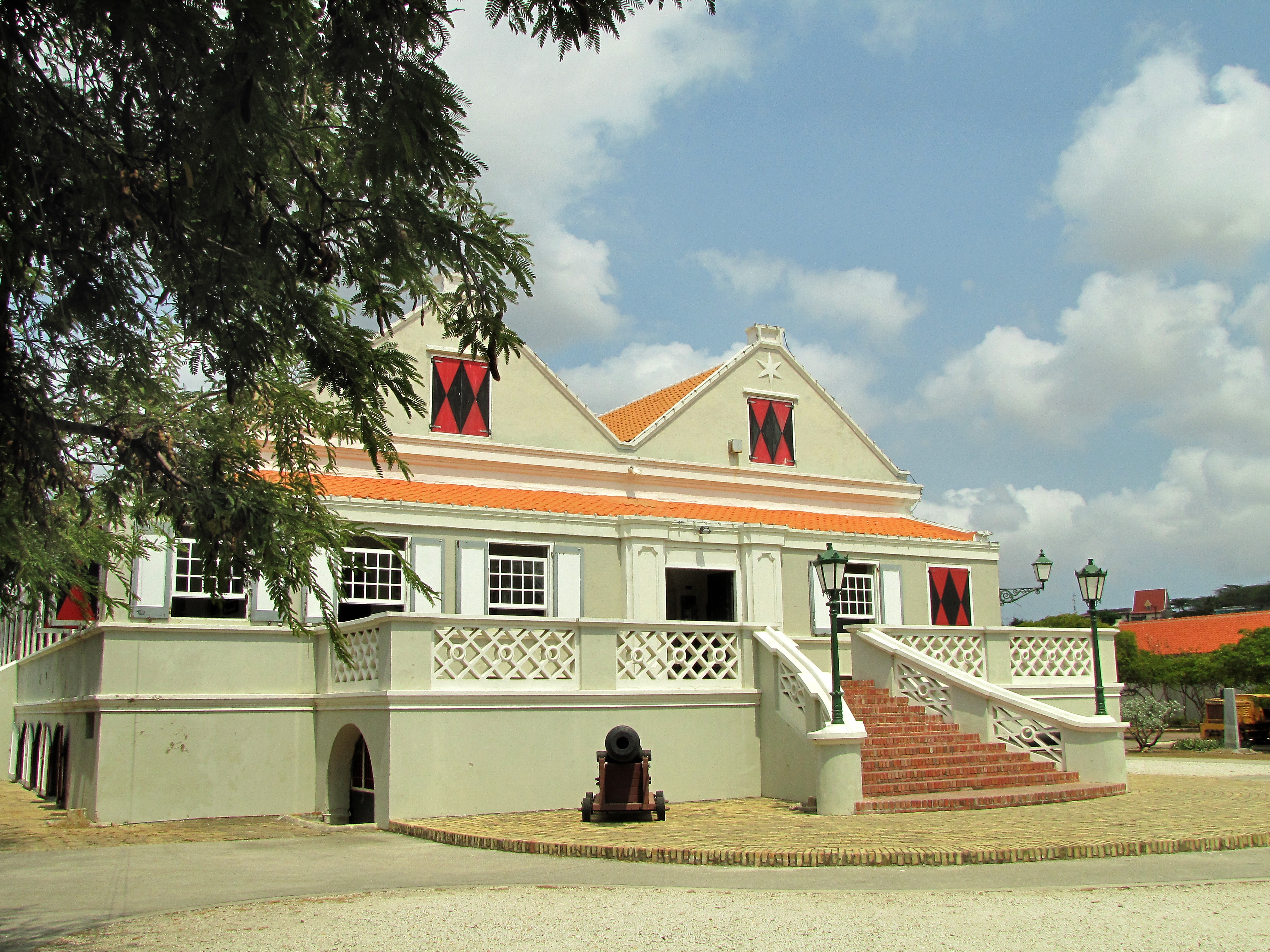
Entrada del Museo de Curazao, en Willemstad.

El Museo de Curazao es el más antiguo del país. Tiene colecciones de arte así como muebles, objetos coloniales y objetos etnográficos. El Museo Kurá Hulanda está ubicado en el Hotel Kurá Hulanda en Otrobanda y tiene exhibiciones sobre el comercio de esclavos, la historia de África Occidental, objetos de oro precolombinos, objetos de Mesopotamia y arte de las Antillas. El Museo Nacional del Carnaval de Curazao abrió sus puertas en 2012.
Kas di Pal'i Maishi es un conjunto de viviendas para esclavos que, desde 1991, ha prestado atención a las condiciones de vida de la población afrodescendiente de la isla. En 2007, se inauguró un museo que lleva el nombre del líder de la rebelión de esclavos de 1795. El Museo de Tula se encuentra en la casa solariega de la plantación donde comenzó la rebelión y documenta la comunidad de esclavos. El museo Savonet de 2010 también está ubicado en una plantación y está dedicado a la vida de todos los grupos que han vivido en el sitio, desde los primeros habitantes hasta la actualidad.
El Museo Judío abrió sus puertas en 1970 y está ubicado en dos edificios adyacentes a la Sinagoga Mikvé Israel-Emanuel. El Museo Fortkerk de 1991 se encuentra en parte de la iglesia de 1769 en Fort Amsterdam. Se concentra en la historia de los protestantes holandeses en la isla.
El Museo Marítimo de Willemstad se encuentra en un edificio de 1729 y se inauguró en 1998. También hay un museo postal, un museo numismático y un museo de telecomunicaciones. El Museo Octágono está dedicado a la relación entre el libertador venezolano Simón Bolívar y Curazao, donde Bolívar se refugió en la isla en 1812.
La Fundación Nacional para el Manejo de la Memoria Arqueológica y Antropológica (NAAM) es una fundación para la preservación de la historia cultural de Curazao y las otras islas que antes pertenecían a las Antillas Neerlandesas. El NAAM cuenta con una colección de más de 20.000 objetos arqueológicos y antropológicos.

### Patrimonio

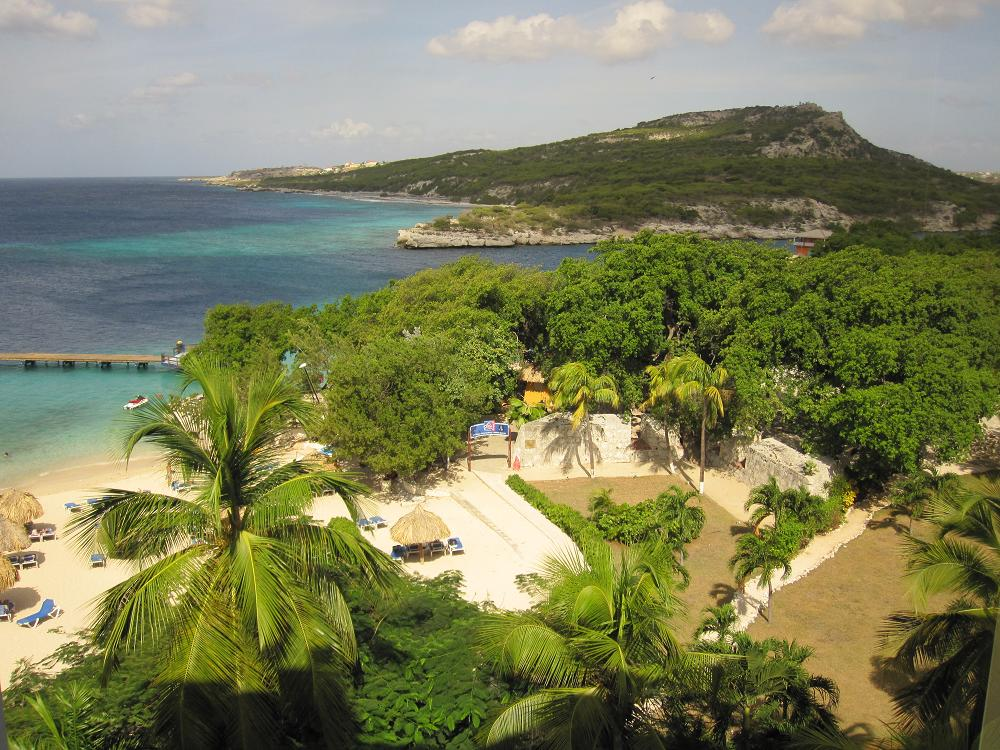
Fuerte Piscadera en Curazao.

El casco antiguo de Willemstad fue incluido en 1997 en la Lista del Patrimonio Mundial de la UNESCO. El sitio del Patrimonio Mundial consta de cuatro distritos en el antiguo Willemstad, Fuerte Amsterdam de 1634, las fortificaciones Waterfort, originalmente diseñadas en 1634, y Riffort, construidas en la década de 1820.
La razón es que el casco antiguo es un ejemplo de una ciudad comercial y administrativa holandesa particularmente bien conservada de la época colonial. El centro histórico de la ciudad consta de cuatro distritos. Punda, Scharloo y Pietermaai están en el lado este del estrecho, mientras que Otrobanda está en el lado oeste. Los edificios más antiguos están inspirados en la arquitectura holandesa del siglo XVII, caracterizada por casas estrechas con fachadas altas que dan a la calle. Alrededor de la mitad de los edificios de los barrios antiguos estaban protegidos en la década de 1990.
En 2011, se propusieron cuatro plantaciones en el oeste de Curazao como Patrimonio de la Humanidad como ejemplos de estructuras de la época de la sociedad esclavista. Las plantaciones incluyen edificios señoriales, barrios de esclavos, dependencias, sitios arqueológicos y monumentos conmemorativos.

### Música y baile
Las tradiciones musicales de la isla han reflejado la sociedad dividida. Mientras que la mayoría descendiente de africanos se ha expresado a través de formas de música y danza con influencia africana, como el tambú, la clase alta adinerada se identifica con la música y la danza europeas.
La forma de música y danza de inspiración africana tambú surgió durante la esclavitud y estuvo originalmente vinculada a la práctica religiosa sincrética. Las autoridades combatieron el tambú, que también fue condenado por la Iglesia Católica. Después de 1969, se levantaron las restricciones.

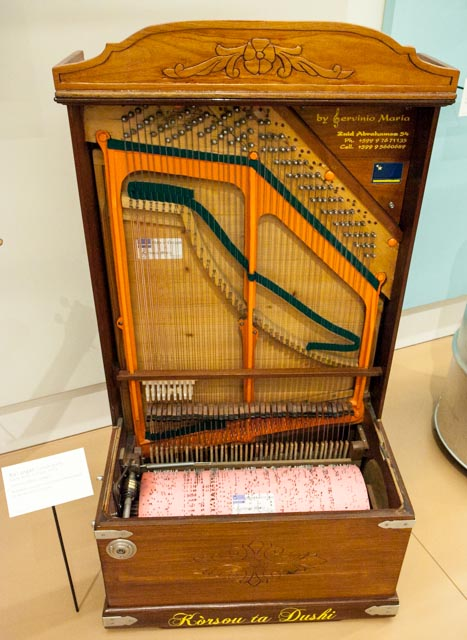
Órgano Ka’i de Curazao

El vals, la polca y la mazurca fueron populares entre los diversos grupos protestantes, los judíos y los católicos ricos en el siglo XIX. Quadrilje también era popular entre los judíos sefardíes. Se desarrolló un vals de Curazao separado, con un ritmo distintivo. El compositor Jan Gerard Palm, a quien se le llama el padre de la música clásica de Curazao, desarrolló la música antillana en el siglo XIX. Los nietos Rudolph Palm, Jacobo Palm y John Palm también fueron compositores, al igual que varios otros miembros de la familia Palm.
Durante el auge petrolero del período de entreguerras, la música popular fue influenciada por otros países del Caribe, especialmente Cuba, y estilos como la guaracha, el danzón, la habanera y el bolero. Para esta música se utilizaron instrumentos como la guitarra de tres cuerdas (árbol), el doble tambor (bongo) y la marímbula, tabla o caja con lengüetas de metal.
En la década de 1930, el canto con texto en papiamento y la forma de música de influencia africana tumba experimentó un auge. La influencia de los ritmos latinoamericanos creó la calypso-tumba. Boy Dap y Rudy Plaate fueron artistas importantes que en la década de 1950 cantaron en papiamento.
La influencia de la música cubana se prolongó hasta la década de 1950. Los conjuntos musicales, llamados conjuntos, con instrumentos rítmicos, dos trompetas, bajo y piano, se ampliaron con más trompetas, trombón, flauta o saxofón. En la década de 1960, la música beat ganó influencia y la guitarra eléctrica y el órgano reemplazaron a las trompetas. Orquestas más pequeñas, llamadas combos, también vieron la luz del día. La música se basó en gran medida en modelos caribeños o norteamericanos.
La expansión de la industria del turismo creó nuevas oportunidades para las orquestas, pero inicialmente se discriminaba a los afrodescendientes de Curazao por el color de la piel y los hoteles utilizaban músicos de Venezuela, República Dominicana y Panamá en su lugar. Como reacción a la discriminación, se fundó Asosiashon di Músiko en 1968. Los acontecimientos de 1969 también tuvieron consecuencias en la vida musical. Artistas como Rignald Recordino se hicieron un nombre, a partir de 1975 con la banda Doble RR Super. En época de carnaval se tocaba tumba. En 1971, comenzó un festival anual de tumba.
En la década de 1990, Gilbert Doran combinó los estilos de merengue, soca y cadencia en un nuevo estilo que llamó ritmo kombiná. El estilo conservó su popularidad mucho después del cambio de milenio y se extendió a Bonaire y Aruba, así como a las comunidades de expatriados de los Países Bajos.

### Fiestas
| Fecha           | Festividad          | Nombre local      | Notas                                                                                          |
| --------------- | ------------------- | ----------------- | ---------------------------------------------------------------------------------------------- |
| 1 de enero      | Año Nuevo           | Nieuwjaar         |                                                                                                |
| Febrero         | Lunes de Carnaval   | Carnaval Maandag  | Celebrado el lunes anterior al miércoles de Ceniza.                                            |
| Marzo-abril     | Pascua              | Pasen             | Celebrado el primer domingo después de la luna llena tras el equinoccio de primavera.          |
| 27 de abril     | Día del rey         | Koningsdag        | Cumpleaños del rey Guillermo Alejandro de los Países Bajos y día nacional de los Países Bajos. |
| 1 de mayo       | Día del Trabajo     | Dag van de Arbeid |                                                                                                |
| Mayo            | Día de la Ascensión | Hemelvaartsdag    | Celebrado cuarenta días después de la Pascua.                                                  |
| 2 de julio      | Día de la Bandera   | Dag van de Vlag   |                                                                                                |
| 10 de octubre   | Día de Curazao      | Dag van Curaçao   | Fiesta nacional de Curazao.                                                                    |
| 25 de diciembre | Navidad             | Kerstmis          |                                                                                                |
| 26 de diciembre | Boxing Day          | Tweede kerstdag   |                                                                                                |

### Medios de comunicación
Curazao cuenta con diversos medios de comunicación en varias de las lenguas habladas en la isla:
- Edificio de una estación de Radio de CurazaoPeriódicos:
  - La Prensa (en papiamento).[81]
  - Curaçao Chronicle (en inglés).[82]
  - Extra (en papiamento).[83]
  - Curaçao Magazine (en papiamento).
  - Último Noticia (en papiamento).
  - Vigilante (en papiamento).
  - Bala (en papiamento).
  - Bolletin (en papiamento).

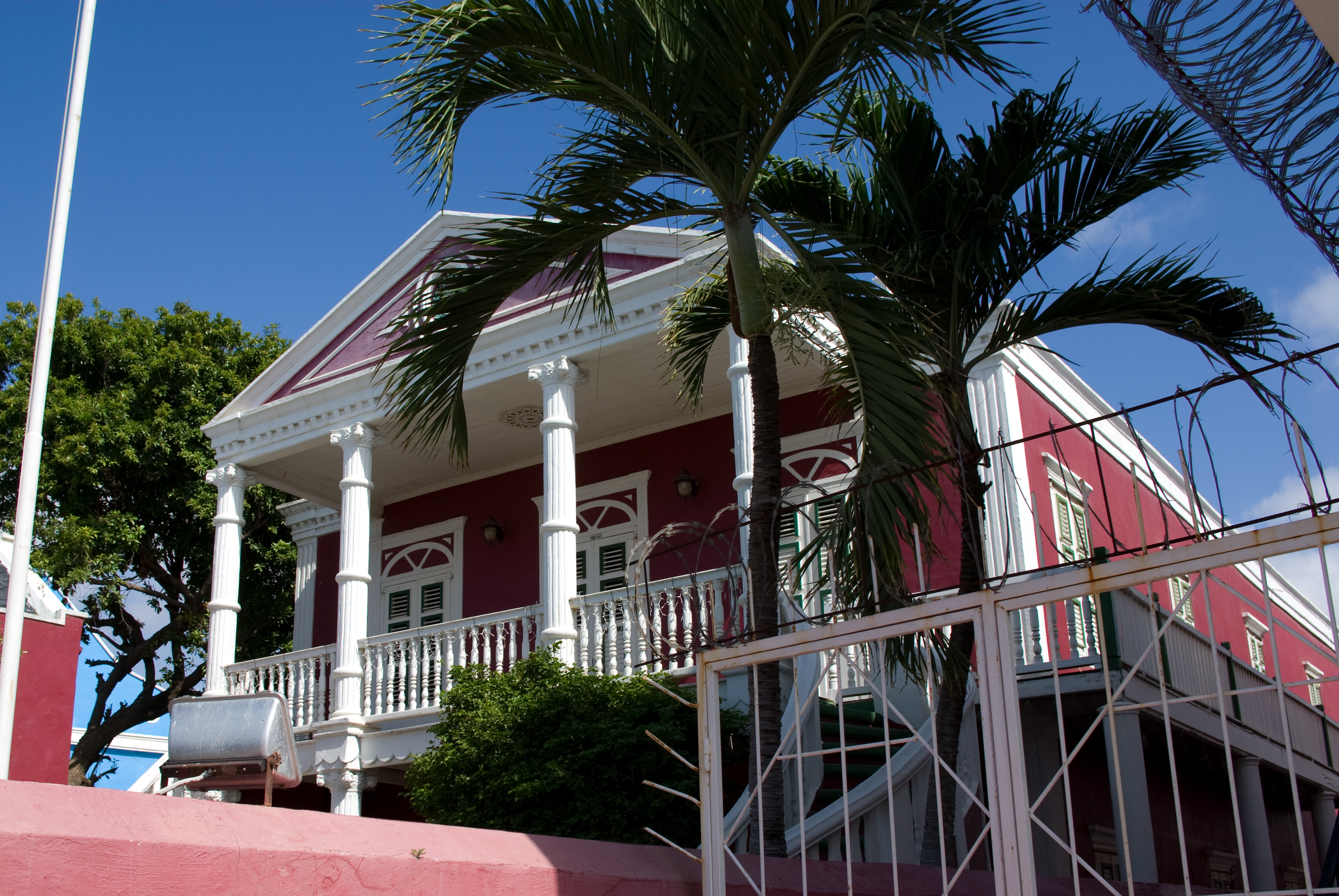
Edificio de una estación de Radio de Curazao

  - Caraïbische uitgave van de De Telegraaf (en neerlandés).
  - Antilliaans Dagblad (en neerlandés).[84]
  - Amigoe (en neerlandés).[85]
  - Noticias Curazao (en español).[86]
  - El Periódico de Curazao (en español).
  - El semanario impreso La Brújula del Caribe (en español con noticias en papiamento y una sección para la comunidad portuguesa).

- Televisión:
  - TeleCuraçao.[87] - Estatal
  - BVN (en neerlandés).[88]
  - TV11 (en papiamento).[89]
  - Kanal 24 - Neerlandés.
  - TV Direct (Kanal 13) (en papiamento)

- Radio:
  - Dolfijn FM (en neerlandés).
  - Paradise FM (en neerlandés).
  - One FM (en neerlandés).
  - Radio Hoyer I (en papiamento).
  - Radio Hoyer II (en neerlandés).
  - Radio Nederland (en neerlandés).
  - Kórsou FM (en papiamento).
  - Top FM (en papiamento).
  - Radio Krioyo (en papiamento).
  - Mi 95.7 FM (en papiamento).
  - Radio Mas 99 (en papiamento).
  - Radio New Song (en papiamento).
  - Hit 100.3 (en papiamento).
  - Radio Direct (en papiamento).
  - Radio Direct Live (en papiamento).
  - Radio Delta (en papiamento).
  - 88 Rock Korsou (en papiamento).
  - Easy 97.9 FM (en inglés).
  - Z86 AM (en papiamento).
  - Simia FM (en papiamento).
  - Class FM Curacao 95.1 FM (en inglés).
  - Radio 88.9 FM (en papiamento).
  - Rumbera Network 107.9 (en español).

## Arquitectura
La isla tiene diversos estilos arquitectónicos que reflejan la influencia de los diversos gobernantes de la Región, incluyendo España, Países Bajos con elementos más modernos bajo la influencia occidental principalmente de Estados Unidos y otros países de Europa. Esto abarca desde edificaciones coloniales, ruinas hasta la infraestructura moderna.

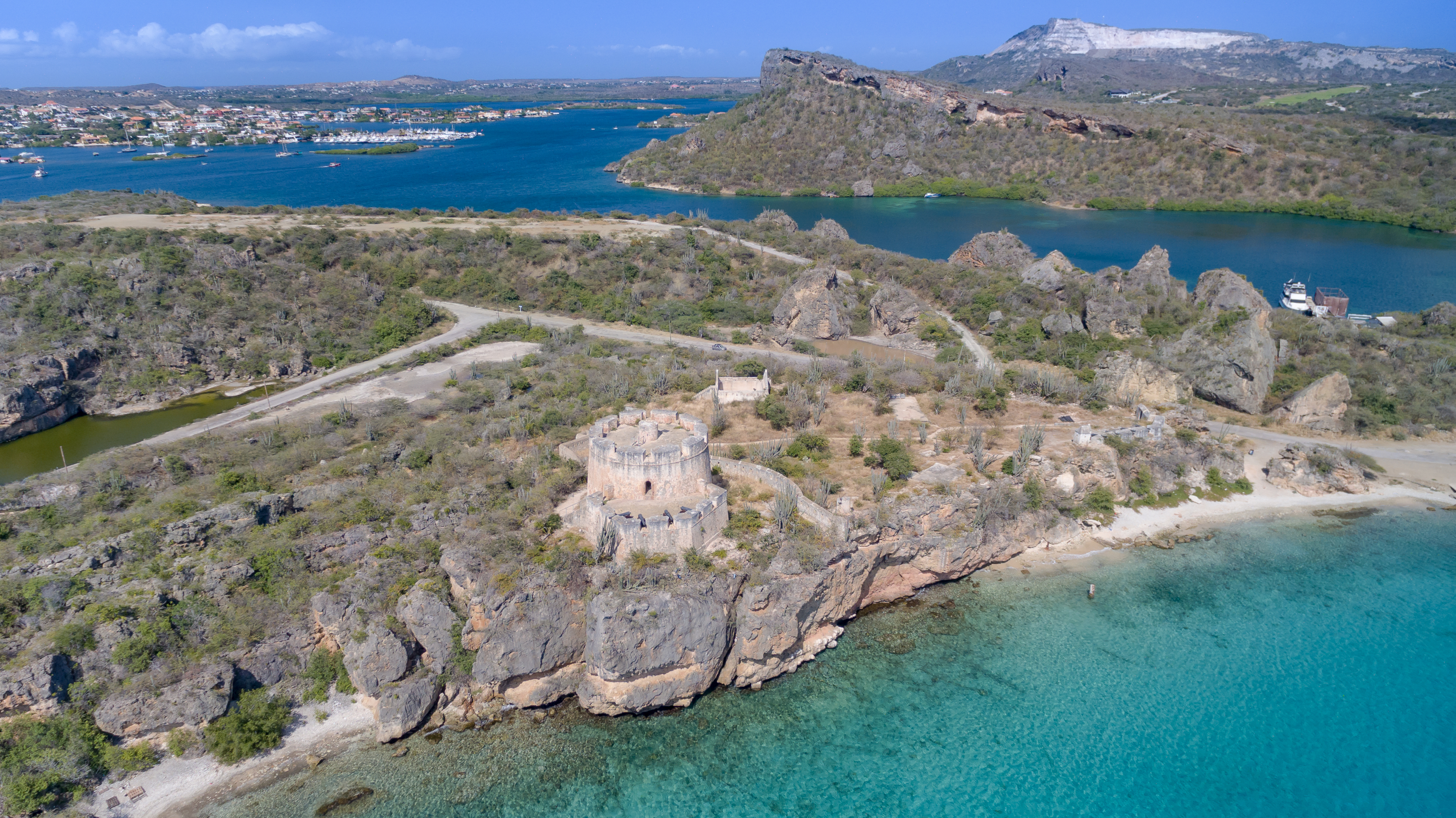
Fuerte Beekenburg, Bahía Caracas, Curazao

### Fuertes
Cuando los holandeses llegaron en 1634, construyeron fuertes en puntos clave de la isla para protegerse de potencias extranjeras, corsarios y piratas. Seis de los fuertes mejor conservados pueden verse todavía hoy:
- Fuerte Ámsterdam
- Fuerte Beekenburg
- Fuerte Nassau
- Waterfort
- Riffort (1828)
- Fuerte de la Bahía de Piscadera (construido entre 1701 y 1704)

En 1957 se construyó el Hotel Van der Valk Plaza Curaçao sobre el Waterfort.
El Riffort contiene restaurantes y tiendas. Está situado en el lado opuesto del Waterfort, frente a la entrada del puerto en Otrobanda. En 2009, el Renaissance Curaçao Resort and Casino abrió sus puertas junto al Riffort.
En Punda se construyó de la misma manera que en las ciudades holandesas rodeadas por murallas, con casas estrechas con fachadas altas que dan a la calle. Hasta finales del siglo XIX, las casas se construían con un frontón triangular donde se colocaba el año de construcción. La casa más antigua conservada con tal año de construcción es de 1693. En la planta baja había locales comerciales, y luego arriba de este almacén o pisos residenciales. En el siglo XVIII se añadieron corredores para bajar la temperatura interior. Las casas fueron originalmente encaladas, pero en 1817 comenzó la tradición de pintarlas en diferentes colores, a menudo en rojo, azul, amarillo y varios tonos de verde.

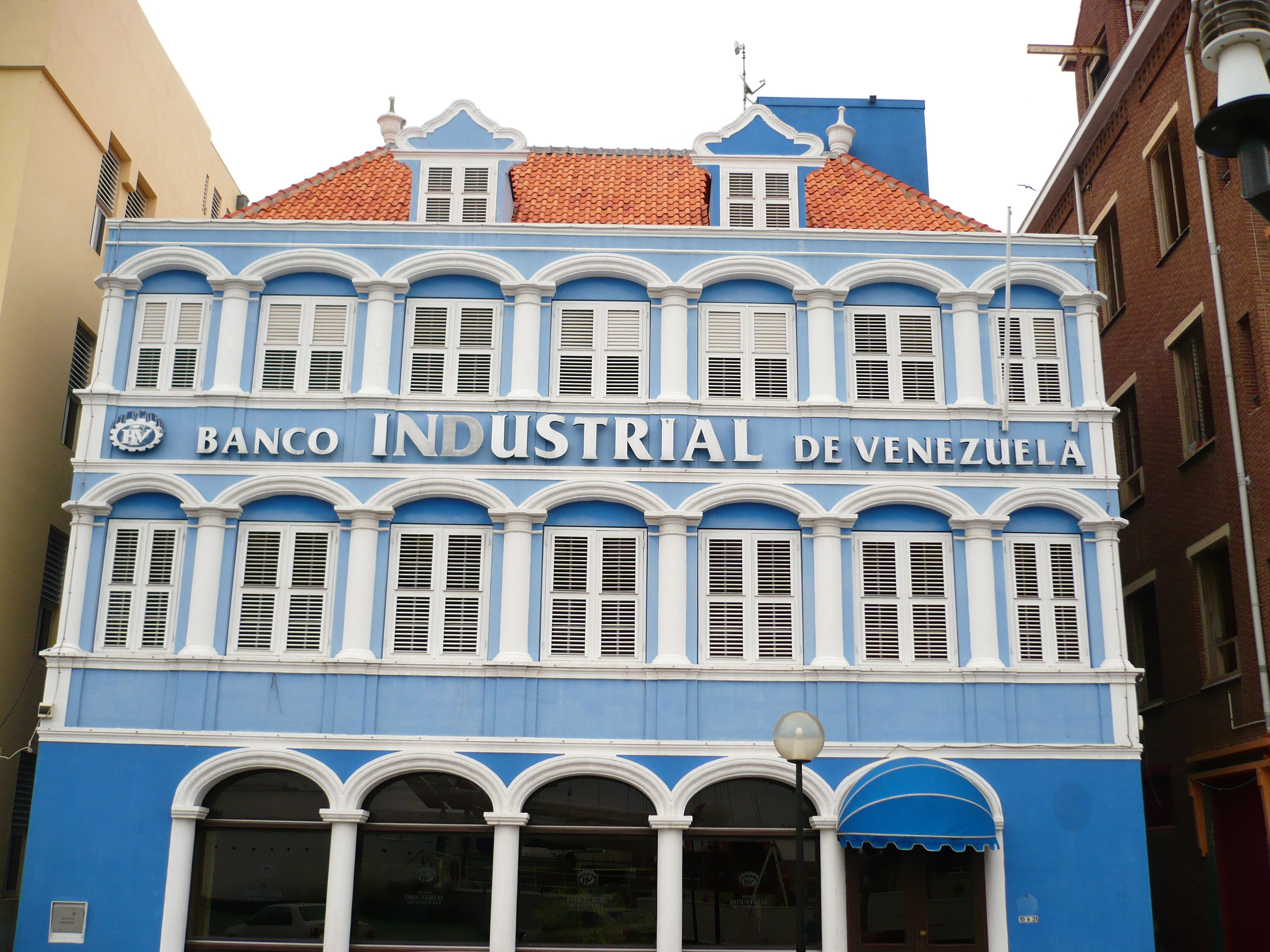
Edificio del Banco Industrial de Venezuela en Curazao

En el siglo XVIII, se desarrolló un estilo de construcción llamado barroco de curazao con el uso de formas de arco. La sinagoga sefardí y el edificio Penha son ejemplos de este estilo, que también se utilizó en algunas de las casas solariegas de las plantaciones. A fines del siglo XVIII, había más de 100 casas de campo de este tipo, ubicadas en una colina u otro lugar destacado de la plantación.
Más allá del país, las iglesias católicas se construyeron en el siglo XIX en combinación con una escuela simple y alrededor de estos pueblos crecieron como Barber, Sint Willibrordus, Santa Maria, Santa Rosa, Montagne y Westpunt.
En las plantaciones solía haber casas sencillas para los esclavos. Estos se llaman kas di yerba o kunuku y fueron influenciados por las tradiciones de construcción africanas, al igual que kas krioyo, las casas para artesanos y trabajadores en las afueras de Willemstad.
Más allá del siglo XIX, el estilo de construcción se volvió más simple, a menudo con un frontón simple con un adorno en la parte superior. La arquitectura neoclásica se hizo sentir en la segunda mitad del siglo XIX.
A principios del siglo XX, los arquitectos holandeses trajeron el estilo Art Deco a la isla. Se construyó como en Miami Beach, con los edificios Cinelandia (1941) y el cine West-End.
El auge que acompañó a la refinería de petróleo motivó la construcción de nuevas zonas residenciales para oficinistas y trabajadores. En la década de 1930, se construyeron edificios de apartamentos de estilo holandés en Negropont, cerca de la refinería, y Emmastad y Groot Kwartier recibieron un total de 450 nuevos edificios residenciales. Después de la Segunda Guerra Mundial, se construyeron 160 villas para funcionarios con aire acondicionado en Julianadorp siguiendo el modelo de los bungalós de las Indias Orientales Neerlandesas, mientras que se construyeron viviendas más asequibles para los trabajadores en Surinamendorp y Suffisantdorp.
La arquitectura modernista también llegó a Willemstad, como en la cabina de peaje erigida en 1935, en los edificios escolares (Como el Kolegio Alejandro Paula) y en los edificios residenciales de inspiración brasileña diseñados por Ben Smit. La única obra tropical del arquitecto holandés Gerrit Rietveld se puede encontrar en la isla en forma de Mgr. PI. Verriet Institut for Handicapped Children, erigido en 1949.
Después de 1969, Yu di Kòrsou (Niños de Curazao), una nueva generación de arquitectos nacidos en Curazao educados en el extranjero, asumió el cargo. Tom Janga diseñó el campus de la Universidad de las Antillas Neerlandesas. La empresa PLAN D2 estaba detrás de la urbanización de Seru Fortuna. Willy Juliana ha diseñado villas en busca de un estilo más local. La biblioteca pública de Janga, el Hotel Kura Hulanda y una calle de edificios residenciales en Otrabanda son ejemplos de proyectos que en tamaño, expresión y color buscan unir la nueva arquitectura con el estilo de construcción tradicional.
El arquitecto Carel Weeber regresó a la isla en 2005 después de trabajar en Holanda desde 1955.

## Deporte

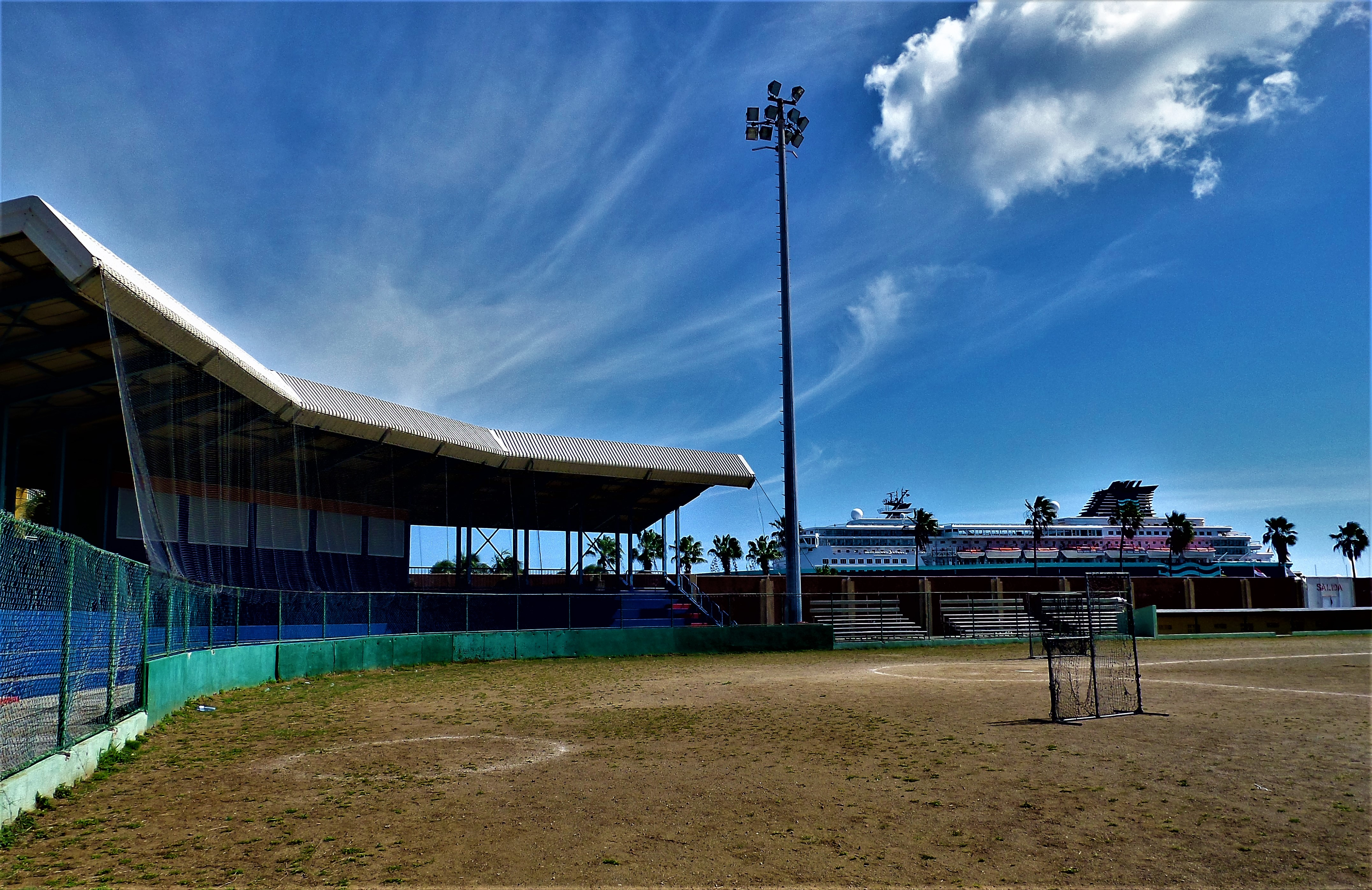
Estadio Johnny Vrutaal (Otrobanda, Willemstad).

Como en la gran mayoría de islas en el Caribe, uno de los deportes más populares de la isla es el béisbol, teniendo incluso durante muchos años una selección propia disputando la Copa Mundial de Béisbol con el nombre de Antillas Neerlandesas junto a Aruba, hasta que el Reino de los Países Bajos disolvió este territorio en 2010; sin embargo, desde 2006 los jugadores curazoleños, junto a los de Aruba, ya venían participando con la selección nacional de los Países Bajos en el Clásico Mundial de Béisbol y en la última versión de la Copa Mundial, donde quedaron campeones.

El territorio cuenta desde 2011 con su propia selección de fútbol, tomando la herencia de la antigua selección de las Antillas Neerlandesas. El estadio Ergilio Hato, también conocido en papiamento como Sentro Deportivo Korsou, SDK, ubicado en Willemstad, es la instalación deportiva más grande del país, con una capacidad para 15 000 espectadores; fue llamado así en honor de un destacado jugador de fútbol local. La selección nacional, restituida con el cambio en el estatus político de la isla, está compuesta principalmente por jugadores nacidos en Países Bajos con orígenes en Curazao. La selección es controlada por la Federación de Fútbol de Curazao y adscrita a la Concacaf y a la FIFA. Ha tenido un progreso importante en los últimos años, situándose (según ranking FIFA) como la 8° mejor selección del continente. Todo esto fue producto de sus grandes logros, como la obtención de la Copa del Caribe de 2016, y la clasificación a las ediciones de la Copa Oro de la Concacaf de 2017 y 2019.

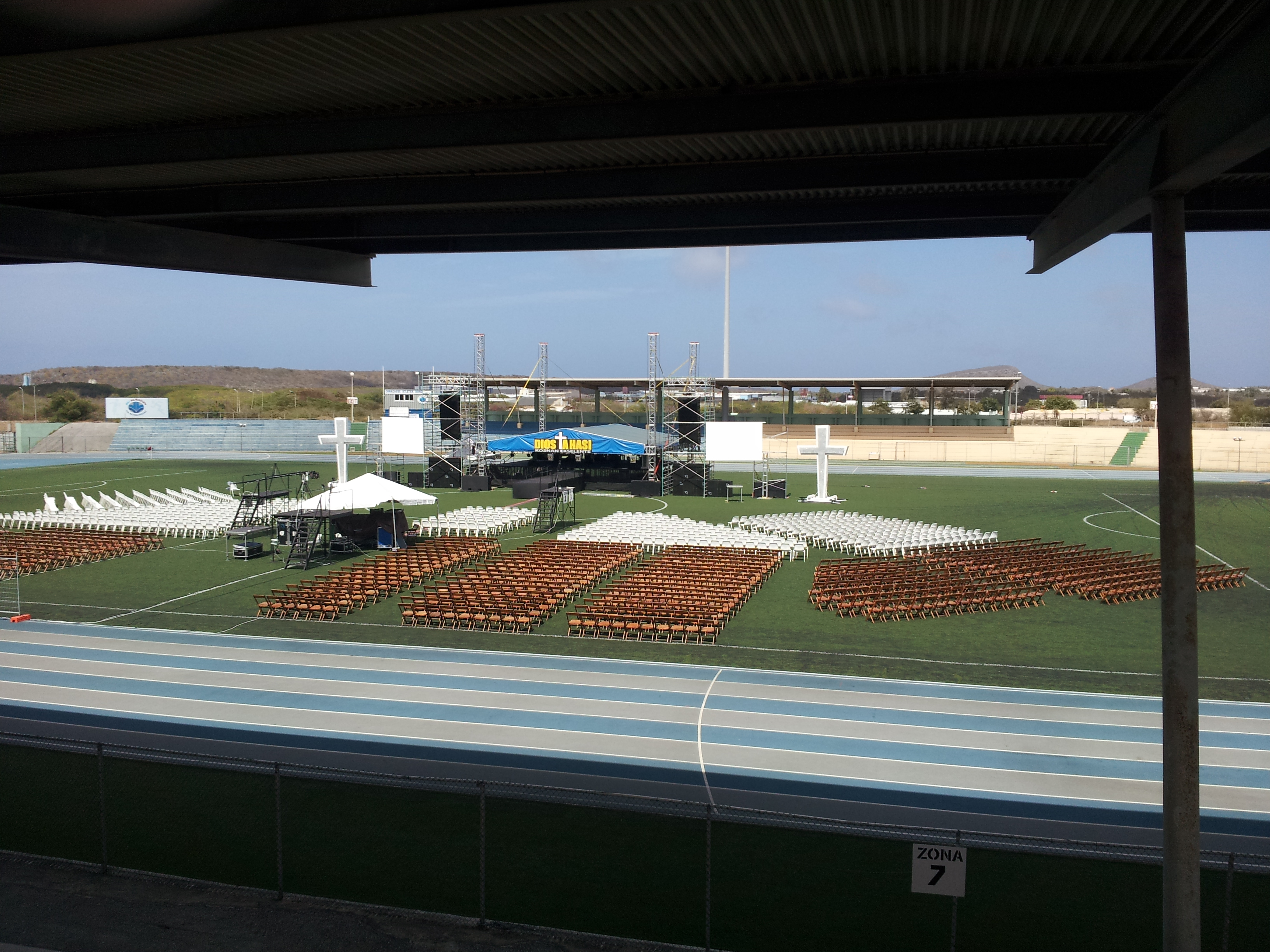
Estadio Ergilio Hato

Por su clima, en la isla se practican también otros deportes relacionados con actividades turísticas como el windsurfing y el buceo.
Las Antillas Neerlandesas tuvieron su propio Comité Olímpico Nacional desde 1950 hasta 2011. Después de que ese país se disolviera en 2010, el comité perdió el reconocimiento del Comité Olímpico Internacional en 2011. Por lo tanto, Liemarvin Bonevacia, Philipine van Aanholt y Reginald de Windt participaron como participantes independientes en los Juegos Olímpicos de verano de Londres en 2012.
El Atletiek Bond de Curaçao reúne a los doce clubes de atletismo del país. En abril de 2017, el país fue sede por primera vez de los Juegos CARIFTA, donde ganó, entre otras cosas, su primer oro.
El equipo nacional masculino de rugby está organizado en la Federación de Rugby de Curazao, que también es miembro de la Unión de Rugby de América del Norte.[309] La selección nacional ha participado dos veces en el Campeonato de Rugby de América del Norte (3.ª División).
De 2002 a 2014, se llevó a cabo en la isla la Carrera Amstel Curaçao en ciclismo de ruta.
Entre los deportistas de Curazao se encuentran el ciclista de ruta Marc de Maar, el tenista Jean-Julien Rojer y los velocistas Churandy Martina y Liemarvin Bonevacia.
El estadio nacional es el Stadion Ergilio Hato (Estadio Ergilio Hato), también llamado Sentro Deportivo Kòrsou (SDK, Centro Deportivo Curazao), ubicado al noreste de Willemstad. El estadio se usa para fútbol y atletismo, y fue la sede de los Juegos CARIFTA 2017.

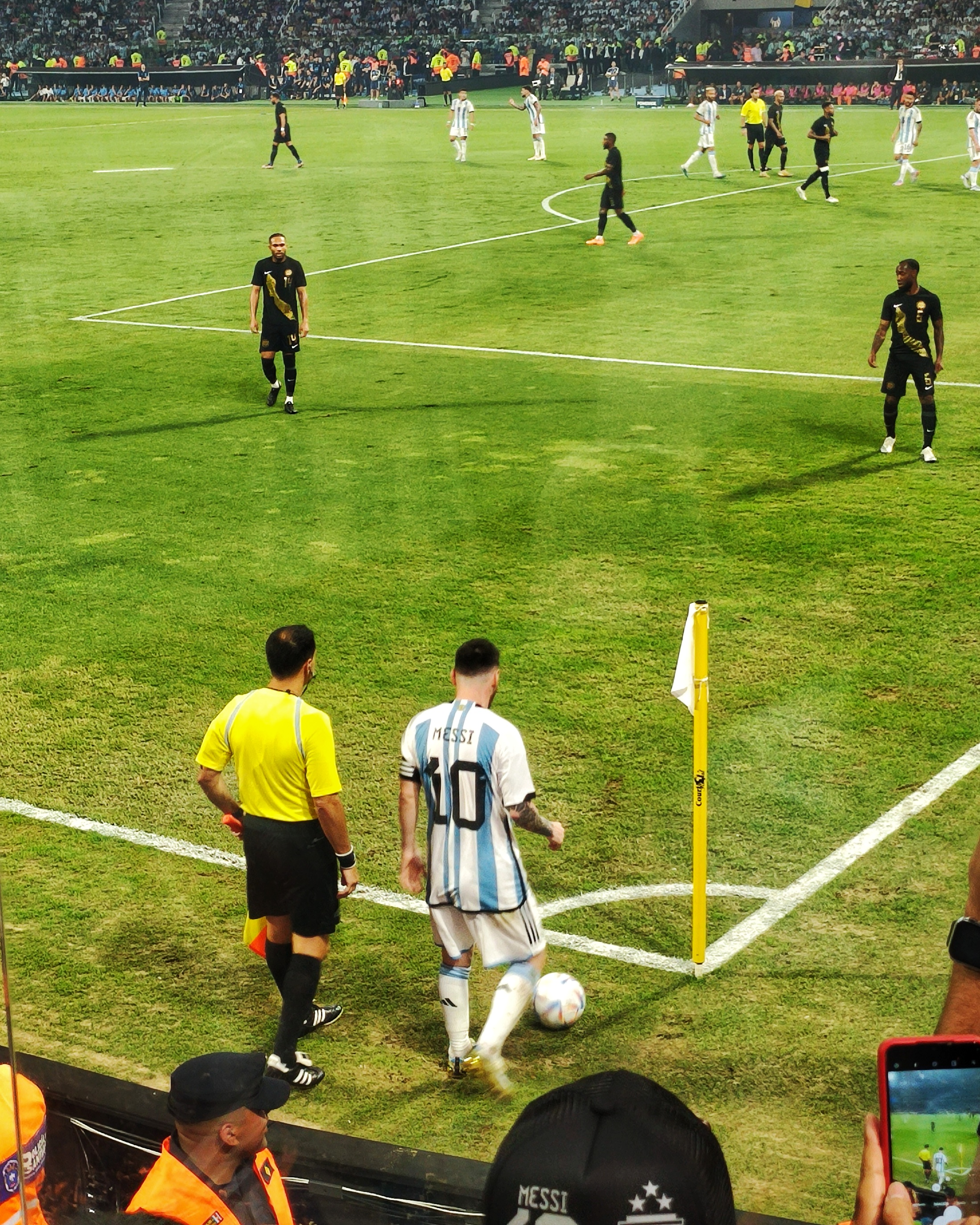
Partido entre las selecciones de fútbol de Argentina y Curazao en 2023

## Curazoleños célebres
- Gabriëla Dos Santos, Miss Curazao 2022 y top 5 en Miss Universo 2022.
- Chantal Wiertz, Miss Curazao 2020 y top 21 en Miss Universo 2020.
- Akisha Albert, Miss Curazao 2018 y top 10 en Miss Universo 2018.
- Chanelle de Lau, Miss Curazao 2016, Miss Curazao Internacional 2017 y 1.ª finalista de Miss Internacional 2017.
- Kanisha Sluis, Miss Curazao 2015 y top 10 en Miss Universo 2015.
- Verna Vásquez, Miss Curazao 1997 y top 6 en Miss Universo 1997
- Anne Marie Braafheid, primera finalista en Miss Universo 1968, la reina de belleza de Curazao que más lejos ha llegado en Miss Universo
- Manuel Piar, General en Jefe venezolano de origen curazoleño, prócer de la Independencia de Venezuela. Dentro de los anales de la historia republicana venezolana es reconocido como "El Libertador de Guayana".
- Luis Brión, militar curazoleño-venezolano que luchó en la guerra de Independencia de Venezuela alcanzando el grado de Almirante de las Marinas de Guerra de Venezuela y Gran Colombia.
- Andruw Jones, beisbolista profesional de las Grandes Ligas estadounidenses. Actualmente jugador de los Tohoku Rakuten Golden Eagles de la Liga Japonesa de Béisbol Profesional.

- Churandy Martina, atleta olímpico y profesional, especialista en carreras de velocidad de 100 y 200 metros lisos. Compite para los Países Bajos desde la disolución de las Antillas Neerlandesas.
- Jean-Juliën Rojer, tenista profesional. Especialista en dobles. Semifinalista del Abierto de Australia y ganador de siete torneos de dobles del circuito del ATP tour.
- Hensley Meulens, beisbolista profesional de las Grandes Ligas estadounidenses
- Vurnon Anita, futbolista del Newcastle United y de la selección nacional de los Países Bajos.
- Gregory van der Wiel, futbolista neerlandés del Cagliari.
- Marc de Maar, ciclista profesional neerlandés. Integrante del equipo ciclista profesional estadounidense UnitedHealthcare Pro Cycling Team.Andruw Jones con el uniforme de Texas Rangers en 2009.

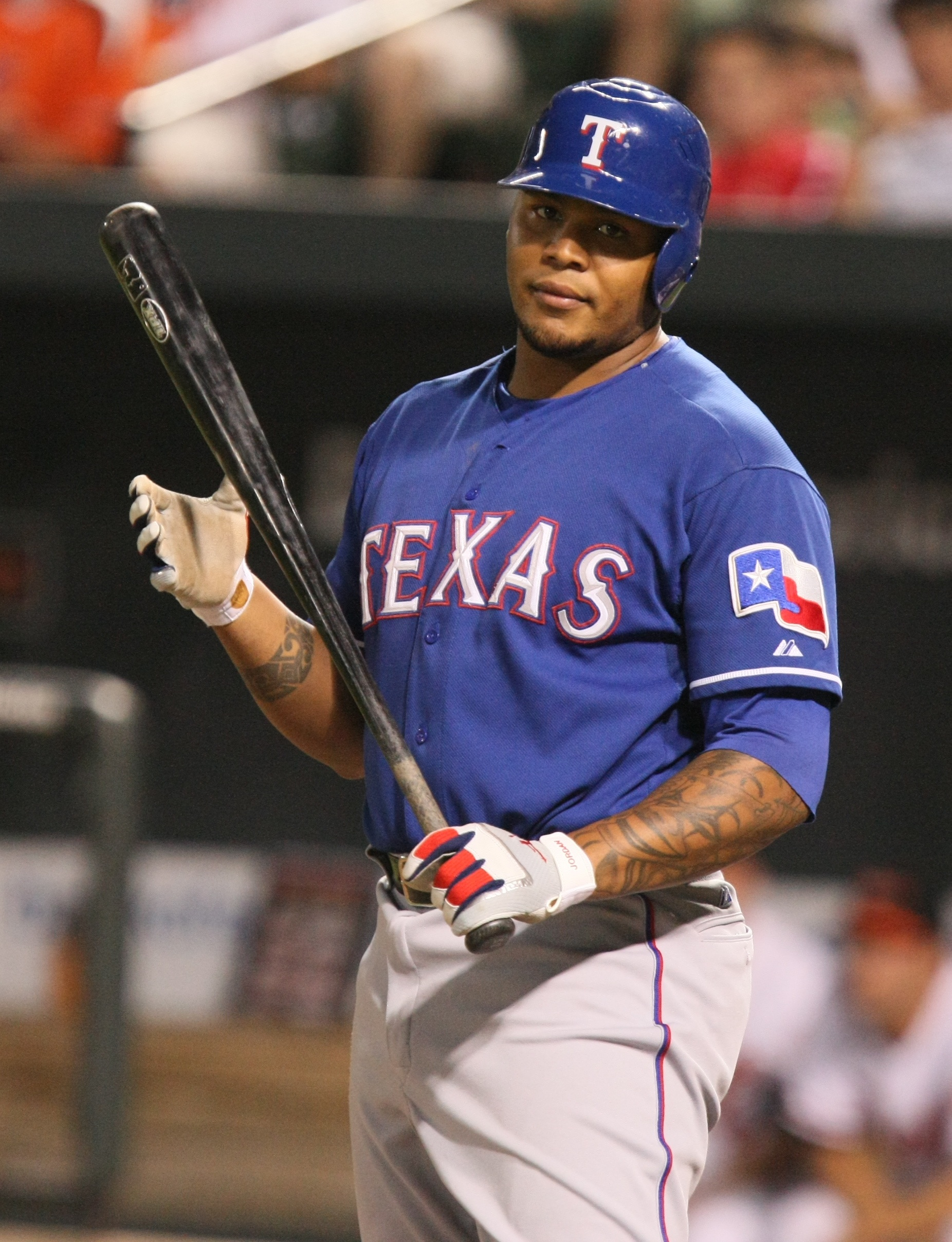
Andruw Jones con el uniforme de Texas Rangers en 2009.

- Peter F. Hartman, ejecutivo neerlandés, presidente y CEO de KLM, y vicepresidente de Air France-KLM.
- Jurickson Profar, beisbolista profesional de los Padres de San Diego en las Grandes Ligas de Béisbol.
- Egberton Rulove “Roelly” Etienne-Winklaar, fisicoculturista profesional IFBB.
- Leandro Bacuna, futbolista
- Juninho Bacuna, futbolista
- Cuco Martina, futbolista
- Kenley Jansen, Beisbolista profesional, lanzador de las Grandes Ligas que juega para Los Angeles Dodgers, equipo con el que debutó en 2010.
- Didi Gregorius, jugador de los New York Yankees de las Grandes Ligas de Béisbol nacido en los Países Bajos de origen curazoleño.
- Tahith Chong, futbolista, actual jugador del Manchester United en la Premier League.